# アドルフ・ヒトラー
アドルフ・ヒトラー（ドイツ語: Adolf Hitler ドイツ語: [ˈaːdɔlf ˈhɪtlɐ] ( 音声ファイル)（アードルフ・ヒトゥラ）, 1889年4月20日 - 1945年4月30日）は、ドイツの政治家。ドイツ国首相、および国家元首（総統）であり、国家と一体であるとされた国民社会主義ドイツ労働者党（ナチス）の指導者。
1933年に首相に指名され、1年程度で指導者原理に基づく党と指導者による一極集中独裁指導体制を築いたため、独裁者の代表例とされる。ドイツ民族至上主義者であり、その冒険的な外交政策と人種主義に基づく政策は、全世界を第二次世界大戦へと導き、さらにアウシュヴィッツ=ビルケナウ強制収容所を始めとする強制収容所を各地に設立、支配地域でユダヤ人などに対する組織的な大虐殺「ホロコースト」を引き起こした。ベルリン陥落を目前にした1945年4月30日、夫人のエヴァ・ブラウンと共に自ら命を絶った。

## 概要
出生地はオーストリア＝ハンガリー帝国オーバーエスターライヒ州。父のアロイス・ヒトラーはオーストリア帝国大蔵省の守衛であり、母のクララ・ヒトラーはアロイス宅の住み込み家政婦であった。
第一次世界大戦までは無名の一青年に過ぎなかったが、戦後にはバイエルン州において、国民社会主義ドイツ労働者党（ナチス）の党首としてアーリア民族を中心に据えた人種主義と反ユダヤ主義を掲げた政治活動を行うようになった。1923年に中央政権の転覆を目指したミュンヘン一揆の首謀者となり、一時投獄されるも、出獄後は合法的な選挙により勢力を拡大した。
1933年には大統領による指名を受けてドイツ国首相となり、首相就任後に他政党や党内外の政敵を弾圧し、ドイツ史上かつてない権力を掌握した。1934年8月、大統領パウル・フォン・ヒンデンブルクの死去に伴い、大統領の権能を個人として継承した（総統）。こうしてヒトラーという人格がドイツ国の最高権力である三権を掌握し、ドイツ国における全ての法源となる存在となり、ヒトラーという人格を介してナチズム運動が国家と同一のものになるという特異な支配体制を築いた。この時期のドイツ国は一般的に「ナチス・ドイツ」と呼ばれることが多い。
ヒトラーは人種主義、優生学、ファシズムなどに影響された選民思想（ナチズム）に基づき、北方人種が世界を指導するべき主たる人種と主張していた。またニュルンベルク法や経済方面におけるアーリア化など、アーリア人の血統を汚すとされた他人種である有色人種（黄色人種・黒色人種）や、ユダヤ系、スラブ系、ロマとドイツ国民の接触を断ち、また迫害する政策を推し進めた。またドイツ民族であるとされた者でも、性的少数者、退廃芸術、障害者、ナチ党に従わない政治団体・宗教団体、その他ナチスが反社会的人物と認定した者は民族共同体の血を汚す「種的変質者」であるとして迫害・断種された（生きるに値しない命）。
さらに1937年の官邸秘密会議や著書『我が闘争』で示されているように、自らが指導する人種を養うため、旧来の領土のみならず「東方に『生存圏』が必要である」として帝国主義的な領土拡張と侵略政策を進めた。やがて1939年のポーランド侵攻に始まる第二次世界大戦を引き起こし、大陸ヨーロッパの大半を占領した。この戦争の最中でユダヤ人に対するホロコースト、障害者に対するT4作戦などの虐殺政策が推し進められた。幾度か企てられた暗殺計画を生き延びたが、最終的に連合国の反撃を受け、全ての占領地と本土領土で押し込まれ、ナチ党政権が崩壊に向かう中、ヒトラーは赤軍に包囲されたベルリンの総統地下壕内で自殺した（アドルフ・ヒトラーの死）。

## 出自

### ヒトラー家
ヒトラー家の出自については謎が多く、本人も「私は自分の一族の歴史について何も知らない。私ほど知らない人間はいない。親戚がいることすら知らなかった。（中略）…私は民族共同体にのみ属している」と語っている。出自について詮索される事も非常に嫌い、「自分が誰か、どこから来たか、どの一族から生まれたか、それを人々は知ってはいけないのだ！」と述べており、妹パウラは「兄には一族という意識がなかった」としている。
そもそもヒトラーの実父アロイス・ヒトラーからして出自が不明瞭な人物で、彼は低地オーストリア地方にあるシュトローネス村にマリア・アンナ・シックルグルーバーという未婚女性の私生児として1837年に生まれ、アロイス・シックルグルーバーと名付けられている。父アロイスは祖母マリアが42歳の時に生まれた高齢出産かつ初産であった。さらに祖母は子供の父親として考えられる相手の男性について決して語らず、結果的にアロイスの洗礼台帳は空白になっている。後にマリアはアロイス出産後に粉引き職人ヨハン・ゲオルク・ヒードラーと結婚、アロイスは「継父と母が設けた婚外子」で後に結婚したのだろうと語っているが、その根拠はない。職人として各地を放浪しながら働いていたゲオルクとマリアに接点があったとは考えがたく、またアロイスはゲオルクの養子にはされずシックルグルーバー姓で青年期まで過ごしている。
暫くしてアロイスは継父の弟で、より安定した生活を送っている農夫ヨーハン・ネーポムク・ヒードラーに引き取られ、義叔父ネーポムクはアロイスを実子のように可愛がった。なお、兄弟で名字が異なるが、読み方の違いであって綴りは同じHiedlerと記載されている。もともとHiedlerは「日雇い農夫」「小農」を語源とする姓名で、それほど珍しい姓名でもなかったとされている。「ヒトラー」「ヒードラー」「ヒュードラ」「ヒドラルチェク」などの姓は東方植民したボヘミアドイツ人、およびチェコ人・スロバキア人などに見られるとも言われる。
1887年、アロイスは地元の公証人に「自分は継父ヨハン・ゲオルク・ヒードラーの実子である」と申請を出し、教会にも同様の書類を提出した。改姓にあたっては義叔父ネーポムクが全面的に協力しているが、実はネーポムクこそアロイスの実父であったのではないかとする意見もある。それまでシックルグルーバー姓で満足していたアロイスが突然改姓したのは娘しかいなかったネーポムクが隠し子に一家の名と財産を相続させたかったからではないかと推測されており、現実に大部分の遺産を譲られている。あるいは体面を気にするアロイスにとって自身の出自が不明瞭である事を示す、母方のシックルグルーバー姓を忌まわしく感じた可能性もある。改姓前後からアロイスは母方の親族と全く連絡を取らなくなり、娘の一人である末女パウラは親戚付き合いがほとんどない事について「父さんにも親族がいないはずはないのに」と不思議がっていたという。
ともかくアロイスは「Hiedler」姓に改姓したが、読み方については「ヒュットラー」でも「ヒードラー」でもなく「ヒトラー」と書かれており、おそらく公証人が読みやすい名前で記載したものと思われる。なお、日本で最初に報道された際には「ヒットレル」と表記され（舞台ドイツ語の発音が基になっている）、その後は「ヒットラー」という表記も多く見られた。

#### 父母と兄弟

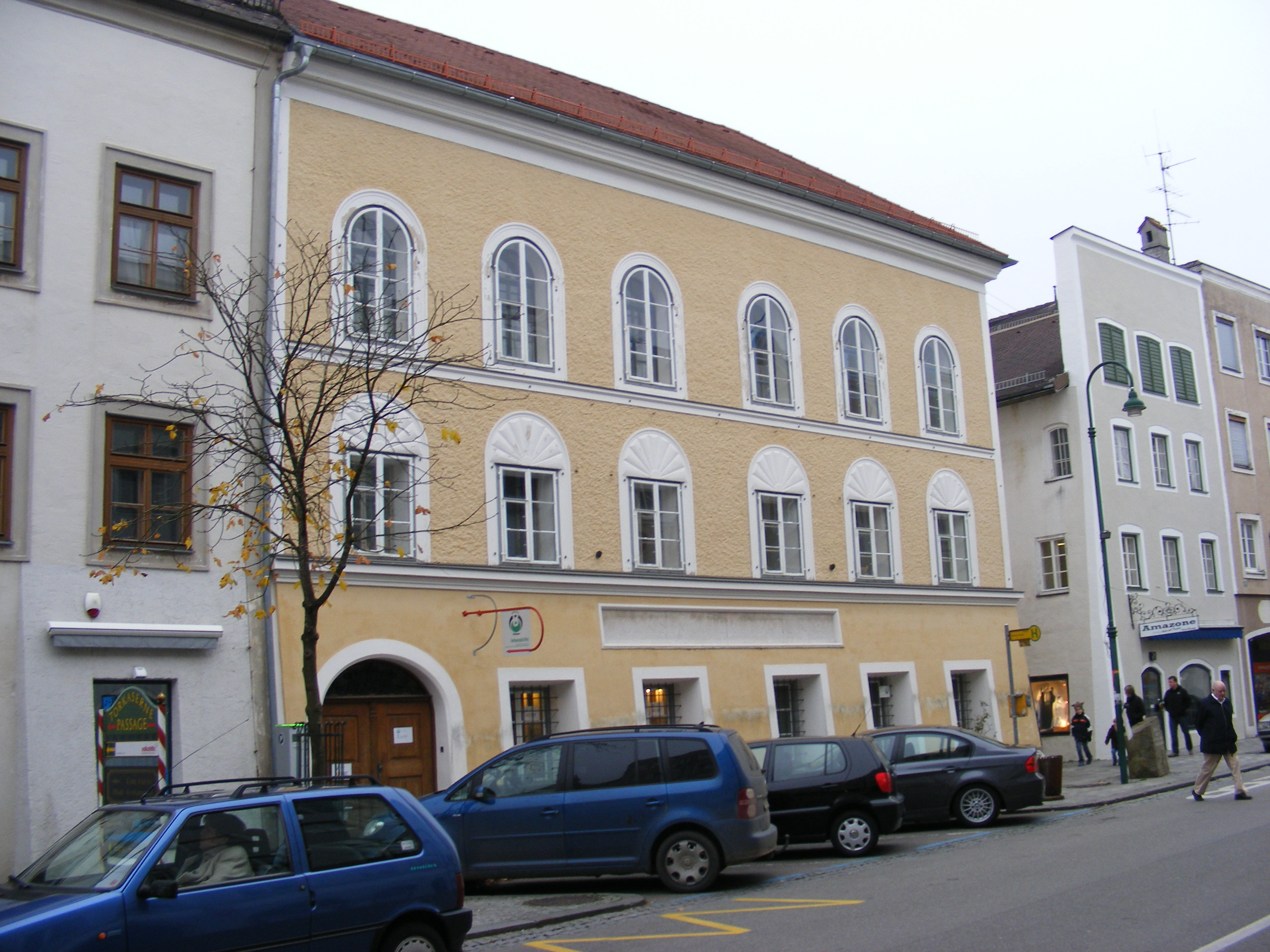
ブラウナウ・アム・インに現存するヒトラーの生家

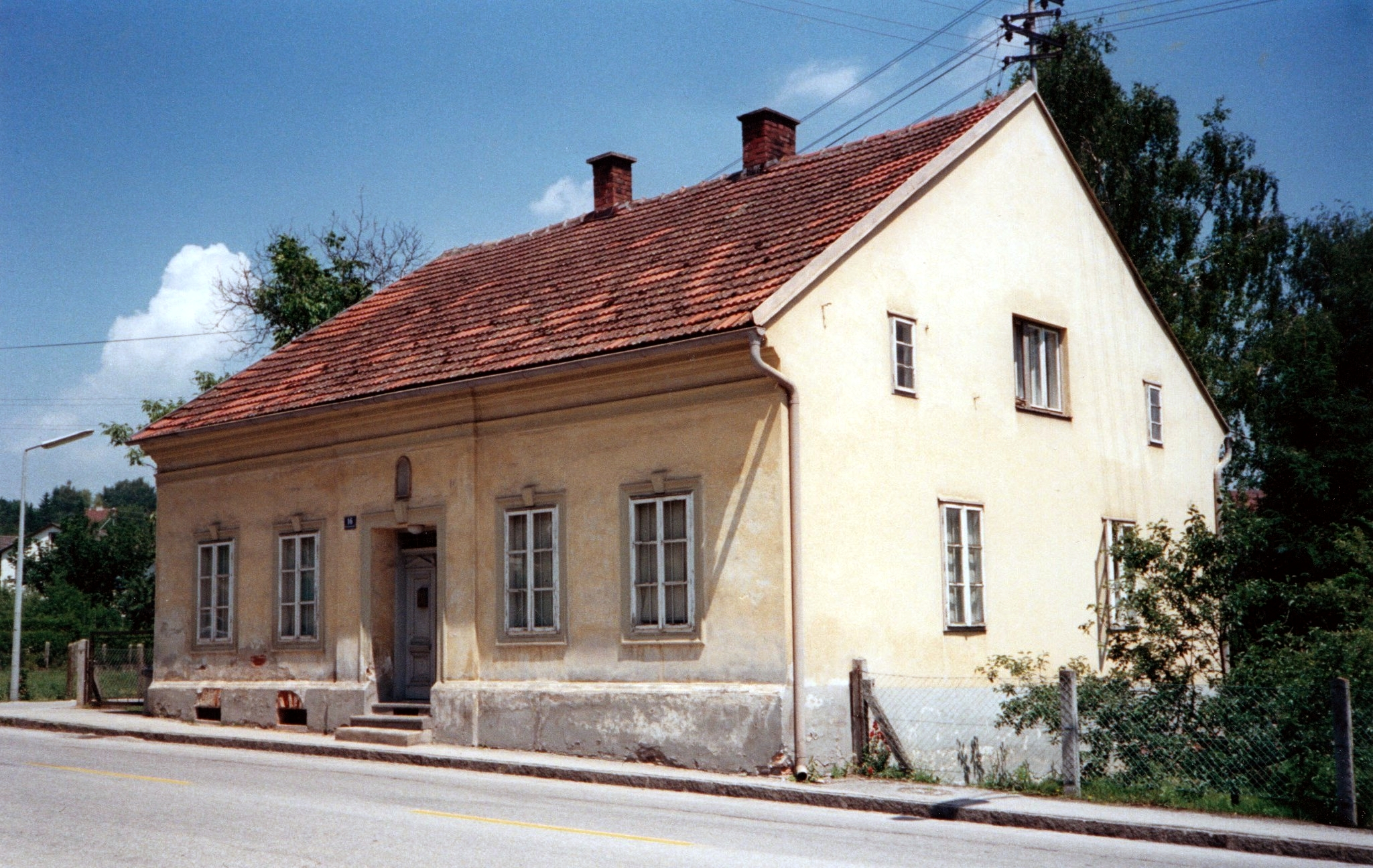
1898年から1905年までヒトラーが家族と住んだリンツ郊外レオンディングの家

父アロイスは義叔父の下で小学校（国民学校）を出た後、ウィーンへ靴職人として徒弟修行に出向いている。しかしウィーンに出たアロイスは下層労働者で終わる事を望まず、19歳の時に税務署の採用試験に独学で合格して公務員となった。上昇志向が強いアロイスは懸命に働いて補佐監督官や監督官を経て最終的には税関上級事務官まで勤め上げたが、これは無学歴の職員としては異例の栄達であった。40年勤続で退職する頃には1100グルデン以上の年収という、公立学校の校長職より高い給与も勝ち取っていた。アロイスはこうした成功から人生に強い自尊心を持ち、親族への手紙でも「最後に会った時以来、私は飛躍的に出世した」と誇らしげに書いている。また軍人風の短髪や貴族然とした厳しい髭面を好み、役人口調の気取った文章で手紙を書くなど権威主義的な趣向の持ち主であった。
アロイスは性に奔放な人物で、生涯で多くの女性と関係を持ち、30歳の時にはテレージアという自分と同じような私生児を最初の子として儲けており、生物学的には彼女がヒトラーの長姉となる。1873年、36歳のアロイスは持参金目当てに裕福な独身女性の50歳のアンナ・グラスルと結婚したが、母マリアのような高齢出産しか望みのないグラスルとは子を儲ける事はなかった。代わりにアロイスは召使で未成年の少女だったフランツィスカを愛人とし、1880年に事実を知った妻アンナからは別居を申し渡されたが、人目も憚らずフランツィスカを妻のように扱って同棲生活を送った。1883年、最初の妻アンナの死後にアロイスはフランツィスカと再婚して結婚前に生まれていた長男アロイスを正式に認知、続いて結婚後に長女アンゲラを儲けた。だがアロイスは既にフランツィスカへの興味を失いつつあり、新しい召使であったクララ・ペルツルを愛人にしていた。
クララの父はヨハン・バプティスト・ペルツル、母はヨハンナ・ペルツルという名前だったが、このうち母ヨハンナ・ペルツルの旧姓はヒードラーだった。彼女は他でもないアロイスの義叔父であり、実父とも考えられるヨハン・ネポムク・ヒードラーの娘であった。もしアロイスがゲオルクの子であったとすればヨハンナとは従兄妹の間柄となり、ましてネポムクの子であれば兄と妹ですらあった。その娘クララは従妹の子あるいは姪ということになる。クララはアロイスより23歳年下だった。フランツィスカはアンナの二の舞を恐れて結婚前にクララを家から追い出したが、フランツィスカが病気で倒れるとアロイスの手引きでクララは召使として再び入り込んだ。
1884年、フランツィスカが病没すると1885年1月7日に47歳のアロイスは24歳のクララと三度目の結婚を行った。少なくとも法的には従妹である以上、結婚には教会への請願が必要であったので「血族結婚に関する特別免除」をリンツの教会に申請して、ローマ教皇庁から受理されている。クララは結婚から5か月後に次男グスタフを生み、続いて1886年に次女イーダ、1887年に三男オットーを生んだが三子は幼児で亡くなっている。1889年、四男アドルフ（ヒトラー）が生まれ、長男アロイス2世とともに数少なく成人したヒトラー家の子となった。1894年に五男エドムント、1896年に三女パウラが生まれている。
また、上記にあるようにヒトラーの父のアロイスが婚外子ということで、ヒトラーが政権を把握すると彼自身が「ユダヤ系」ではないかと巷の噂が流布されたが、ヒトラーの死後の史家による徹底的な調査の結果、否定されている（下記も参照）。

## 生涯

### 幼少期

#### 生い立ち

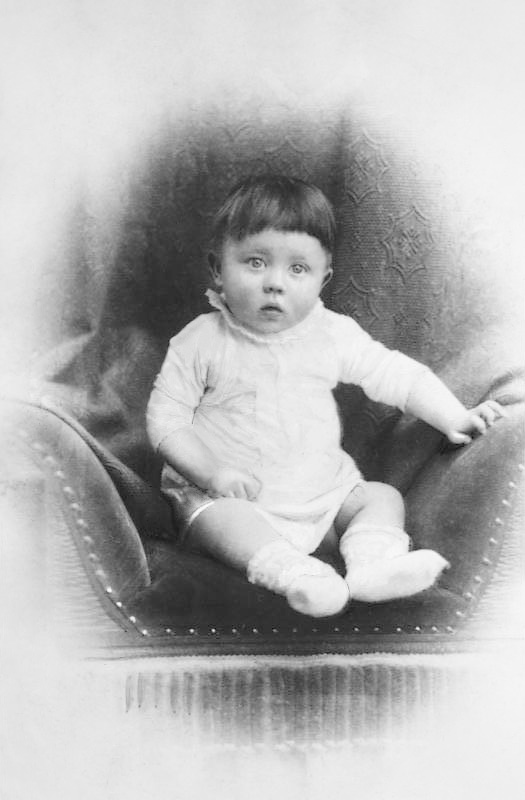
幼少期の写真

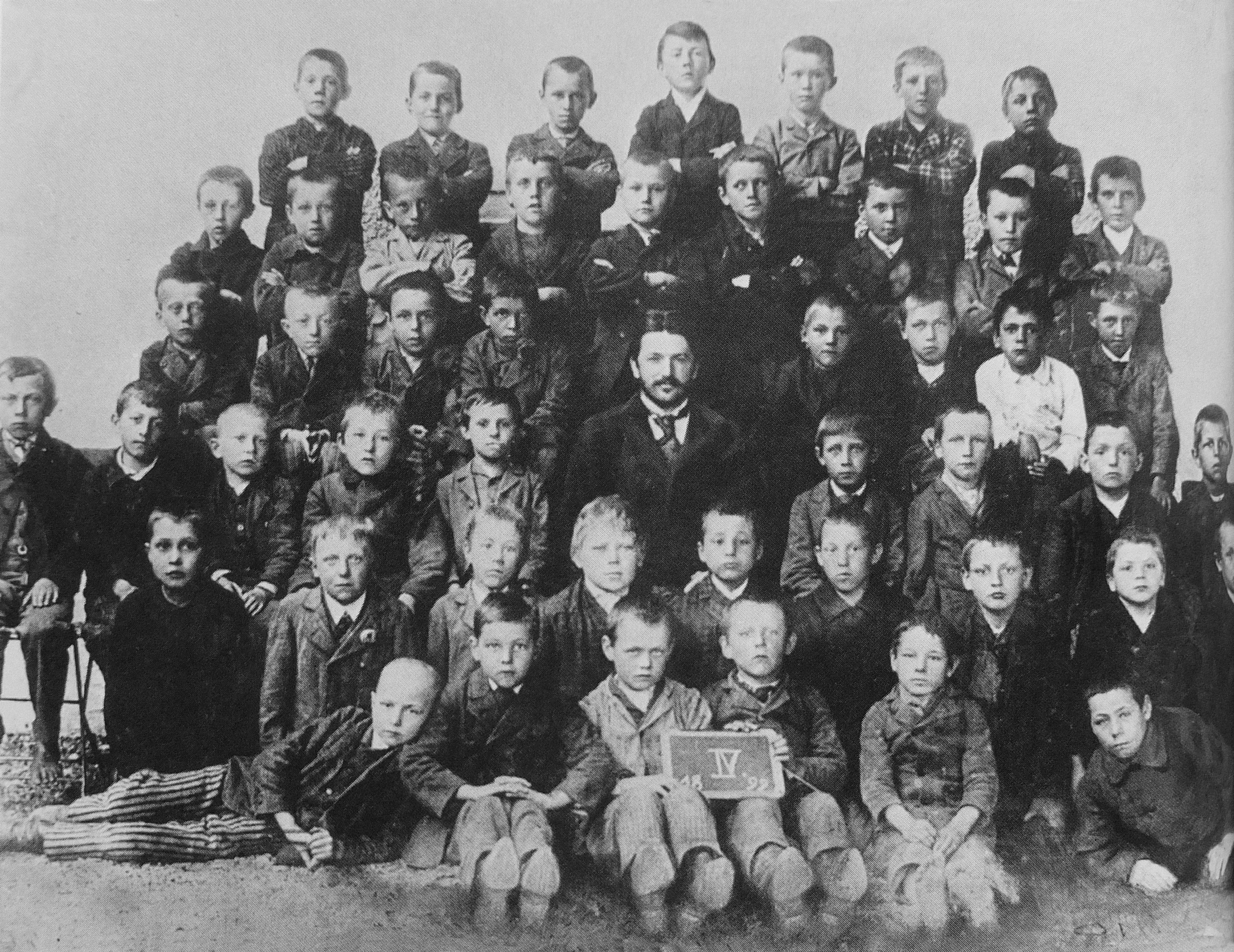
ヒトラー（最後列の中央）が10歳から11歳まで通った小学校の集合写真

1889年4月20日の午後6時30分、当時ヒトラー家が暮らしていたブラウナウにある旅館ガストホーフ・ツー・ボンマーでアロイス・ヒトラーとクララ・ヒトラーの四男として出生、2日後の4月22日にローマ・カトリック教会のイグナーツ・プロープスト司教から洗礼を受け、アドルフ・ヒトラー（Adolf Hitler）と名付けられた。洗礼には叔母ハンニと産婆ポインテッカーの二人が立ち会っている。
ヒトラーが3歳の時に一家は別の家に引っ越して、ドイツ帝国バイエルン王国のパッサウ市へ転居している。バイエルン・オーストリア語圏の内、オーストリア方言からバイエルン方言の領域へ移住したことになった。彼の用いるドイツ語には標準ドイツ語と異なる独特の「訛り」が指摘されるが、それはバイエルン人としての出自ゆえのことである。幼いヒトラーは西部劇に出てくるインディアンの真似事に興じるようになった。また父が所有していた普仏戦争の本を読み、戦争に対する興味を抱くようになった。1895年、リンツに単身赴任していたアロイスが定年退職により恩給生活に入ると、一家を連れてハーフェルト村という田舎町に引越し、屋敷を買って農業と養蜂業を始めていた。ヒトラーはランバッハの郊外にあったフィッシュルハムの国民学校（小学校）に通った。
1896年、異母兄アロイス2世が父との口論を契機に14歳で家から出て行き、二度とヒトラー家には戻らなかった。異母弟ヒトラーや継母と折り合いが悪かった事も一因と見られている。跡継ぎとなったヒトラーは1897年まで国民学校に在籍した記録が残っているが、フィッシュルハム移住後から学校の規律に従わない問題児として、ヒトラーも父と諍いを起こすようになった。1897年、父親の農業は失敗に終わり、一家は郊外の農地を手放してランバッハ市内に定住している。ヒトラーもベネディクト修道会系の小学校に移籍し、聖歌隊に所属するなどキリスト教を熱心に信仰して、聖職者になることを望んだ。ベネディクト修道会の聖堂の彫刻には後にナチスのシンボルマーク章として採用するスワスチカが使われていた。本人によれば、信仰心というよりも華やかな式典や建物への憧れが強かったようである。
1898年、ランバッハからも離れてリンツ近郊のレオンディングにアロイスと一家は同地に定住したが、後年にヒトラーから生家を案内されたゲッベルス曰く「小さく粗末な家」であったという。弟エドムントが亡くなる不幸などを経て、次第にヒトラーは聞き分けの良い子供から、父や教師に口答えする反抗的な性格へと変わっていった。感傷的な理由からではなく、単純にアロイス2世の家出もあってヒトラーが唯一の跡継ぎになってしまい、一層に父親からの干渉が増したからである。1899年、各地を転々としていたヒトラーは義務教育を終え、小学校の卒業資格を得た。

#### 父とのいさかい
母クララとの関係は良好だったが、家父長主義的なアロイスとの関係は不仲になる一方だった。アロイスの側も隠居生活で自宅にいる時間が増えたことに加え、農業事業に失敗した苛立ちから度々ヒトラーに鞭を使った折檻をした。アロイスは無学な自分が税関事務官になったことを一番の誇りにしており、息子達も税関事務官にすることを望んでいた。これもますますヒトラーとの関係を悪化させた。後にヒトラーは父が自分を強引に税関事務局へ連れて行った時のことを、父との対立を象徴する出来事として脚色しながら語っている。1900年、中等教育（中学校・高校）を学ぶ年頃になるとギムナジウム（大学予備課程）で学びたいと主張したヒトラーに対して、アロイスはリンツのレアルシューレ（実科中等学校、Realschule）への入学を強制した。自伝『我が闘争』によれば、ヒトラーは実科学校での授業を露骨にサボタージュして父に抵抗したが、成績が悪くなっても決してアロイスはヒトラーの言い分を認めなかった。
恐らくヒトラーが最初にドイツ民族主義や大ドイツ主義に傾倒したのはこの頃からであると考えられている。なぜなら父アロイスは生粋のハプスブルク君主国の支持者であり、その崩壊を意味する過激な大ドイツ主義を毛嫌いしていたからである。また政治的にもおそらくは自由主義的な人物で宗教的にも世俗派に俗した。周囲の人間もほとんどが父と同じ価値観であったが、ヒトラーは父への反抗も兼ねて統一ドイツへの合流を持論にしていた。ヒトラーはハプスブルク君主国は「雑種の集団」であり、自らはドイツという帰属意識のみを持つと主張した。ヒトラーは学友に大ドイツ主義を宣伝してグループを作り、仲間内で「ハイル」の挨拶を用いたり、ハプスブルク君主国の国歌ではなく「世界に冠たるドイツ帝国」を謡うように呼びかけている。ヒトラーは自らの父を生涯愛さず、「私は父が好きではなかった」との言葉を残している。
ただしアロイスによる強制というヒトラーの主張は疑わしいとする見解もある。税務官などの官吏に登用されるには法学を学ぶ必要があり、当時のドイツで法律を学ぶにはラテン語が必修であった。実科学校はギムナジウムと異なりラテン語教育が施されることはまずなく、仮に官吏になったとしても税務官のような上級役職に進める人間はそれこそアロイスのように特例であった。実際、ヒトラーの同窓生達で官吏になったものも鉄道員、郵便局員、動物園職員などに留まっている。もしアロイスが本当に税務官になることを望んだのなら、むしろギムナジウム入学を強制したはずである。よってギムナジウムに進学できなかったのは単にヒトラーの学力不足であって、父アロイスは成績不良の息子が手に職を就けられるように気遣った可能性が高い、というものである。
1901年、田舎の小学校で学んでいたヒトラーは都会の授業についていけず、リンツ実科中等学校一年生の時に必修の数学と博物学の試験に不合格となり、留年となった。1902年には二年生に進級したが、学年末にまたもや数学の試験を落として再試験を受けて辛うじて三年生に進級した。1903年1月3日、14歳の時に父アロイスが65歳（数え年）で病没する。地元の名士だった父の死は地方新聞の記事になっており、料理店で食事中に脳卒中で倒れて死亡したという。しかし憎む対象を失った後もヒトラーの問題行動は収まらず、成績も悪化を続けた。同年には外国語（フランス語）の試験に不合格となって2度目の留年処分を受け、扱い兼ねた学校からは四年生への進級を認めて貰う代わりに退学を命じられる有様だった。
退学後、リンツ近郊にあったシュタイアー市の実科中等学校の四年生に復学したが、前期試験で国語と数学、後期試験では幾何学で不合格となった。私生活でも下宿生活を送る中、学友と酒場に繰り出して酔った勢いに任せて在学証明証を引き裂くなどの乱行を行い、教師達から大目玉を食らっている。結局、1905年には試験や授業を受けなくなり、病気療養を理由に2度目の学校も退校している。
ヒトラーにとって唯一正式に教育を終えたのは先述の小学校のみであり、息子の学業に望みを持っていた父と結果として同じ経歴となった。

### 青年期の挫折

#### リンツでの日々
1905年、実技学校を離れたヒトラーは一旦は寡婦となった母がいるリンツに戻った。アロイスの死後、ヒトラーは母の溺愛と唯一の男子という立場から「小さなアロイス」として専横的に振舞った。共に父からの体罰に怯えていたはずの妹パウラ・ヒトラーにも家父長的に接し、パウラが学校に向かうのを見張り、何か気に食わない行動があれば平手打ちを食らわせた。
しかし家の外に広がる社会に対しては消極的で、気まずさもあって昔の友人とも会うのを避けていたが、暫くしてアウグスト・クビツェクという同年代の青年と交流を持つようになった。クビツェクはアロイスと同じく小学校を出てすぐに働きに出ていたため、実技学校を離れたヒトラーにかえって憧憬を抱いており、ヒトラーに付き従ってリンツ郊外などの散策や歌劇場の観覧に出向いていた。他にシュテファニーという女性に熱を上げていて、実際にアカデミーを出て画家になってから結婚を申し込みたいという手紙を送っている。リンツはヒトラーにとって第二の故郷であり、総統就任後も青年期に構想していたリンツの都市改造計画を実施しようと専用の建築官房まで設立していた。また、この頃のヒトラーはリヒャルト・ワーグナーの未完成の台本に基づき《鍛冶屋ヴィーラント》というオペラの作曲を試みた。
クビツェクによれば当時のヒトラーは手入れの行き届いた清潔な格好をしており、黒い帽子や皮手袋、象牙が用いられたステッキなどを身に付けていた。この上流趣味は父を失ってなおヒトラー家が富裕層であったことを意味しており、ヒトラー自身も「パンのために働く仕事」を軽蔑していたという。母クララは息子が何の仕事にも就かないことを心配しており、義兄（姉の夫）のレオ・ラウバルも「アドルフを職に就かせるべきだ」と迫っていた。本来であれば学業を辞めたのなら同年代の青年達と同じく、何か従弟修行や職業訓練を受けさせなければならなかった。だがヒトラーは執拗に母に画家になる夢を語り、意志の弱いクララは息子の夢に理解を示していたが、内心で不安でもあった。
クビツェクはしばしばクララからヒトラーが亡父が望んだような生き方を選ぶように説得してほしいと頼まれたという。そう話すクララの容貌を「実年齢より老け込んで見えた」と回想しており、息子が芸術家としてどうやって身を立てるのか、肝心な部分が曖昧だった事に不安を覚えていたのだろうと推測している。ある時、ヒトラーは絵だけではなく音楽に興味を向け、クララはピアノを買い与えて軍楽隊出身の家庭教師まで付けているが、数か月もしないうちに興味を失って投げ出している。1907年1月、母クララが倒れ、エドゥアルド・ブロッホ医師の診察で重度の乳癌と診断され、ヒトラーとパウラに「殆ど望みはない」ことを告知した。見るからに痩せ細っていくクララにヒトラーは動揺したが何もできず、介護や家事はほとんど叔母ハンニや姉アンゲラ、さらにはまだ小学校に通っていた妹パウラに任せきりだった。

#### ウィーンへの移住

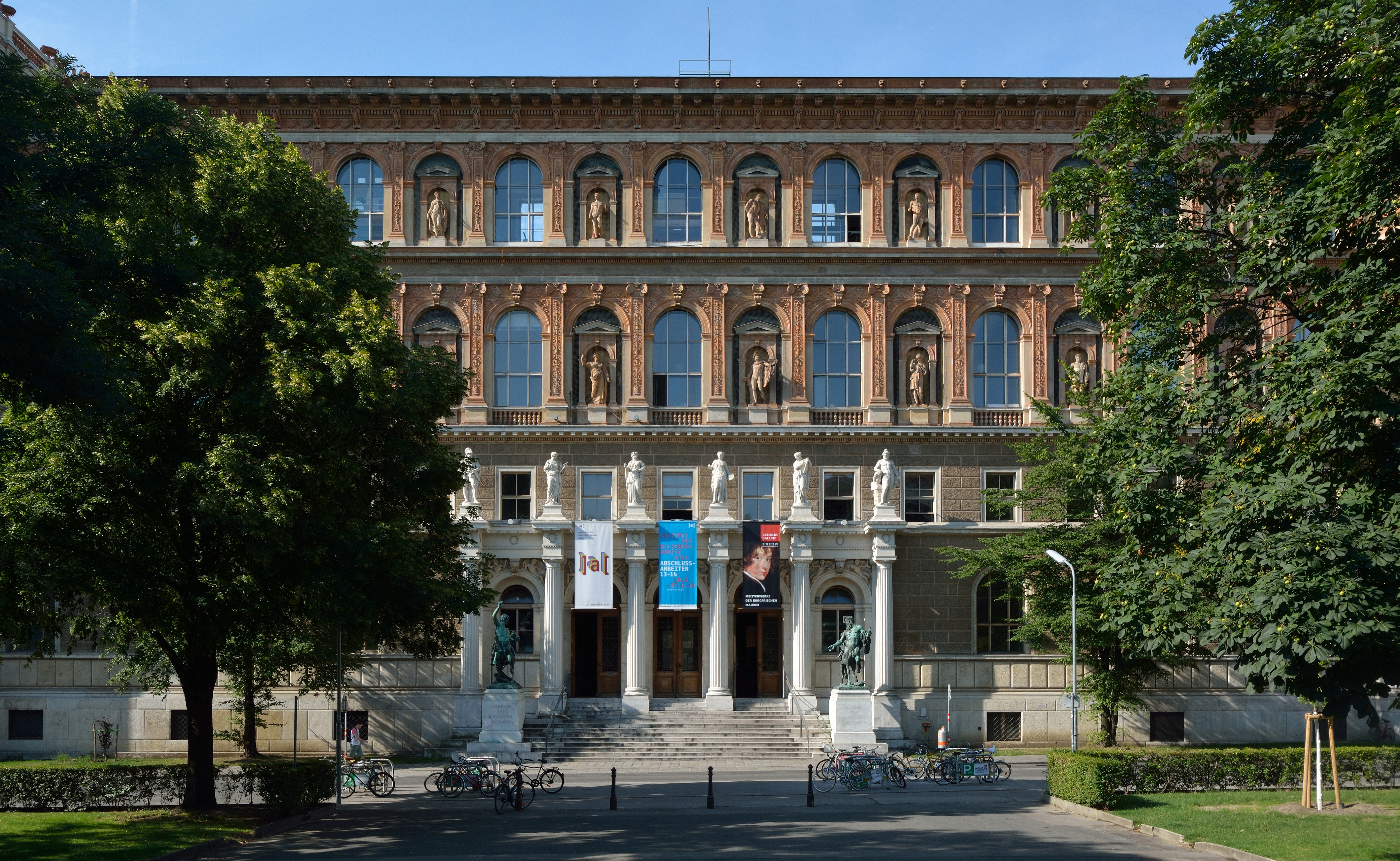
ヒトラーが受験したウィーン美術アカデミー

1907年4月、18歳になったヒトラーは法律上700クローネ相当の遺産分与の権利を得たが、これは当時の郵便局員の収入の一年分であった。父の遺産に加えて遺族年金から仕送りを得る約束を母親から貰い、芸術の都であるウィーンへ移住して美術を学ぶことを決めた。同年9月にウィーン美術アカデミーを受験した。当時のウィーン美術アカデミーは大学などの高等教育機関ではなく職業訓練学校であり、年齢制限や学歴などの条件が緩く、実科学校を途中で放棄したヒトラーでも受験が可能であった。前年の1906年にはヒトラーより一歳年下で後に画家として名を成したエゴン・シーレが工芸学校を卒業後、16歳で入学している。
しかし、ヒトラーの結果は不合格であった。試験記録には「アドルフ・ヒトラー、実科学校中退、ブラウナウ出身、ドイツ系住民、役人の息子。頭部デッサン未提出など課題に不足あり、成績は不十分」と記述されている。受験人数は113名と少人数で、合格者も28名と4倍程度の倍率で、極端に難関という訳ではなかった。試験内容は実技とこれまで製作した作品の審査からなっていたが、前述の通り頭部デッサンの未提出など、審査用の作品に不足があると判断されて不合格となった。アカデミー受験に失敗した時に学長に直談判した際には、人物デッサンを嫌う傾向から「画家は諦めて建築家を目指してはどうか」と助言された。ウィーンでの美術館巡りでは、建物自体の観賞を好んだと書き残すなど、ヒトラーも実際には建築物を好んでいて、この助言に大いに乗り気になったが、程なく画家よりさらに非現実的な望みであることを知って断念したと書き残している。
| 「 | …画家から建築家へ望みを変えてから、程なく私にとってそれが困難であることに気が付いた。私が腹いせで退学した実科学校は卒業すべき所だった。建築アカデミーへ進むにはまず建築学校で学ばねばならなかったし、そもそも建築アカデミーは中等教育を終えていなければ入校できなかった。どれも持たなかった私の芸術的な野心は、脆くも潰えてしまったのだ… | 」 |

画風については、丹念な描写に情熱を注ぐものの独創性に乏しいという評価で、後に絵葉書売りで生計を立てた時も既存作品の模写が多かったという。ミュンヘン時代の知人の証言では、ヒトラーは同地で生活した頃は名所の風景画を中心に売っていたが、本人は現地には行かず、記憶やほかの画家が描いた絵などを参考に描くという独特の手法をとっていた。本人はこうした自らの傾向を「古典派嗜好」ゆえのことと自負していた節があり、世紀末芸術、ダダイズムやキュビズムなどの新しい芸術運動に嫌悪感すら抱いていた。シーレらがアカデミーに迎えられたことについて、後年までルサンチマンを抱き、総統となってからは、彼らの作品やアカデミーを「退廃芸術」として徹底的に糾弾し、弾圧下に置いている。芸術に限らず、ヒトラーは自らを認めなかった「硬直的な正規教育課程」を憎み、晩年まで憎悪を口にしていた。
ウィーンに出向いている間、ヒトラーは故郷との連絡をなるべく避け、母やブロッホらに葉書を送る時も当たり障りのない内容に留めて受験結果も伝えなかった。クララは見舞いに来たクビツェクに堰を切ったように息子への怒りや悲しみを嘆き、「あの子は自分の道を歩んでいる、他の人なんかいないみたいにね…あの子が独り立ちしたとしても、私は見られないでしょうね」と諦めた声で呟いたという。
1907年10月、ブロッホはクララに正式な余命宣告を行って親族にも告知した。流石のヒトラーも実家に戻り、変わり果てた母の姿を見て呆然とした。一生を通して初めて叔母と妹と家事を手伝うようになり、痛みで苦しみすすり泣く母の傍を片時も離れず、夜もベッドの隣に置いた長椅子で眠った。1907年12月21日、クララは47歳で病没し、レオンディングにある父アロイスの墓の隣に葬られた。葬儀が終わった後、ブロッホの下をヒトラーが訪れ、出来うる限りの治療をしてくれた事に心からの感謝を述べた。その様子についてブロッホは「わたしの一生で、アドルフ・ヒトラーほど深く悲しみに打ちひしがれた人間を見たことがなかった」と回想している。後にヒトラーは『我が闘争』の中で以下のように語っている。
| 「 | 母の墓を前にして立っていたあの日以来、私は一度も泣いた事がない。 | 」 |

#### 放浪生活
1908年2月、妹パウラを異母姉アンゲラの嫁いだラウバル家に預けて再び首都ウィーンに舞い戻ると今度は生活拠点も移し、シュトゥンペル街に下宿先を借りた。程なくして音楽学校に合格したクビツェクがウィーンへやってくると、シュトゥンペルの下宿先で共同生活を送るようになった。ウィーンの裏通りにある下宿先は月20クローネの2人部屋で、ゆったりとした生活スペースにクビツェクが練習用に借りたグランドピアノと2つのベッドが置かれていた。朝に学校に向かうクビツェクに対してヒトラーは部屋で寝ており、帰ってきたクビツェクがピアノの練習する時間帯になると図書館や公園に出かけていった。時に昔のように2人で美術館や街の散策に出かけると、美術上の知識や持論を延々と語っていた。クビツェクが音楽学校の休暇でリンツに帰った後も滞在を続け、手紙のやり取りをしている。
すでにヒトラーは父からの遺産分与700クローネをある程度使用しており、また母親の葬儀費用などで370クローネを支払っているが、母からは父の遺産全額の3000クローネが残されたし、また妹パウラとヒトラーが24歳になるか就業するまでは孤児保護の恩給として月50クローネの受給もオーストリア・ハンガリー帝国政府から認められた。ヴェルナー・マーザーとフランツ・イェッツインガーは、更にクララの叔母であるワルブルガ・ロメダーの遺産の一部、最低でも数百クローネがクララを通じて入ってきていたと指摘している。孤児恩給の半額は妹パウラを引き取った義姉アンゲラに養育費として渡されたが、10代の青年としては十分過ぎる程の遺産と当面の生活費が残されたのであり『わが闘争』にあるような無一文でウィーンにやってきたような描写とは異なる。またシュトラールは「遺産を受け取り、労働が可能で、かつ就学もしていないヒトラーの身の上を鑑みればパウラが恩給の全額を受け取る権利があったにもかかわらず、妹や後見人に無断で勝手に孤児恩給の申請書を出すなど策を巡らし、学校に通っていた妹から半分恩給を奪い取っている」と指摘している。
1908年末、この年にもアカデミーを受験したが、再び失敗した。2度目の試験では実技試験にすら受からず、むしろ合格は遠ざかっていた。同年9月、クビツェクの前からヒトラーは突然姿を消した。これは入試に失敗したことを知られたくなかったためと、徴兵忌避のためとであった。ウィーンに戻ったクビツェクの側も特に行方を捜すことはなかった。ヒトラーはたびたび住居を変え、1909年11月末頃には住所不定無職の人物として浮浪者収容所に入り、次いでメルデマン街にある独身者用の公営寄宿舎に移り住んだ。経済上のことというよりは、20歳から始まる徴兵義務を逃れるためであったと見られている（兵役逃れ）。この寄宿舎は休憩室や読書室を備え、就寝室は個室になっており、食事も安く、正業を持っているものも一時的に利用することがある施設であった。ヒトラーはこの頃絵葉書や版画の模写をおこない、インテリ層や商人などに絵画を売ることもあった。売り込みはラインホルト・ハーニッシュが行い、売上は折半していた。
1911年、姉アンゲラから孤児恩給全額を妹パウラに譲るようにリンツ地区裁判所で訴訟を起こされた。この背景には叔母ハンニからヒトラーが可愛がられており、遺産となる財産のほとんどをヒトラーの「芸術活動」に援助していたことに、夫ラウバルの死後も妹パウラを養い女子実科中等学校にも通わせていたアンゲラが憤慨したためである。ハンニがヒトラーに与えた財産がどの程度だったのは定かではないが、ハンニの死後その預金3800クローネが引き出されたにもかかわらず、ハンニの実妹は遺産を相続していないため、少なくとも2000クローネ程度は援助されていたと見られている。仮に今までの生活で父母の遺産を使い果たし、孤児恩給を失ったとしても、今度は叔母ハンニの財産でまだ数年は「寝て暮らせる」生活であった。また遺産を取り崩しながらの生活ながら自作の絵葉書や風景画を売ることで小額の生活費は稼いでいた。ヒトラー自身も『我が闘争』の中で「ささやかな素描家兼水彩画家として独立した生活を送っていた」と記述しており、裁判において「自分で生活できる」と証言し、孤児恩給の放棄に同意した。
この頃ヒトラーは食費を切り詰めてでも歌劇場に通うほどリヒャルト・ワーグナーに心酔していたとされる。また暇な時に図書館から多くの本を借りて、歴史・科学などに関して豊富な、しかし偏った知識を得ていった。その中にはアルテュール・ド・ゴビノーやヒューストン・チェンバレンらが提起した人種理論や反ユダヤ主義なども含まれていた。キリスト教社会党を指導していたカール・ルエーガー（後にウィーン市長）や汎ゲルマン主義に基づく民族主義政治運動を率いていたゲオルク・フォン・シェーネラーなどにも影響を受け、彼らが往々に唱えていた民族主義・社会思想・反ユダヤ主義も後のヒトラーの政治思想に影響を与えたといわれる。この時代にヒトラーの思想が固まっていったと思われているが、仮にそうだとしても、ヒトラーは少なくとも青年時代には政治思想に熱意を注いではいなかった。1913年の頃のヒトラーはイエズス会や共産主義を批判していたが、反ユダヤ主義的な発言の記録はない。ヒトラーは絵画をユダヤ人画商に好んで売り、ユダヤ人は頭がよく協力しあうと称賛することもあったし、ユダヤ系画商との夕食会に参加するなど親睦も結んでいた。一方で、ユダヤ人種は体臭が違うし、ユダヤの血はテロに走りやすいとも述べていた。またクビツェクは「リンツにいた頃から反ユダヤ主義者だった」と述べている。

#### ミュンヘンへの移住と逮捕
1913年5月、24歳になったヒトラーは隣国ドイツの南部にあるミュンヘンに移住し、仕立て職人ポップの元で下宿生活を送った。ヒトラー自身はオーストリアとウィーンの腐敗した環境に耐えられなかったと述べているが、実際には徴兵忌避罪を逃れるためであったと見られている。ヒトラーは故郷リンツにおいて徴兵検査を受けなかったことで兵役忌避罪と、その事実を隠して国外に逃亡するという2つの犯罪を犯した立場となった。事実が発覚して逮捕された場合、1か月から1年の禁固刑と2000クローネの罰金という重罪が科せられることが想定された。この移住に際してヒトラーは、自分をオーストリア国民ではなく「無国籍者」であると申請している。
リンツ警察は8月11日から捜索を開始し、ヒトラーは1914年1月18日にミュンヘン警察によって逮捕、オーストリア領事館に連行された。仰天したヒトラーは領事館員のすすめで書いた弁明書で、1910年2月にウィーンで兵役の申告を行ったとした上で、「（1909年ごろには）誰からの金銭上の援助がなく」と、自らの貧困を訴える嘘を書き連ねている。ヒトラーは納税証書を同封し、労働者階級としては多い年収1200マルクの収入があったが、支出が多いため現在も裕福ではないと弁明している。実際にはミュンヘンでの生活は安定しており、近所の人々からも信用されていた。ヒトラーはインテリ風の良い身なりをしており、家主のポップとはよく政治論を戦わせていたという。このころの月収は100マルク程度あったが、当時同年齢の銀行員の月収は70マルクであった。さらに1913年5月16日には、孤児金庫から819クローネ98ヘラーの資産が交付されている。1914年1月18日、ザルツブルクで行われた検査で不適格と判定されたため兵役を免除され、罪も免除された。

### 第一次世界大戦

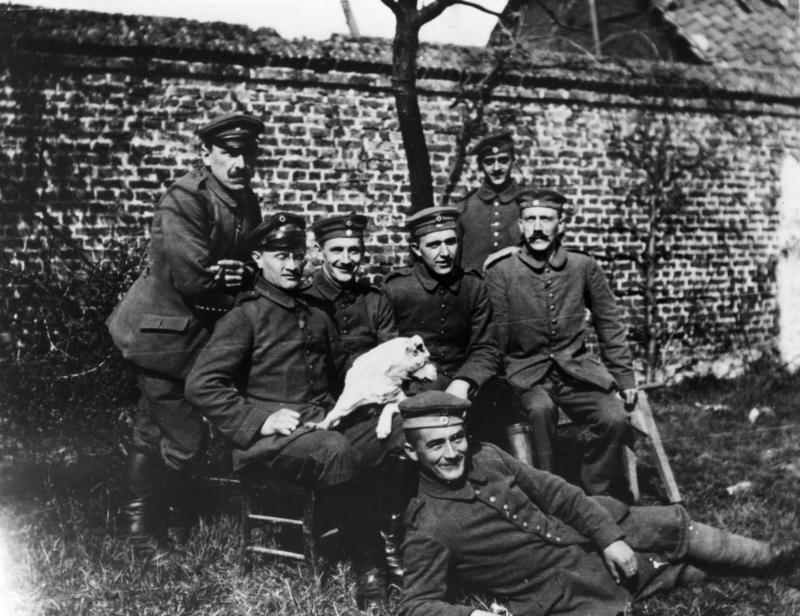
従軍時のヒトラー（椅子に座る兵士の右端）と戦友達

同年8月1日に勃発した第一次世界大戦ではバイエルン王宛に請願書を送り、バイエルン陸軍に志願した。翌日には入隊許可書が届き、バイエルン王国第16予備歩兵連隊に義勇兵として入営した。連隊は主に西部戦線の北仏・ベルギーなどに従軍してソンムやパッシェンデールなど幾つかの会戦に加わっている。
ヒトラーは、フランス兵を捕える等の功績と伝令兵としての勤務ぶりを評価され、6回受勲している（1914年に二級鉄十字章、1917年に剣付三級戦功十字章、1918年に連隊感状、戦傷者勲章、一級鉄十字章、三級軍務勲章）。しかし階級はゲフライター留まりであり、受勲回数の割には低い階級のままで終戦を迎えている。理由については、「本人が伝令兵の地位に満足し昇進を希望しなかった」、「伝令としての優秀さから司令部が昇進によって彼を失うのを渋った」、「上官に媚びて授勲されただけで昇進に足る活躍はなかった」など諸説あるが、最も信憑性があると見られているのは「指導力が欠けており、部下を持つことになる伍長以上の階級には相応しくない」と司令部が判断したという説で、直属の上官フリッツ・ヴィーデマン中尉が証言している。

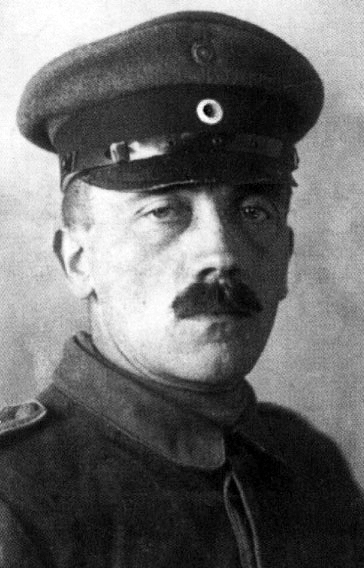
軍装姿の証明写真

1916年、ソンムの戦いでヒトラーは脚の付け根（鼠蹊部）に怪我を負って入院している（左大腿であったとする論者もいる）。またこの負傷でヒトラーが生殖機能に障害を負ったとする俗説があるが、真実の程は定かでない。負傷そのものは会戦後に戦傷章を受勲した記録が残っている。
ヒトラーは大戦以前から熱心な大ドイツ主義者であり、また大戦でドイツ軍（正確にはバイエルン軍）の一員として戦ったことで益々ドイツへの愛国主義は高まっていった（しかしドイツ市民権は1932年まで取得していない）。ヒトラーは戦争を人生で重要な経験であると捉え、周囲からも勇敢な兵士であったと評価を受けた。
大戦末期の1918年10月15日、ヒトラーは敵軍のマスタードガスによる化学兵器攻撃に巻き込まれて視力を一時的に失い、ポンメルン地方のパーゼヴァルクにある野戦病院に入院している。一時失明の原因についてはガスによる障害という説以外に、精神的動揺（一種のヒステリー）によるものとする説がある。ヒトラーは治療を受ける中で自分の使命が「ドイツを救うこと」にあると確信したと話しており、ユダヤ人の根絶という発想も具体的手段は別として決意されたと思われている。1918年11月、ヒトラーは第一次世界大戦がドイツの降伏で終結した時に激しい動揺を見せた兵士の一人であった。この日、もしくは次の日にヒトラーは超自然的な幻影を見て視力を回復した。この回復の課程には、治療に当たっていたエトムント・フォルスター博士の催眠術による暗示の可能性があるとされる。
ヒトラーは民族主義者や国粋主義者の間で流行した「敗北主義者や反乱者による後方での策動で前線での勝利が阻害された」とする背後からの一突き論を強く信じるようになった。

### 政界進出

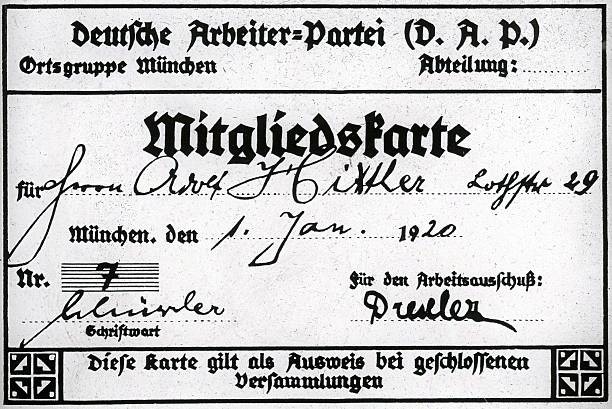
ヒトラーのドイツ労働者党党員証。しかし、彼の入党時に正式な党員証はまだなく、後に偽造されたものである。

政治家への転身を考えた後も軍に在籍を続ける道を選び、陸軍病院から退院すると部隊の根拠地であるミュンヘンへと戻った。同地では1918年11月8日にクルト・アイスナーによって共和制宣言が出されて「バイエルン人民国」が成立しており、バイエルンの陸軍も当初これを支援していた。ヒトラーも1919年2月16日からミュンヘンのレーテに入っていた。また、2月26日に暗殺されたアイスナーの国葬パレードに参加した。1919年4月13日にはオイゲン・レヴィーネによって共産党主導のバイエルン・レーテ共和国が成立した。4月15日にヒトラーはレーテの評議員に立候補しており、19票を獲得して当選している。
5月、ヴァイマル共和国軍によってミュンヘンが占領されると、ヒトラーは革命中に政治活動をしていた人物に、共産主義傾向があるかを調べる革命調査委員会の委員となった。この委員会での働きが認められ、ヒトラーは帰還兵への政治教育を行う啓発教育部隊に入ることとなった。6月には国軍の情報将校であったカール・マイヤー大尉によってミュンヘン大学で予備教育を受けるよう命ぜられた。ヒトラーはこの時に初めて大学でゴットフリート・フェーダーなどの知識人の専門的な講義を聴く機会を持ち、潜入捜査の技能と「戦争で士気が阻喪し、ボリシェヴィキ化した部隊に民族主義を植え付けさせる」のに必要な教養を与えられた。この際ヒトラーは同じく講習を受けていた兵士たちに反ユダヤ主義を交えた演説を行い、兵士たちを感激させた。ヒトラー自身もはじめての演説に好感触を得て、「私は演説することができた」と回想している。
7月、ヒトラーは正式に国軍の情報提供者（Verbindungsmann）の名簿に軍属情報員（Aufklärungskommando）として登録され、諜報組織の末端となった。9月12日、ヒトラーはマイヤー大尉の命令でドイツ労働者党（DAP）の調査に入った。ヒトラーはこのとき、オーストリアとバイエルンの連合を唱える大学教授のバウマンと論戦になった。ドイツ労働者党の創設者アントン・ドレクスラーは「短いがキビキビとした演説を行い、皆を熱狂させた」と回想している。ドレクスラーはヒトラーの演説の際に感銘を受け、一週間後に再び弁士として来るよう依頼し、入党を要請した。ヒトラーはマイヤーに対して「この人々は前線の兵士の思想を主張しているため、入党を許可していただきたい」とする報告書を提出し、55人目の党員として入党した。神秘主義的な秘密結社「トゥーレ協会」に所属する思想家ディートリヒ・エッカートともこの時に知り合った。9月16日にはマイヤーの命令で、アドルフ・ゲムリッヒという国軍兵士のユダヤ人に関する疑問に答える形で「ゲムリッヒ書簡」を執筆した。これは現存する限りでヒトラーが反ユダヤ主義思想を書き示した最古の記録である。
ヒトラーが軍や諜報機関を離れた時期は定かではないが、いつしか政治活動にのめり込んでDAPの専従職員になったのは間違いないと見られている。彼は周辺国や国内の政治団体に対する過激な演説で名前を知られるようになり、DAPでも有力な政治家と目されていった。この頃、マイヤーが自身も所属していた将校の政治団体「鉄拳団」の代表であったエルンスト・レームとヒトラーを引き合わせた。レームやエッカート、ルドルフ・ヘスらはヒトラー派を形成、党内を次第に制圧するようになった。1920年2月24日、党内協議により党名を「国家社会主義ドイツ労働者党（NSDAP、ナチ党）」へと改名する。ヒトラーは当初「社会革命党」を提案したが、ルドルフ・ユングが、オーストリアにあった政党「ドイツ国家社会主義労働者党（DNSAP）」に倣うように説得した。1921年7月29日、党内で分派闘争が起きると、一時的にドレクスラーによって党内から追放されるが、党執行部のクーデターにより逆に彼は名誉議長として実権を奪われ、代わりにヒトラーが第一議長に指名された。この頃より支持者から「Führer（指導者）」と呼ばれるようになり、次第に党内に定着した。すでにイタリアで一党独裁政治を行っていたムッソリーニが採用していたローマ式敬礼に倣って、ナチス式敬礼を取り入れたのもこの頃のことである。
突撃隊の活動などでミュンヘン政界でも知られる存在となったヒトラーは、エッカート、エルンスト・ハンフシュテングル、マックス・エルヴィン・フォン・ショイブナー＝リヒターらの紹介で、社交界でも知られるようになった。ピアノメーカーベヒシュタインのオーナー未亡人であったヘレーネ・ベヒシュタインなどの上流階級婦人が熱心な後援者となり、生活の援助をしたほか、ヒトラーに紳士の立ち振る舞いを身につけさせた。

#### ミュンヘン一揆
党勢を拡大したナチ党を含んだ左派政党の団体であるドイツ闘争連盟は、イタリア王国のファシスト党が行ったローマ進軍を真似てベルリン進軍を望むようになった。バイエルン州で独裁権を握っていた州総督グスタフ・フォン・カールも同様にベルリン進軍を望んでおり（バイエルンは伝統的に反ベルリン気質があり、独立意識が強かった）、ドイツ闘争連盟と接触を図っていたが、カールは中央政府の圧力を受けてやがてその動きを鈍くした。
不満を感じたヒトラーは、カールにベルリン進軍を決意させるため、1923年11月8日夜にドイツ闘争連盟を率いて、彼が演説中のビアホール「ビュルガーブロイケラー」を占拠し、身柄を押さえた。ヒトラーから連絡を受けた前大戦の英雄エーリヒ・ルーデンドルフ大将も駆け付け、彼の説得を受けてカールも一度は一揆への協力を表明した。しかしヒトラーがビュルガーブロイケラーを空けた隙に、カールらはルーデンドルフを言いくるめて脱出し、一揆の鎮圧を命じた。

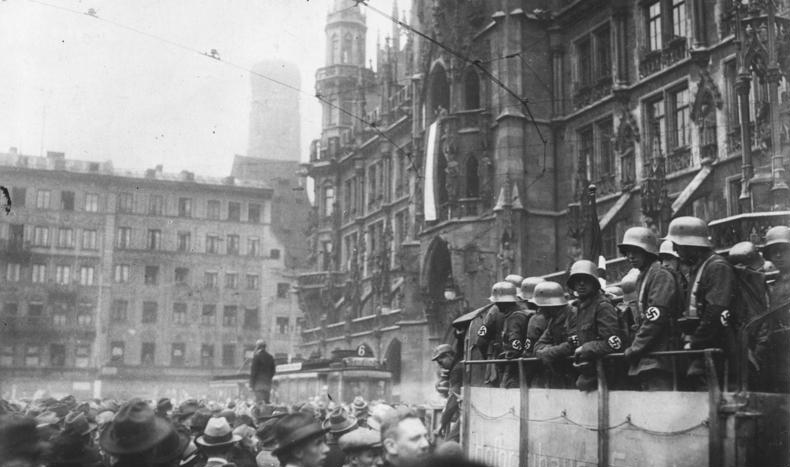
ミュンヘン一揆の際のマリエン広場

11月9日朝、ヒトラーとルーデンドルフはドイツ闘争連盟を率いてミュンヘン中心部へ向けて行進を開始した。ヒトラーもルーデンドルフも大戦の英雄に対しては軍も警察も強硬手段は取らないだろうという過信があった。しかし、バイエルン州警察は構わず発砲し、一揆は総崩れとなった。ヒトラーは逃亡を図り、党員エルンスト・ハンフシュテングルの別荘に潜伏したが、11月11日には逮捕された。逮捕直前には自殺を試みるが、ハンフシュテングルの妻ヘレーネによって制止された。収監後しばらくは虚脱状態となり、絶食した。失意のヒトラーをヘレーネやドレクスラーら複数の人物が激励したとしている。
裁判でヒトラーは自信を取り戻し、弁解を行わず一揆の全責任を引き受け自らの主張を述べる戦術を取り、ルーデンドルフと並ぶ大物と見られるようになった。花束を持った女性の支持者が連日、留置場に押しかけ、ヒトラーの使った浴槽で入浴させてくれと言う者まで現れた。司法の側もヒトラーに極めて同情的であり、主任検事が起訴状で「ドイツ精神に対する自信を回復させようとした彼の誠実な尽力は、なんと言おうとも一つの功績であり続ける。演説家としての無類の才能を駆使して意義あることを成し遂げた」と評するほどであった。

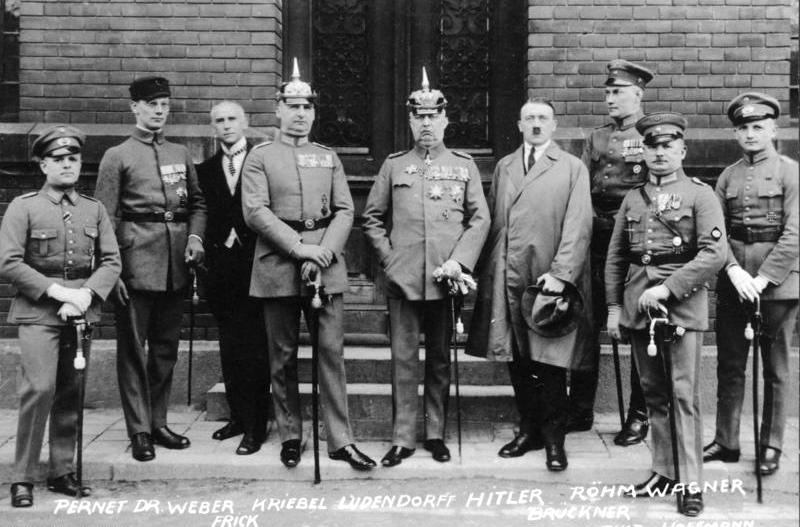
判決直後にミュンヘンでホフマンが撮った集合写真。右から4人目がヒトラー

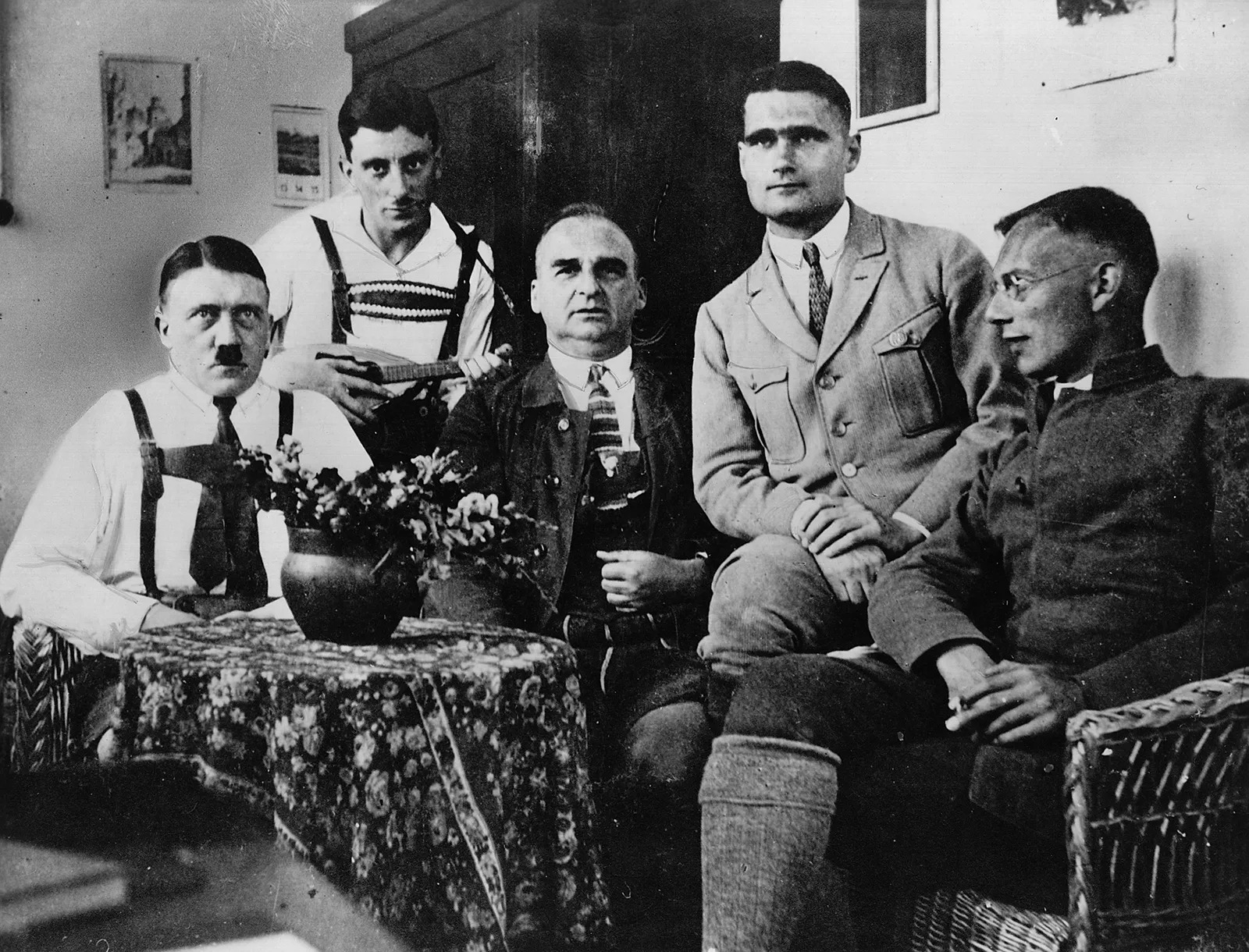
ランツベルク刑務所でのヒトラーと幹部。左よりヒトラー、エミール・モーリス、闘争連盟代表ヘルマン・クリーベル、ルドルフ・ヘス、オーバーラント義勇軍指導者フリードリヒ・ヴェーバー

1924年4月1日、ヒトラーは禁錮5年の判決を受けランツベルク要塞刑務所に収容されるが、所内では特別待遇を受けた。オーストリア国籍を持っていたヒトラーは国外追放されるおそれがあったが、判決では「ヒトラーほどドイツ人的な思考、感情の持ち主はいない」として適用されなかった。この間、ヒトラーは禁止されていた党をアルフレート・ローゼンベルクの指導に任せていたが、ドイツ北部の実力者グレゴール・シュトラッサー、オットー・シュトラッサー兄弟らとの反目が激しくなった。シュトラッサーらは5月にルーデンドルフと連携した偽装政党「国家社会主義自由運動」を立ち上げて国会議席を獲得し、さらに党をルーデンドルフのドイツ民族自由党と合同させた。これによりローゼンベルク、ヘルマン・エッサーらミュンヘン派、シュトラッサー兄弟らの北部派（ナチス左派）の関係は悪化したが、ヒトラーは介入しなかった。7月7日には著書の執筆を理由として「国家社会主義運動の指導者たることを止めて、刑期が終わるまで一切の政治活動から手を引く」ことを発表する。この際にヘスによる口述筆記で執筆されたのが『我が闘争』である。ヒトラーは刑務所の職員まで信服させ、9月頃には所長から仮釈放の申請が行われ始めた。州政府は抵抗したが、裁判を行った判事がヒトラーのためにアピールを行うという通告もあり、12月20日に釈放された。シュトラッサーの運動は内部抗争によって分裂し、12月の選挙でも大敗を喫した。

#### 権力闘争
1925年2月27日、禁止が解除されたナチ党は再建された。しかし大規模集会で政府批判を行ったため、州政府からヒトラーに対して2年間の演説禁止処分が下され、他の州も追随した。この間にヒトラーはミュンヘンの派閥をまとめ上げ、4月には突撃隊の指導者であったレームを引退させた。私生活ではこの頃オーストリア市民権抹消手続きをとり、移民の許可をとった。また『我が闘争』の執筆作業を行い、7月18日に第一巻が発売された。
秋頃には社会主義色の強いシュトラッサーら北部派と、ミュンヘン派の対立が激化した。一時はシュトラッサーの秘書ヨーゼフ・ゲッベルスらが「日和見主義者」ヒトラーの除名を提案するほどであったが、1926年2月24日のバンベルク会議によって「指導者ヒトラー」の指導者原理による党内独裁体制が確立した。一方シュトラッサーは党内役職を与えられて懐柔され、ゲッベルスはヒトラーに信服するようになり、党内左派勢力は大きく減退した。
1928年5月20日、ナチ党として初めての国会議員選挙に挑んだが、黄金の20年代と呼ばれる好景気に沸いていた状況で支持は広がらず、12人の当選にとどまった。この間にヒトラーは『ヒトラー第二の書』（続・我が闘争）と呼ばれる本を執筆したが、最後まで出版はされなかった。
ヒトラーの財政状況は悪くなく、オーバーザルツベルクに別荘「ベルクホーフ」を買う余裕もできた。また1929年頃には党の公式写真家であったハインリヒ・ホフマンの経営する写真店の店員エヴァ・ブラウンと知り合い、交際を始めた。

#### ナチ党の躍進

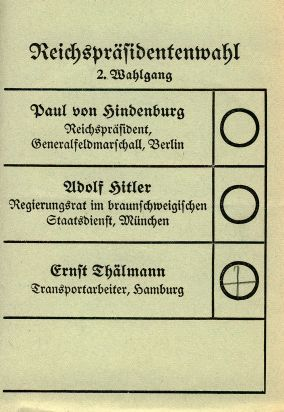
1932年大統領選挙の投票用紙（第2回投票時）
候補者名は上からヒンデンブルク（無所属）、ヒトラー（ナチ党）、テールマン（共産党）

1929年の世界恐慌によって急速に景気の悪化したドイツでは、街に大量の失業者が溢れかえり、社会情勢は不安の一途をたどっていた。さらにヤング案への反発がドイツ社会民主党（SPD）政府への反感の元となった。
同じくドイツ共産党も社会的混乱に乗じて伸張し、1930年の国会選挙ではナチ党が得票率18%、共産党が得票率13%を獲得し、SPDの得票率24.5%に次ぐ第2党と第3党に成長し、各地の都市で突撃隊とドイツ共産党の武装部隊「赤色戦線戦士同盟」による抗争が激化するようになった。党勢の拡大にもかかわらず、待遇が改善されない突撃隊には党幹部に対する反感が生まれ、ヒトラーは突撃隊を押さえるためにボリビアで軍事顧問をしていたレームを呼び戻さざるを得なくなった。
1931年9月18日、溺愛していた姪のゲリ・ラウバルが自殺し、ヒトラーは大きな衝撃を受けた。一時は政界からの引退もほのめかしたが、数日後に復帰した。この後菜食を宣言し、肉食を断った。
1932年2月25日には党幹部ヴィルヘルム・フリック、ディートリヒ・クラゲスの手配により、ブラウンシュヴァイク自由州のベルリン駐在州公使館付参事官となった。これは名目上のことであり、公務員に自動的に与えられるドイツ国籍を取得するためのものであった。ドイツ国籍を取得したヒトラーは、大統領選挙に出馬する。大統領選挙では現職のパウル・フォン・ヒンデンブルク、ドイツ共産党のエルンスト・テールマン、鉄兜団代表で国家人民党の支持を受けたテオドール・デュスターベルク、作家グスタフ・アドルフ・ヴィンターの5名が立候補した。
選挙では「ヒンデンブルクに敬意を、ヒトラーに投票を」をスローガンにし、膨大な量のビラをまき、数百万枚のポスター、財界からの支援で購入した飛行機を使った遊説や当時はまだ新しいメディアだったラジオなどで国民に鮮烈なイメージを残した。第1次選挙の結果はヒンデンブルク1865万1497票（得票率49.6%）、ヒトラー1133万9446票（得票率30.2%）、テールマン498万3341票（得票率13.2%）、デュスターベルク255万7729票（得票率6.8%）、ヴィンター11万1423票（得票率0.3%）となり、ヒトラーは他の候補と大きく差をつけた2位となっただけでなく、現役大統領ヒンデンブルクの得票率過半数獲得を防ぐ善戦をした。
しかし大統領になるには過半数の得票率が必要であったため、上位者3名による決選投票が行われた。その投票でヒンデンブルク1935万9983票（得票率53.1%）、ヒトラー1341万8517票（得票率36.7%）、テールマン370万6759票（得票率10.1%）をそれぞれ獲得した。ヒトラーはヒンデンブルクに敗れたものの、1次選挙よりも大きく得票を増やして存在感を見せつけ、ドイツ共産党にとってはナチ党との差が決定的となったことを物語る選挙となった。
続く1932年7月の国会議員選挙では、ナチ党は37.8%（1930年選挙時18.3%）の得票率を得て230議席（改選前107議席）を獲得し、改選前第1党だったSDPを抜いて国会の第1党となった。

### 首相就任

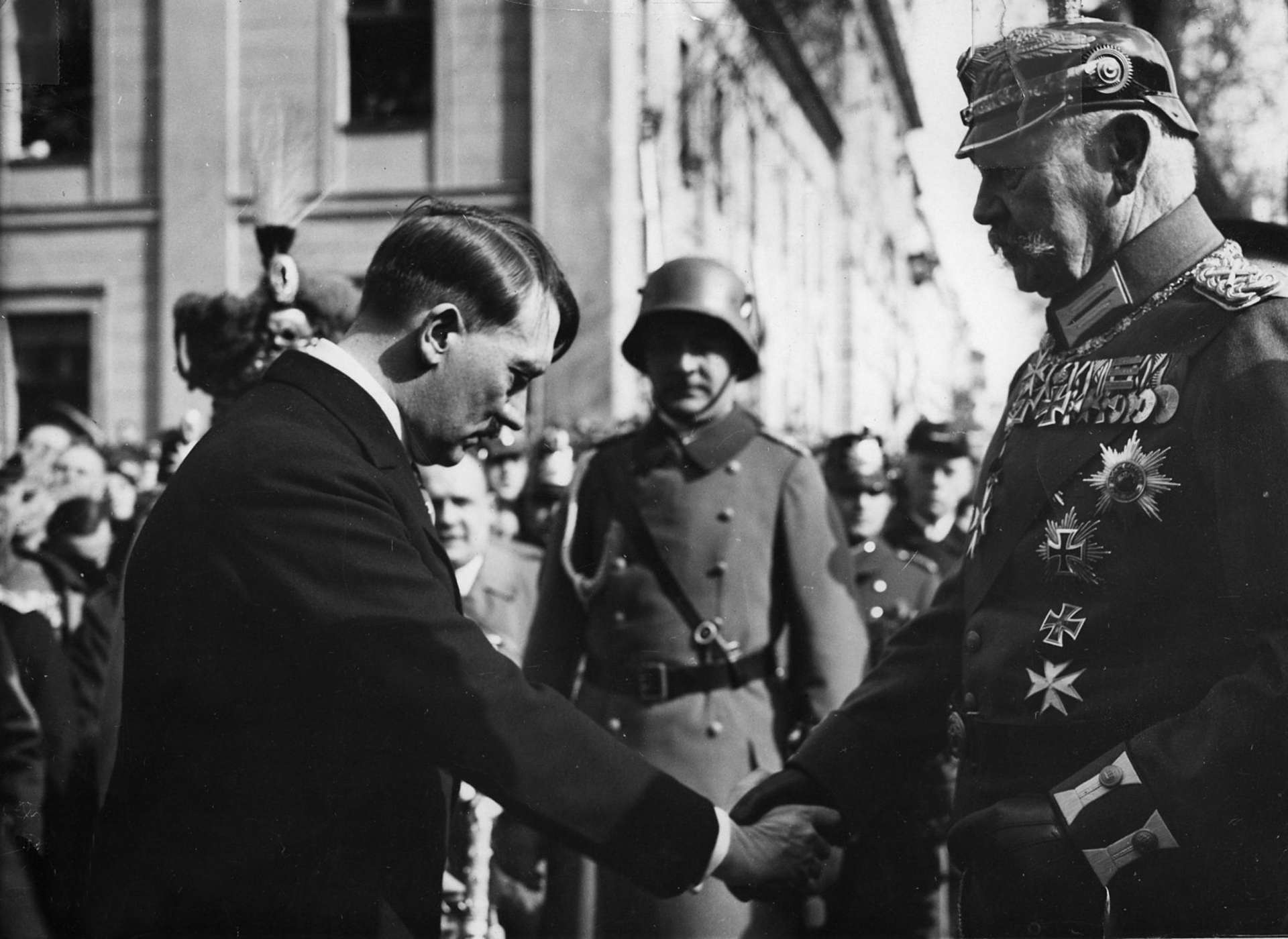
「ポツダムの日」にヒンデンブルクと握手するヒトラー（1933年3月）

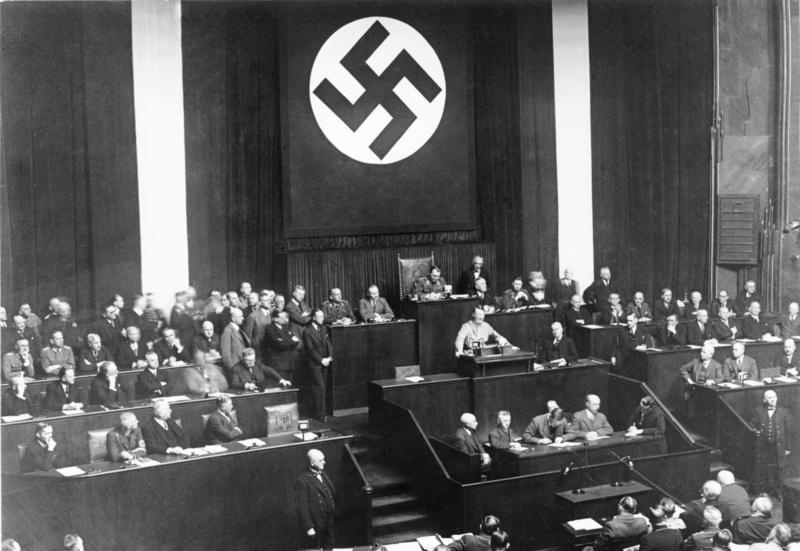
全権委任法成立後に演説を行うヒトラー（1933年3月）

1932年11月ドイツ国会選挙では、パーペン内閣に不信任案を提出して可決、選挙を迎えた。この時ベルリンの大管区指導者ゲッベルスは、ドイツ共産党が主導する大規模な交通ストライキに突撃隊員を参加させた。しかし、共産党との共闘や暴力的手法に訴えたやり方が反共の財界や穏健なベルリン市民を離反させ、ナチ党の得票率は4%ほど落ちて33.1%になり、議席数も196に減少したが、第1党の地位は保持した。
しかし、この選挙で共産党が得票を伸ばし、特に首都ベルリンでは投票総数の31%を獲得して第1党になったことに、保守層は危機感を抱いた。財界や伝統的保守主義者などの富裕層は、ナチスのイデオロギーに懐疑的であったが、それ以上に共産党がこれ以上伸張してロシア革命の二の舞のような事態だけは避けなくてはならず、ナチ党は共産党に対抗できる政党とみなされた。ナチ党への献金は増加したが、この段階でも政財界からの政治献金の圧倒的な量は反ナチ勢力に流れており、この時点での党財政の大半は党費収入によるものであった。
一方で事態を打開することができなかったパーペン内閣はクルト・フォン・シュライヒャーの策動により崩壊し、後継内閣はシュライヒャーが組織した。彼はシュトラッサーらナチス左派を取り込もうとしたが失敗した。シュライヒャーに反発したパーペンの協力もあり、大統領ヒンデンブルクの承認を得たヒトラーは国家人民党の協力を取り付けることに成功、1933年1月30日にヒトラー内閣が発足した。ヒトラーは就任した30日夜に内相ヴィルヘルム・フリックを通じた談話で、(1) 国際社会との平和裏の共存、(2) ワイマール憲法の遵守、(3) 共産党を弾圧しないといった施政方針を表明した。しかし、これらは程なくして反故にされることとなった。

### 独裁政権
内閣発足の2日後に当たる2月1日に議会を解散し、国会議員選挙日を3月5日と決定した。2月27日の深夜、国会議事堂が炎上する事件が発生した（ドイツ国会議事堂放火事件）。ヒトラーとゲーリングは「共産主義者蜂起の始まり」と断定し、直ちに共産主義者の逮捕を始めた。翌28日には大統領ヒンデンブルクに要請して憲法の基本的人権条項を停止し、共産党員などを法手続に拠らずに逮捕できる大統領緊急令（ドイツ国民と国家を保護するための大統領令）を発令させた。
この状況下の3月5日の選挙で、ナチ党は議席数で45%の288議席を獲得したが、単独過半数は獲得できなかった。しかし、共産党議員はすでに逮捕・拘禁されており、さらにSDPや諸派の一部議員も逮捕された。これらの議員を「出席したが、投票に参加しない者と見なす」ように議院運営規則を改正したことで、ナチ党は憲法改正的法令に必要な3分の2の賛成を自動的に獲得できるようになった。

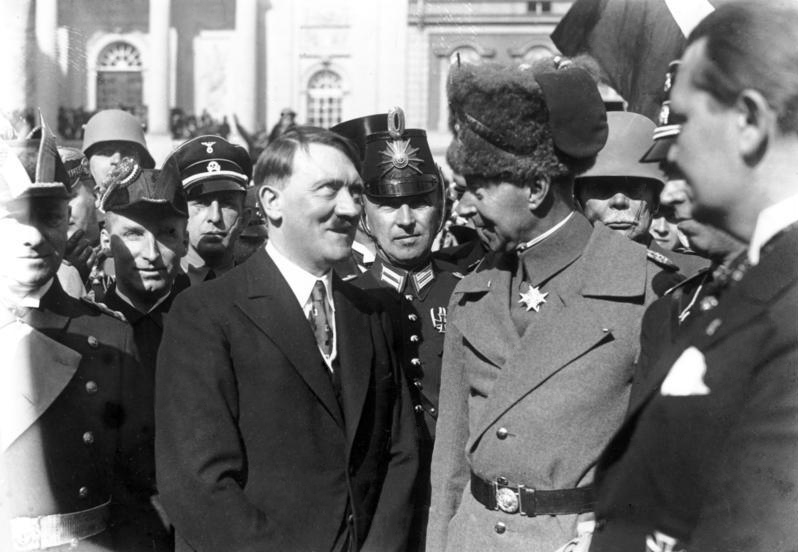
ヒトラーとヴィルヘルム元皇太子（1933年3月21日）

3月21日、新国会が開かれた。この日は「ポツダムの日」と呼ばれ、1871年に帝国宰相ビスマルクが最初の帝国議会を開いた日でもあった。これを記念する式典では、空席の皇帝の座の後ろに元皇太子ヴィルヘルムが着席した。元皇太子が見届ける中で、ヒトラーはモーニング姿で大統領であるヒンデンブルクに頭を下げた。この演出によって、ヒトラーが帝政の正統な後継者であるかのような印象が人々に与えられた。
3月24日には国家人民党と中央党の協力を得て、新国会で全権委任法を可決させ、議会と大統領の権限は完全に形骸化した。7月14日にはナチ党以外の政党を禁止（一党制）し、12月1日には党と国家が不可分の存在であるとされた。以降ドイツではナチ党を中心とした体制が強化され、党の思想を強く反映した政治が行われるようになった。しかし、他の幹部とは異なる政権構想を持っていた突撃隊ではさらなる「第二革命」を求める声が高まり、突撃隊幕僚長レームらとの対立が深刻化した。業を煮やしたヒンデンブルクや国軍からの最後通告を食らったヒトラーは、ゲーリングや親衛隊全国指導者ヒムラーらによって作成された粛清計画を承認し、1934年6月30日、突撃隊幹部のほか、シュトラッサーらナチス左派などの政敵をまとめて非合法的手段で粛清した（長いナイフの夜）。この時、党草創期からの付き合いであったレームの逮捕にはヒトラー自らが立ち会っている。
1934年8月2日、大統領のヒンデンブルクが在任のまま死去した。ヒトラーは直ちに「ドイツ国および国民の国家元首に関する法律」を発効させ、国家元首である大統領の職務を首相の職務と合体させ、「指導者兼首相 (Führer und Reichskanzler) であるアドルフ・ヒトラー」個人に大統領の職能を移した。ただし「故大統領に敬意を表して」、大統領(Reichspräsident) という称号は使用せず、自身のことは従来通り「Führer（指導者）」と呼ぶよう国民に求めた。この措置は8月19日に民族投票を行い、89.93%という支持率を得て承認された。これ以降、日本の報道ではヒトラーの地位を「総統」と呼ぶようになった。指導者は国家や法の上に立つ存在であり、その意思が最高法規となる存在であるとされた。
権力掌握以降、ヒトラーの個人崇拝は国民的なものとなった。1935年1月22日には、公務員や一般労働者が右手を挙げて「ハイル・ヒトラー」と挨拶することや、公・私文書の末尾に記載することが義務付けられた。民衆が党や体制に対する不満を持つことがあっても、地方・中央の党幹部に批判が向けられ、ヒトラー自身が対象となることはほとんどなかった。
国家元首に就任して以降、国際的な行動を実行する日にしばしば土曜日を選んだ。これは週末は他国政府の対応が遅くなるという理由からである。1935年3月16日のドイツ再軍備宣言、1936年3月7日のラインラント進駐はどちらも土曜日である。

#### 政治
ヒトラーは、従来合議制であった閣議をほとんど開催せず、書類の回覧によって決裁を行った。また重要な方針については大筋の方針を決めるだけで、詳細は所轄官庁に任せた。この「口頭政治」により、1941年に成立した法律は、回覧による制定法11、総統布告24、総統命令9、国防閣僚評議会命令27に対し、所轄官庁命令が373に達している。このため、各官庁とヒトラーの間に立って調整を行う総統官邸長官ハンス・ハインリヒ・ラマースや、党官房長マルティン・ボルマンの権力が高まった。一方で親衛隊を含む党の各組織や、ヒトラーが任命する全権、国家弁務官などが並立したため、それぞれの組織の自立性が高まる一方で、党と国家との法的関係は曖昧なままとなり、法律と行政は複雑化し、統一性は失われた。指導者原理によって各組織の指導者は、ヒトラーに与えられた権力の範囲内で絶大な権力を持つが、権限が重複する相手との対立や混乱が絶えず、結果として最終的にこれらを調停し得る唯一の存在となった彼への従属をますます強めることとなった。ヒトラー自身もわざとそういった問題を放置したり、しばしば重要事項に関する決断を回避したため、余計に権力闘争に拍車をかけることになった。ヨアヒム・フェストは、ナチス・ドイツのこうした体制を「ヒトラーだけにしか全体を眺望し得ない国家」と評している。
個別の政策では、党と国家の一体化を推し進める一方で、航空省の設置などベルサイユ条約で禁止されていた再軍備を推し進めた。また同時に行われていたラインハルト計画により、1933年には600万人を数えていた失業者も1934年には300万人に減少している。一方で新聞の統制化も行い、1934年には約300の新聞が廃刊となった。営業不振となった新聞社・雑誌社はナチ党の出版社フランツ・エーア出版社に買収され、情報の一元化が進んでいった。1935年3月16日にはベルサイユ条約の軍事条項を破棄（ドイツ再軍備宣言）、公然と軍備拡張を行った。
1936年には非武装地帯とされていたラインラントへの進駐を行った。ヒトラー自身も英仏が対抗措置を採る可能性を完全に払拭し切れていたわけではなかったが、結局英仏は動かず、賭けに勝利したヒトラーの威信はさらに向上した。また同年にはガルミッシュパルテンキルヒェンオリンピックとベルリンオリンピックの二大会がドイツで行われた。当初ヒトラーはレニ・リーフェンシュタールに対して「自分はユダヤ人が牛耳るオリンピックには関心がない」と漏らしていたが、1933年3月にはベルリン大会支持の声明を出している。またこれまで都市主催であったオリンピックに国家が積極的に介入することで、ベルリンオリンピックはかつてない大規模なものとなった。また、リーフェンシュタールが撮影した記録映画『オリンピア』は世界で高い評価を得た。

##### オリンピック
ベルリンオリンピック開催前後には諸外国からの批判を受け、一時的にユダヤ人迫害政策を緩和し、反ユダヤ主義のポスターや新聞が公共の場から撤去された。また、発禁書なども突如、姿を表し、ナイトクラブではジャズが演奏された。その後は国力の増強とともに、ドイツ国民の圧倒的な支持の下「ゲルマン民族の優越」と「反ユダヤ主義」を掲げ、ユダヤ人に対する人種差別を基にした迫害を再び強化していく。ただし、ヒトラーの人種差別的な思想はオリンピックの大会中にも現れていた。ユダヤ人だけでなく黒人も劣等人種と看做していたヒトラーはオリンピックの試合でジェシー・オーエンスが４冠を達成し大活躍したことに対し、ヒトラー・ユーゲント指導者のバルドゥール・フォン・シーラッハがオーエンスを総統官邸に招待するようにヒトラーに提案したところ、怒りと共に下の言葉を残している。
| 「 | アメリカは黒人にメダルを取らせたことを恥ずべきだった。 私はこの黒人の手など絶対に握ったりはしないだろう。 私が黒人（原文：ニグロ）と握手している写真を撮らせるとでも本気で思っているのかね？ | 」 |

また、アルベルト・シュペーアの回想録の中でヒトラーは「素晴らしい色（原文表記）のランナー、ジェシー・オーエンスの一連の勝利に、非常に悩まされていた。」と述べている。
ただ、ヒトラーがオーエンスの勝利後、彼と握手するのを拒否したとの議論があるが、実際にはヒトラーはオリンピックの大会期間中、すなわち大会の初日からスタジアムにいるどの選手への祝福もしていない。
この大会はヒトラーとナチ党が、持論である白人種（ゲルマン民族）の優越性を証明することを望んだ大会だったが、ベルリンの人々は、オーエンスを「オリンピックのヒーロー」として迎えた。

#### 外交と生存圏

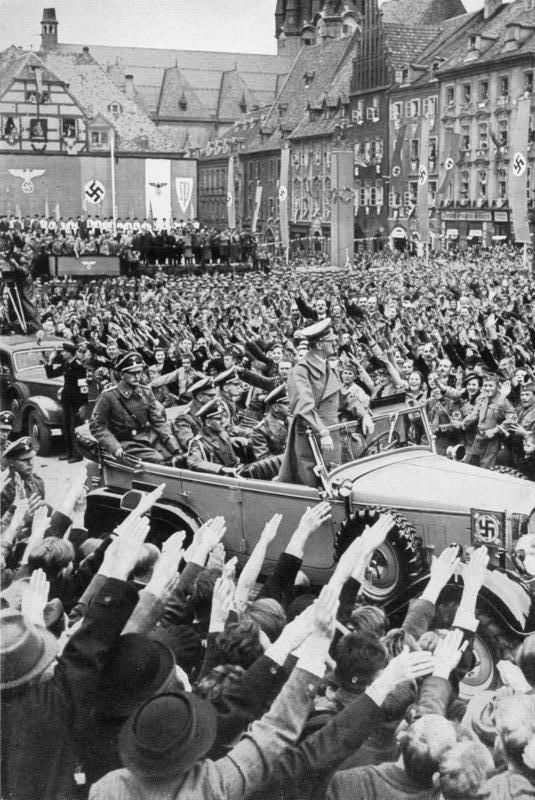
オーストリア併合後にウィーン市内をパレードするヒトラー（1938年10月）

ナチ党政権下時代の外交政策は、一般にヒトラーの能動的な計画に帰す「ヒトラー中心主義」的解釈が行われることが多い。ヒトラーが時に外交政策に大きく関与したことは事実であるが、近年ではヨアヒム・フォン・リッベントロップやドイツ外務省、ゲーリングといった国内諸勢力の影響も研究対象となり、「ドイツの（外交）政策を、ヒトラーと同一視し続けることができるであろうか」という歴史家ウィリアム・カーの指摘も存在する。
1922年からヒトラーが訴えてきた基本的な外交方針は親英伊・反仏ソであり、当時のドイツ外務省の方針とは対ソビエト連邦政策を除いて大きく異ならなかった。ヒトラーには3つの固い信念があった。第一はベルサイユ条約でバラバラになったドイツを再統一すること、第二は資源確保のためにロシアあるいはバルカン半島方面に領土を拡張すること、第三はロシアの共産主義者を根絶やしにすることであった。
ヒトラーは第一の敵であるソ連と対抗するうえで、緩衝国として同じ反共国家ポーランドの存在を評価しており、ドイツの東方外交は、反ポーランド・対ソ連携から、反ソ・対ポーランド連携に180度転換した。ポーランドはフランスのジュニアパートナーとして対独包囲網を構成し、ヒトラー政権誕生後もドイツ侵攻の野心を捨てていなかったが、外交方針を転換させ、1934年1月、ドイツとポーランドは不可侵条約を締結した。
1932年12月11日、ドイツに他国と同様の軍事的平等を原則的に承認する米英仏独伊の五大国宣言が出されて、ドイツの再軍備が国際的に公認された。ヒトラー政権下の再軍備は、パーペン、シュライヒャー政権からの継続であり、原則的には戦勝国も同意していた。1933年3月16日、ラムゼイ・マクドナルド英首相がジュネーブ軍縮会議で、欧州大陸の陸軍兵力に関して、ドイツに20万人まで増強することを認め、フランスは40万人（本国20万人・在外20万人）、イタリアは25万人（本国20万人・在外5万人）、ポーランドは20万人、チェコスロバキアは10万人、ベルギーは13.5万人（本国6万人・在外7.5万人）、ソ連は50万人に削減、空軍については現状維持とし、ドイツには認めず、空爆は禁止という、マクドナルド・プランを提案し、5月16日、ルーズベルト米大統領は世界の指導者にマクドナルド・プランに沿った軍縮を求める声明を発した。ヒトラーは5月17日の議会演説で、これまでの政権と同様、他国との平等を求め、空軍での差別的取り扱いには反対しつつ、マクドナルド・プランが目指す方向に賛意を表明し、米大統領に心からの感謝を表明したが、フランスは難色を示し、軍縮会議は暗礁に乗り上げた。ヒトラーは10月15日、ドイツが二流国として軍事的に対等の地位を認められないことは許容できないとして、軍縮会議のみならず国際連盟からも脱退すると宣言した。1934年1月29日、イギリスはドイツの陸軍兵力上限を増やして空軍も認める一方、フランスの要求を入れて突撃隊・親衛隊の非武装化をドイツに求める新たな軍縮案を提案した。ドイツは一部修正を求めたものの、基本的に同意したが、4月17日、フランスは交渉打ち切りを宣言した。
1935年1月、ベルサイユ条約により国際連盟管理下にあったザール地方の帰属を決める住民投票が実施され、ドイツ復帰反対派の反ヒトラー・反国民社会主義キャンペーンにもかかわらず、50万人強の有権者の98％が投票して、有効投票の91％がドイツ復帰に賛成した。この投票結果を受けて、ザール地方がドイツに返還されただけでなく、ドイツ内外でのヒトラーの威信が高まった。こうして戦勝国はドイツ民族自決の声を無視できなくなった。
西ヨーロッパの知識人は保守系はもちろんリベラル系の一部までが、ロシア革命思想の伝播を恐れており、その防波堤として、ヒトラーに指導されたドイツに期待していた。また、べルサイユ条約に基づく戦後欧州体制はドイツに対して公平性に欠けるという認識も根強かった。第一次世界大戦では対独強硬派であった元英首相ロイド・ジョージは1934年11月28日に、「近いうちに、おそらく一年以内だと思うが、わが国の保守主義勢力は、ドイツをヨーロッパで拡散する共産主義思想に抵抗する前線基地だとする考えで一致するであろう。ドイツの再軍備を拙速に批判するようなことがあってはならない。わが国の友邦としてドイツを歓迎する日が来る」と述べている。ドイツの軍拡はイギリスのお墨付きの上で進んだ。ヒトラーはフランス国会が徴兵期間延長を可決した直後の1935年3月16日に再軍備宣言を行い、5月に徴兵制を実施した。そして二年間の秘密交渉の結果、1935年6月英独海軍協定が締結された。ドイツ海軍は軍艦保有の上限を対英35%とし、潜水艦（Uボート）の建造は対英45%（状況によっては対英100%まで建造可能）であった。この協定はべルサイユ条約を実質反故にするものであり、主要国には寝耳に水の協定であった。フランスにとっては大きな打撃となった。
猛烈な反独感情を抱き続けるフランスはドイツの再軍備の動きに反応してソ連に接近した。1935年5月2日、仏ソ相互援助条約がパリで調印され、1936年2月27日、フランスはこの条約を批准した。ヒトラーはこの条約をロカルノ条約違反であるとみなしており、批准されないことを願っていたが、批准された以上はラインラントを無防備のままにしておけなかった。
1936年3月にはベルサイユ条約とロカルノ条約に反して非武装地帯と定められていたラインラントへの進駐を実行した。ただし、進駐した部隊は小規模であり、軍事的というより主権回復を象徴する政治的進駐であった。ヒトラーは仏ソ相互援助条約発効によりロカルノ条約は失効したとして、ラインラント進駐を正当化し、ソビエトの赤化工作攻勢に対抗しなければならないと述べた。そのためには、①ドイツとベルギー、フランス国境地帯の非武装地帯に関わる新たな多国間協定、②ベルギー、フランス、ドイツ、オランダによる期限25年の不可侵条約、③西ヨーロッパ諸国に対するソビエトによる無警告攻撃への対処に関わる航空協定、④ドイツの東方に位置する国との不可侵条約、の4つの新しい条約が必要であると訴えた。イギリスの対独宥和姿勢を肌で感じていたヒトラーは、イギリスはこの動きに理解を示すだろうとの自信はあったが、「ラインラントへ兵を進めた後の48時間は私の人生で最も不安なときであった。もし、フランス軍がラインラントに進軍してきたら、貧弱な軍備のドイツ軍部隊は、反撃できずに、尻尾を巻いて逃げ出さなければいけなかった」と後に述べている。フランス軍からの攻撃はなかった。フランスはこの問題を国際連盟理事会に提訴し、連盟はドイツの行為はベルサイユ条約とロカルノ条約違反と決議したが、制裁についての議論はなされなかった。3月26日、英国会の審議において、イーデン英外相はフランスとベルギーが要求する経済政策を手始めとする段階的制裁には反対と明言し、野党議員のロイド・ジョージはヒトラーを擁護するものではないと言いつつ、ロカルノ条約締結国が軍縮に応じなかったことなどを挙げて、対独強硬派を戒めた。ヒトラーは3月29日に国民投票を実施し、98.79%がラインラント進駐を是とした。ロカルノ体制の崩壊でボルシェビキ思想の拡散にヨーロッパ諸国は怯えた。一方ソビエトは、再生ドイツを恐れるヨーロッパ諸国に向かって、彼らを救済する国がソビエトであるとのポーズをとり始めた。ヒトラーは1936年10月24日、共産主義の脅威に対抗しヨーロッパ内部における地位を高めたいという共通の思いを持つ、ムッソリーニと独伊協定を締結した。さらにヒトラーは、ベルサイユ条約ではドイツの重要な河川海運は国際連盟の国際委員会の管理下に置かれることになっていたが、この条項を破棄すると発表した。
ベルサイユ条約に反する再軍備とラインラント進駐があったにもかかわらず、1936年8月に開かれたベルリン・オリンピックはボイコットされることなく、ヒトラーにとって再生したドイツを世界に知らしめる絶好の機会になった。
ヒトラーは1936年7月にスペイン内戦において、スペイン共和国政府の過激な思想が西ヨーロッパ全体に広がることを恐れて、反乱軍のフランシスコ・フランコ支援を決定した。同年9月、ヒトラーは元英首相ロイド・ジョージとベルヒテスガーデンで会談し、共産主義思想からドイツを防衛していることを評価された。同年11月18日、独伊両国はフランコ政権を正式に承認し、ドイツは空軍部隊、イタリアは地上部隊を派遣した。1937年4月26日には、人民戦線軍の退却を阻止するために、ドイツ空軍「コンドル軍団」による、合法的軍事目標である橋などを狙ったゲルニカ空爆が行われたが、目標をそれた爆弾が市街地を直撃し、付属的被害として、一般市民に犠牲者が出た。
東欧を主眼とするヒトラーの対外政策にスペインはほとんど関係なかったが、スペイン内戦が長引けば長引くほど、国際社会の目はドイツ再軍備から遠のき、人民戦線政府支援をめぐり国論が二分されたフランスの政治的混乱は続き、英仏とイタリアの関係が悪化して、イタリアはドイツに頼らざるを得なくなるなど、ヒトラーにとって好都合であった。実際ドイツは第三国を通じて、人民戦線軍にも武器を売却しており、ヒトラーはスペイン内戦の早期終結はドイツの国益に合致しないと考えていた。1938年春、ヒトラーは、フランスと国境を接するカタロニア地方ではなく、南のバレンシアを攻めるよう、フランコに進言することを命じたが、それは、人民戦線派の拠点であるカタロニアを占領すれば、内戦が終わってしまうからであった。

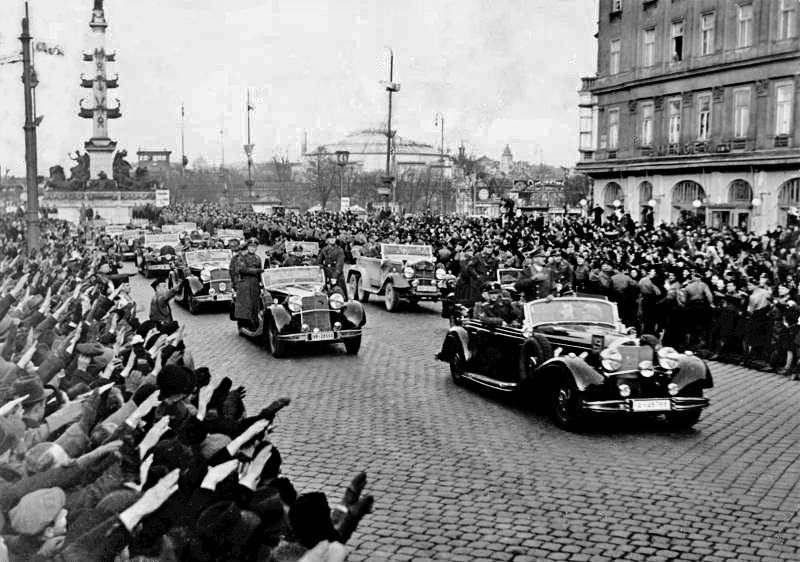
オーストリアでのヒトラー

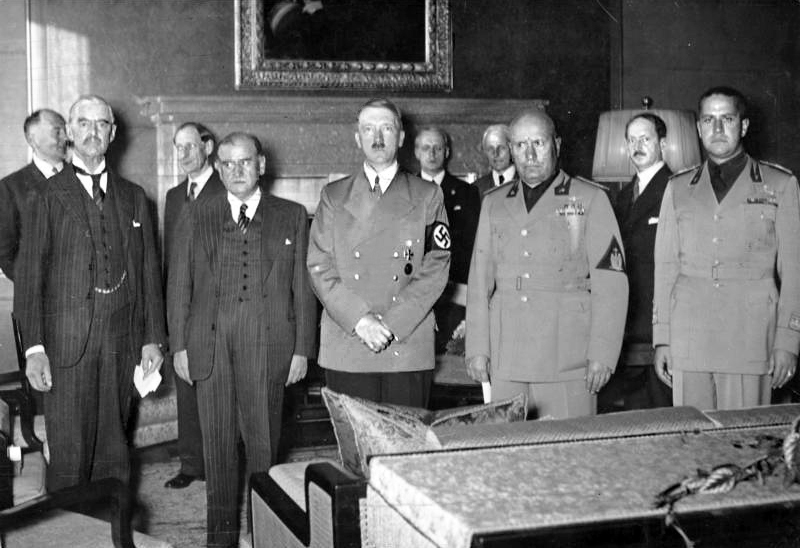
ミュンヘンに集まった英仏独伊の首脳。左からチェンバレン、ダラディエ、ヒトラー、ムッソリーニ、伊外相チャーノ

1931年に発生した満州事変以降、ソ連やイギリス、アメリカとの間の関係悪化が鮮明化していた日本との関係が親密化を増し、1936年11月には、駐独日本国特命全権大使の武者小路公共とドイツ外相ヨアヒム・フォン・リッベントロップの間で日独防共協定が結ばれ、ヨシフ・スターリン率いるソビエト連邦への対抗を目指した。同協定は翌1937年11月6日にイタリアも入り日独伊防共協定となった。
1937年1月30日、ヒトラーは演説で、ベルサイユ条約の戦争責任条項（第231条）を弾劾し、ドイツがオーストリア、イタリア、日本、ポーランドと締結した条約や協定を挙げて、他国との協調の重要性を訴え、ベルギーやオランダへの中立保障案件やフランスとは事を構える考えがないことを言及したが、対ソビエトの姿勢だけは厳しかった。
1937年11月5日には陸海空軍の首脳を集め、「東方生存圏」獲得のための戦争計画を告げた（ホスバッハ覚書）。計画に批判的であった国防相ブロンベルクらは陰謀によって追放され、独立傾向があった軍を完全に掌握した（ブロンベルク罷免事件）。
1937年11月19日、ヒトラーはイギリスの枢密院議長のハリファックス卿とベルヒテスガーデンで会談した。ハリファックス卿はベルサイユ条約によるオーストリア、チェコスロバキアおよびダンツィヒに関わる線引きの変更については反対しない、と伝えた。ただし、それを平和的な手段で行なうことが条件であった。ハリファックス卿の考えはイギリス政府の考えを示すものであることは、彼が翌年2月に外務大臣に登用されたことからも明らかだった。彼が山荘を後にした時のヒトラーは高揚し、「ハリファックスは賢い政治家だ。ドイツの主張を100%支持してくれた」と述べた。ハリファックス卿を派遣したチェンバレン英首相は11月26日付の妹のアイダ宛書簡で、平和的方法であれば、ドイツがオーストリアとチェコスロバキアのズデーテン地方を併合することを容認すると記していた。
1934年7月のドルフス墺首相暗殺でドイツとオーストリアの関係が悪化したのち、後継首相となったシュシュニックが圧政を継続したため、国内での不満が高まり、ドイツとの合併を求める声が再び高まった。ドイツとの合併を求めていたのは、オーストラリアNSDAPだけでなく、ともに非合法化されていた社民党も合併推進派であった。シュシュニックは首相就任以来一度も選挙を経ておらず、その正統性に疑問符が付いていた。オーストリア併合の第一歩である1936年7月11日に結ばれた独墺間の合意では、両国はドイツ文化圏に属していることを確認し、文化交流を阻害する規制の即時撤廃を謳っており、両国の新聞は相手国を客観的に報道し、攻撃的な内容にしてはならないこと、オーストリアの外交は、ドイツの進める平和外交を勘案しながら進めることが決められていた。直後に1万5千人のNSDAP政治犯に恩赦が与えられ、釈放された。またオーストリアには野党からも代表を指名し、国家運営に責任をもたせることになった。ナチス・ドイツのプロパガンダ組織は、表面上は友好的な態度であったが、その裏で国家社会主義の宣伝に努めていた。1938年2月4日、中央ヨーロッパで攻勢に出ることに反対していた国防相ブロンベルクらが突然解任された。
1938年2月12日、ヒトラーはオーストリア首相・クルト・シュシュニックとベルヒテスガーデンで会談し、自発的に併合の道を歩むことを迫った。その手始めとして、オーストリア・ナチス党幹部の入閣、ナチス党員の釈放、対独強硬派の参謀総長の解任を要求し、「オーストリアを助けに来る国はどこにもない」と続けた。イギリスでは、ベルサイユ体制の歪みの解消に理解を示したハリファックス卿が、対独強硬派のアンソニー・イーデンに代わって外相に就き（2月21日）、同じく強硬派だった外務次官ロバート・ヴァンシタートは更迭された。首相のシュシュニックはヒトラーの要求を表面的に容れる一方、3月9日、4日後の3月13日にオーストリアの独立維持を問う国民投票を実施すると発表した。しかし、選挙は地方選挙も含めて何年も実施されておらず、現実的に公平な選挙の実施が不可能であるだけでなく、シュシュニックが反対者を排除した形で選挙を進めようとしたため、国内は騒然となった。この状況を見たヒトラーは軍事侵攻を決断し、3月12日朝、ドイツ軍はオーストリアに侵攻した。ただし、武力行使を避け、住民に歓迎される平和的行進とし、いかなる挑発的行動も禁止した。カトリック教国のオーストリアはもともとプロテスタント国家のプロイセンが嫌いで、普墺戦争（1866年）の敗北もあり、プロイセン嫌いの感情は根深いものがあったが、ドイツ軍への抵抗は皆無だった。オーストリア国民は侵入するドイツ軍をむしろ歓迎した。発砲の事態が一つもなく、花束で迎えられた。
1938年3月には武力による威嚇でオーストリアの首相にアルトゥル・ザイス＝インクヴァルトを就任させ、オーストリア併合にこぎつけた。かつてのオーストリア＝ハンガリー帝国皇太子オットー・フォン・ハプスブルクがドイツの侵略計画に対抗する構えをみせたが、ヒトラーはこの動きを押さえつけてオーストリアの内閣を交代させたのである。なお、ヒトラーはハプスブルク家を憎悪しており、オットーがオーストリア政府の頂点に立った場合はただちにオーストリアに侵攻する計画を練っていた。その名も、ハプスブルク家当主オットーの名を冠した「オットー作戦」というものだった。
こうしてオーストリア国内の抵抗勢力を封じ込めた後、3月12日にはヒトラー自身がオーストリアに入り、ウィーンや生まれ故郷リンツに戻った。オーストリア国民はヒトラーを里帰りの凱旋のごとく迎えた。ヒトラーは故郷リンツでこのように演説した。「もし神がドイツ国家の指導者たるべく私をこの町に召したのだとすれば、それは私に一つの任務を授けるためである。その任務とはわが愛する故国をドイツ国家に還付することである。私はその任務を信じた。私はそのために生き、そのために戦ってきた。そして今その任務を果たしたと信じる」。なお、この時、ヒトラーは、父親の生地を演習地に選び破壊している。ヒトラーは3月15日朝、ウィーン市民の前で演説した。広場にはヒトラーを一目見ようとする25万人の市民が集まった。ヒトラーは当初、連邦国家にするつもりであったが、予想もしなかった熱烈な歓迎を見て、大ドイツ帝国の一部として併合することに決めた。オーストリア国民の歓迎は、第一次世界大戦後にドイツとの合邦（アンシュルス）を禁止し、「ドイツ・オーストリア」という国名も許さなかったサン＝ジェルマン条約に対する恨みもあったが、ドイツの進めてきた経済再建を評価し、オーストリアを苦境から救ってくれるのではないかと強く期待したからであった。ドイツに併合されたオーストリアの経済発展は目覚ましかった。投資、工業生産、住宅建設が活発化し消費も増大した。観光旅行を楽しむ者が増え、生活水準はたちまちに上がった。1937年の失業率は21.7%もあったが、1939年には3.2%まで低下した。
1938年4月10日、併合の正統性を内外に示すために、オーストリアだけでなく、ドイツでも行われた国民投票で、合併賛成は両国とも99％を超えた。ヒトラー政権成立後の1935年に国際管理下で行われたザール地方帰属投票でも賛成票は90％を超えており、オーストリアでも圧倒的多数が合併に賛成していたことは確実である。だからこそ、英仏もドイツの強圧的手法に対して形式的に抗議しただけで、合併を既成事実として認めざるを得なかった。また、1940年2月、反独で知られ、のちに義父ムッソリーニの命令で処刑されたチアノ伊外相は、ルーズベルト米大統領の特使として欧州に派遣されたサムナー・ウェルズ国務次官に対して、オーストリア併合については大きな誤解があり、オーストリア人の大半はドイツの一部として生きることを望んでいると述べたうえで、シュシュニック首相もオーストリア占領前にローマを訪れた際、「もしドイツがオーストリアを占領したら、オーストリア人の大半は占領を支持するだろうし、もしイタリアが占領を防ぐためにオーストリアに軍を派遣したら、オーストリア人は一体となってドイツ人と一緒にイタリアと戦っただろう」と認めていたと付け加えた。
オーストリアを支配下に入れたヒトラーは続いて、第一次大戦後に誕生した多民族の人工国家で、東方進出への障害であるチェコスロバキア（チェコ系650万、ドイツ系325万、スロバキア系300万、ハンガリー系70万、ウクライナ系50万、ポーランド系6万）を狙い、まずドイツ系住民がほとんどを占めるズデーテン地方を併合しようとした。1919年のベルサイユ会議では、ウィルソンの民族自決の原則に反して、西部ボヘミアではドイツ系の多いスデーテン地方、北部モラヴィアではポーランドの炭鉱地帯、南部ハンガリー方面ではダニューブ川流域、東部はウクライナ南部にあたる地域がチェコスロバキア領に含まれた。チェコスロバキア政府は、民族独自の教育の容認、信教の自由、人口に比例した議員数など少数民族への配慮を約束し、スイスのように民主主義の構築の礎になると約束したが、人口の25%に相当するドイツ系、あるいはそれに匹敵するスロバキア系やマジャール系が議会で発言権を持つことを防ぐために、選挙区割りをチェコ人有利に変更し、500万を超えるドイツ系やマジャール系などの民族は、国会で一つの議席も持てなかった。彼らの要求はチェコ系によってことごとく無視された。チェコスロバキアのサンジェルマン条約不履行の結果、同国内の各民族の不満が高じた。特にズデーテン地方のドイツ系の憤懣は大きかった。世界同時不況が始まると、ドイツ系住民が多い地域では失業者ばかりになったが、ドイツ系失業者への手当は、チェコ系に比べてかなり少ない額であった。1935年から36年にかけて成立した法律で、チェコ系が公務員を占めることが多くなり、ドイツ系住民の地域にもチェコ系の警官が配置された。イギリス政府は6年にわたってチェコスロバキア政府に警告を続け、1937年末には、ドイツ系住民への配慮が必要だ、そうでなければ物理的な衝突が起きると強い警告を発した。1938年5月には、突然チェコスロバキアが軍を動員し、チェコ人警官がスデーテン地方で、誰何に答えなかったドイツ系の二人の男を射殺する事件が発生した。1920年から1938年にかけて、少数派となった民族は国際連盟に請願を繰り返した。そのうえ、1935年5月にはチェコスロバキアはソビエトと相互援助条約を締結していた。
1937年12月、ヒトラーは時期を特定することなく、チェコスロバキア侵攻「緑」作戦の準備を命じ、1938年4月21日、国防軍最高司令総長のヴィルヘルム・カイテルに作戦具体化を指示し、1938年5月20日、カイテルは計画を提出した。ただし、チェコスロバキア側からの挑発がない限り、軍事行動は行わないこととされた。まさにその5月20日、ドイツ軍が動員され、チェコスロバキア国境に進軍したとして、チェコスロバキア軍が動員されて戦闘態勢に入った。各国で戦争の危機が大々的に報道され、チェコスロバキアを挑発したとして、ドイツ批判の大合唱となったが、実際には、ドイツの主張通り、ドイツ軍動員の事実はなく、対独強硬派のチェコスロバキア大統領エドヴァルド・ベネシュ主導で捏造された偽情報であったため、何も生じず、騒動は終わった。ところがドイツ国外では、ヒトラーの軍事的威嚇にチェコスロバキアが勇敢にも立ち上がったため、ヒトラーが「屈服」したと受け取られた。ベネシュ大統領は英仏の対独強硬派と連携しており、イギリス対独強硬派の中心人物であるチャーチルは偽情報に基づくチェコスロバキアとドイツの関係悪化を激化させるために、反独の論陣を張った。ベネシュ大統領の挑発で面目丸つぶれとなったヒトラーは、5月28日、軍首脳とリッベントロップ外相らにチェコスロバキア攻撃の決意を明らかにし、5月30日にチェコスロバキア侵攻計画が決定され、期限は1938年10月1日とされた。ヘンダーソン英駐独大使はのちに、偽情報に基づきチェコスロバキアの「5月21日の勝利」を喧伝した報道が、ヒトラーに武力解決を決断させるとともに、チェコスロバキアを致命的に過信させ、ズデーテン・ドイツ人の要求を受け入れないように仕向けることになったと厳しく批判している。また、イギリスの対独強硬派ジャーナリストのシーラ・ダフも、「これはベネシュによる意図的な挑発であり、それに対し彼はどれだけの犠牲を払わねばならなくなったのか、私はすぐに知ることとなった」と記している。
1938年に入ると、西部ズデーテン地方のドイツ系住民はドイツへの編入に向けて実力行使に出た。1938年9月12日から13日には、ヒトラーはズデーテン地方のナチス党指導者コンラート・ヘンラインに蜂起を促し、ドイツとの併合を主張させた。チェコスロバキア政府は戒厳令の施行で対抗した。この状況をみたイギリスの首相ネヴィル・チェンバレンは9月15日、ヒトラーと会談し、チェコスロバキア政府との事前交渉なしで、ドイツ系住民が5割を超える地域のドイツ編入を容認し、フランスにもそれを納得させると約束した。9月22日、チェンバレンは英仏は9月15日の約束を承認したと伝えたが、ヒトラーはハードルを上げてズデーテン地方全域の併合を要求したため、交渉は決裂した。チェコスロバキア、ドイツ、イギリス、フランスは臨戦態勢に入った。チェコスロバキアと同盟関係にあるソ連はすでに西部国境に赤軍を終結させていた。武力衝突は避けられないと思われたが、チェンバレン英首相とルーズベルト米大統領に要請されたムッソリーニ伊首相が、英仏独伊首脳が一堂に会し、平和的に問題を解決することを提案し、ヒットラーは受け入れた。1938年9月29日、ヒトラーはイギリス首相ネヴィル・チェンバレン、フランス首相エドゥアール・ダラディエ、イタリア首相ムッソリーニを招いてミュンヘン会談を行い、チェコスロバキアの意志とは無関係にズデーテン地方をドイツに譲ることが確定した。イギリスとフランスからも屈服を要求されたチェコスロバキアはズデーテンを差し出すしかなかった。ヒトラーは合意が成立するとチェンバレンと二人きりで秘密会談に臨み、「ドイツ総統と英国首相はミュンヘン協定と英独海軍協定こそが両国が二度と戦うことはないという証であると認めた」ということを明記した、独英友好をうたう書面に署名した。
イギリスの歴史教育サイトは、チェンバレンが対独宥和の代名詞となったミュンヘン協定を結んだ背景に次の6点を挙げている。
1. 英国民はチェコスロバキアの領土をめぐって参戦することに同意しなかっただろうこと
2. ヒトラーの要求の多くが正当であると思われていたこと
3. チェンバレンは、ドイツがソビエト共産主義の防波堤になるためにはそれなりの強国になる必要があると考えたこと
4. 英国陸軍は戦う準備ができていなかったこと
5. ヒトラーはドイツ経済を成長させていただけに、多くの人々がヒトラーに良い意味で驚嘆していたこと（1938年のタイム誌はヒトラーを「Man of The Year」に選出していた）
6. チェンバレンは先の大戦の悲惨さが身に染みていたこと

当時のヨーロッパ各国は戦争が回避できたことを素直に喜んだ。そのことは帰国したチェンバレンをロンドン市民が熱狂的に歓迎したことからもわかる。
1938年10月2日、スデーテン地方併合の混乱に乗じて、ポーランドはチェコスロバキアに侵攻し、チェシンを併合した。チェコスロバキアに領土を奪取された恨みがあったハンガリーも、ルテニア地方の町コシス（現スロバキア）を奪った。少数民族の圧力を軽減するためチェコスロバキアは、スロバキア（スロバク系）、カルパチア・ルテニア（マジァール系・ウクライナ系）の自治を認めた。
自由都市ダンツィヒは国際連盟保護下に置かれ、実質的な経済運営はポーランドが担っていたが、人口の95%にあたる35万のドイツ系住民はドイツへの帰属を求める運動を活発化させていた。また、ドイツとダンツィヒを分断するポーランド回廊にもドイツへの復帰を求める150万のドイツ系住民がいた。ヒトラーは内政上、ダンツィヒとポーランド回廊問題を放置することはできなかった。ヒトラーはミュンヘン協定の交渉でズデーテン地方併合がドイツ最後の要求であると各国指導者に説明しており、1934年1月に期限10年の独波不可侵条約を締結していたポーランドとの領土回復交渉は、二国間の円満な合意によって解決したいと考えていた。
1938年10月24日、ドイツの外相ヨアヒム・フォン・リッベントロップはポーランド駐独大使ヨーゼフ・リプスキに「ダンツィヒのドイツ返還を容認し、同市へのアクセスルートとなる道路および鉄道をポーランド回廊内に施設することに同意してほしい。その代わり、ダンツィヒの経済インフラストラクチャーおよび鉄道施設についてはポーランドがこのまま管理権限をもっても構わない。現行のポーランド国境についてはそれを認める。この問題が解決でき次第、独波反共同盟を結びたい」と提案した。ヒトラーもリッベントロップもこの提案をポーランドが容認するはずだとの自信があったが、ポーランドの外相ユゼフ・ベックはこの提案を拒否した。
1938年11月7日、ポーランドから逃れてきたユダヤ人の青年ヘルシェル・グリュンシュパンがパリのドイツ大使館を訪れ、三等書記官エルンスト・フォム・ラートを射殺した。この事件をきっかけにユダヤ人に対する略奪と暴行が起こった（水晶の夜）。11月13日、ドイツ政府はドイツ国内のユダヤ人に対し連帯責任として10億マルクの罰金を科した。さらにすべてのユダヤ人生徒を高校、大学から追放し、ユダヤ人が特定の職業に就くことを禁じた。ユダヤ人の映画館、劇場、博物館、コンサート、講演会への立ち入りが禁止され、運転免許も没収された。ユダヤ人隔離を徹底させる命令も出た。アメリカの大統領ルーズベルトはドイツ政府の措置を厳しく批判し、ドイツ情勢の聞き取りを理由に駐独大使ヒュー・ウィルソンを召還した。ドイツはこれに反発してディークホフ駐米大使を召還し、1938年4月にドイツが合併したオーストリアの対外債務の継承を拒んで以来こじれていた米独関係はさらに悪化した。
1938年12月6日、仏独友好協定が調印され、フランスはヒトラーの東方への拡張計画に同意する態度をとった。
1939年1月5日、ヒトラーはポーランドの外相ユゼフ・ベックをベルヒテスガーデンに招き直接交渉に臨んだ。ヒトラーの要求は、イギリスの歴史家ベイジル・リデル＝ハートが驚くほど穏健なものであったと書くほどであったが、ベックはドイツの提案をすべて拒否した。独外相リッベントロップとベックはこの案件について、1月6日にベルリンで、1月25日から27日にかけてワルシャワで話し合ったが、何の進捗もなかった。3月になって、ヒトラーはベックとミュンヘンで会談し、ポーランドに格別の配慮を見せたが、ベックはヒトラーの示した条件をただちに拒否した。こうしてヒトラーが期待するダンツィヒ・ポーランド回廊問題の外交的処理は暗礁に乗り上げた。
1939年1月21日、ヒトラーはチェコスロバキア外相フランティシェク・フヴァルコフスキーをベルリンに呼び、チェコスロバキアはただちに国際連盟を脱退すること、その外交をナチス政権の要求に沿ったものにすること、陸軍を縮小することを要求した。
1939年2月、アメリカ駐仏大使ウィリアム・ブリットはポーランドの駐仏大使ユリウシュ・ウカシェヴィチに対して、「戦いが始まればアメリカはすぐにでも英仏の側に立って参戦する」と語り、アメリカ大統領の決意を伝えた。
1939年3月になると、チェコスロバキアの少数民族の動きが激しくなったため、3月7日、前年11月30日に就任した大統領エミール・ハーハは、独立を主張するルテニア自治政府を解散させ、3月10日、同じく独立を主張するスロバキア自治政府の首相ヨゼフ・ティソを解任し、スロバキアの首都ブラチスラヴァを占領した。ティソはウィーンに脱出し、3月13日にヒトラーと会談した。翌14日、スロバキアはチェコスロバキアからの独立を宣言し、ルテニアもカルパト・ウクライナとして独立を宣言した。ハンガリー王国はヒトラーの容認を受けてルテニアに侵攻した。ハーハはチェコ系が多数派のボヘミア、モラヴィアの安全保障を考えなくてはならなくなった。3月15日午前1時、ハーハ大統領とヒトラーの交渉がベルリンで始まり、午前4時、ハーハはチェコ民族とその国家をドイツの保護下に委ねる書面に署名した。この日、ヒトラーはプラハに入った。
ヒトラーの指示により傀儡国家のスロバキア共和国が成立し、チェコはドイツの保護領「ベーメン・メーレン保護領」となった（チェコスロバキア併合）。この直後の1939年3月23日には、1923年にリトアニアによって占領されたメーメルを返還させることにも成功している。
3月15日、アメリカの大統領ルーズベルトはイギリスの外相ハリファックスに対して、イギリスがその対独外交方針を変更しなければ、米国世論は反英に傾くと脅し、ドイツから英大使を召還することまで要求した。英首相チェンバレンは米大統領やチャーチルらの対独強硬派から圧力を受けて、それまでの対独宥和外交から対独強硬外交に変更し、3月31日、ポーランドの独立保障宣言をした。フランスも追随した。一方ポーランドは、アメリカやイギリスから圧力を受けて対独強硬姿勢を取った。その結果、ヒトラーがダンツィヒ・ポーランド回廊問題を外交交渉によって解決する道は閉ざされた。4月13日には、イギリスはフランスとともに、ギリシャとルーマニアにも軍事援助を約束した。
4月28日、憤ったヒトラーは独英海軍協定と独波不可侵条約の破棄を発表した。しかし、ヒトラーはポーランドとの外交交渉を諦めておらず、「ドイツとポーランドが新しい合意に至るドアはまだ開いている。両国が対等な立場であることを前提に、そのような合意がなることを歓迎したい」と訴えた。5月5日、英仏の独立保障を得たポーランドのベックは議会演説で、ドイツとの交渉を拒絶すると言明した。それでもドイツは諦めず、ドイツメディアに反発させないようにさせた。「ドイツは英仏両国がポーランドに対して圧力をかけ、交渉再開させるだろうと思っている。ダンツィヒ帰属問題をめぐってヨーロッパが戦争する価値などないことぐらいすぐにわかるだろう。それがドイツの考えである」とフランス駐独大使は本省に報告した。しかしポーランドの対独交渉拒否の姿勢は変わらなかった。
4月以降、英仏両国はソビエトと三国軍事同盟締結のための交渉を続けていた。英仏ソ三国同盟が締結されれば、ドイツを牽制できることは確実だった。同盟の政治的条件についての詰めは7月末に終わり、軍事面での条件を詰める作業だけになっていた。8月11日、英仏代表団はモスクワに入ったが、交渉は一向に進捗せず、8月21日に無期限延期となった。英仏軍事使節団は貨客船で11日間かけてソ連入りした後、レニングラードからモスクワまで6日かけて移動していた。しかも、使節団を率いたのは、英仏両軍の中でも地位の低い人物で、ソ連側が要求した政府高官の派遣は英政府によって拒絶されていた。

### 第二次世界大戦

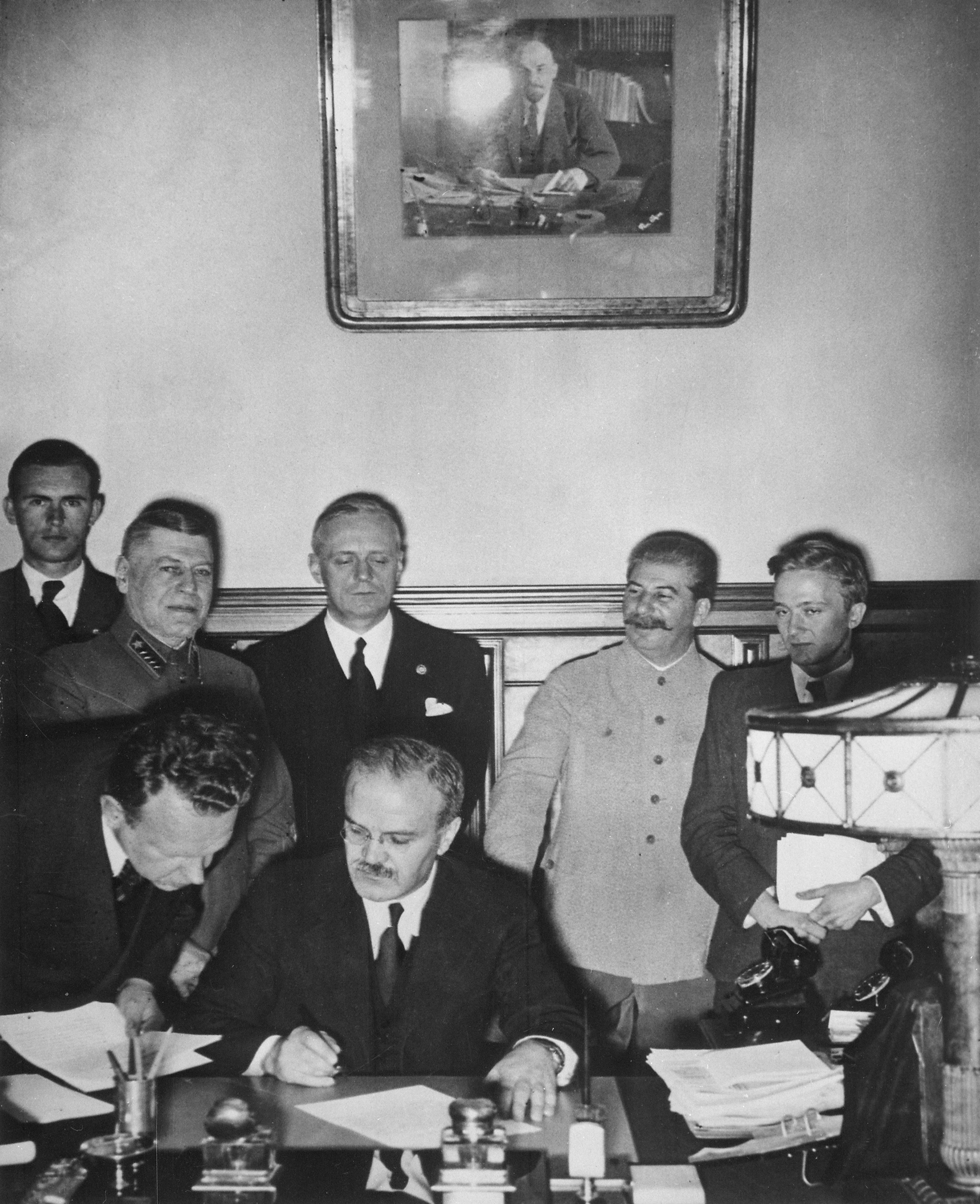
独ソ不可侵条約に調印するソ連外相モロトフ。後列の右から2人目はスターリン

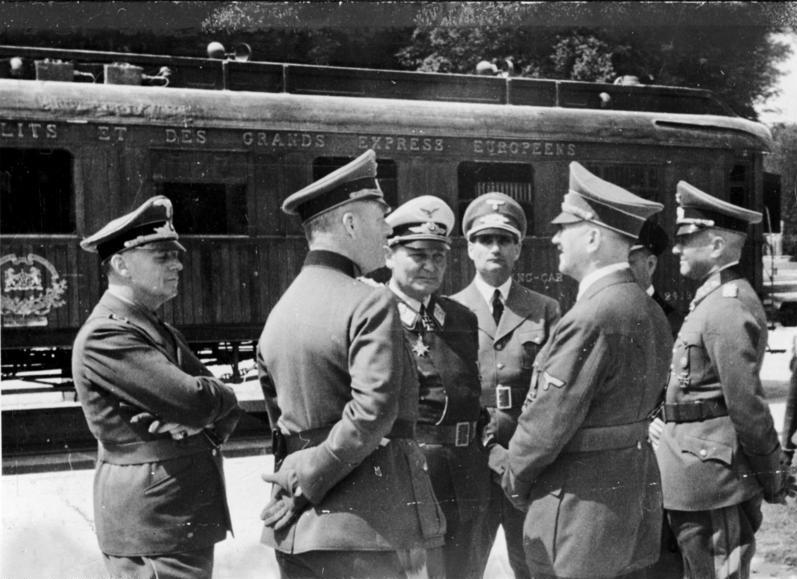
フランス代表との降伏調印式に出席したヒトラー（1940年）

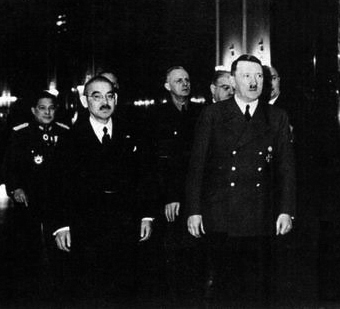
ドイツを訪問した日本の外相松岡洋右と共に（1941年）

ヒトラーは夏頃までに交渉が妥結しなければポーランドに軍事作戦を行うこととし、3月31日に完成したポーランド侵攻作戦「白作戦（ドイツ語: Fall Weiß）」の政治条項を自ら手書きで書き込んでいるが、その中でも戦争をポーランド戦だけに局限することを目標としていた。そのためにも英仏の戦争参加を思いとどまらせる方策が必要であり、また英仏と戦争になった場合、ソビエトが英仏側に立って参戦する可能性も考えられ、二正面作戦を避けるために、かねてから敵と公言していたソ連との接触を水面下で開始した。
5月3日、ユダヤ人で英仏との集団安全保障を主張していたソ連外相マクシム・リトヴィノフが罷免されると、ヒトラーはスターリンが本気でドイツとの関係改善を考慮していることを理解した。独ソの関係改善の交渉は、最初は経済協力という名目で進められ、8月19日には独ソ間で経済協力協定が締結された。8月16日、英仏の代表とスターリンのモスクワでの交渉に焦りを募らせていた独外相リッベントロップは「ドイツはソ連と不可侵条約を締結し、もしソ連政府が希望するなら、その期限を25年間とする用意がある。ドイツ外相は8月18日の金曜以降、総統から委任された全権を持っていつでも空路でモスクワに飛ぶ準備ができている」というメッセージをソ連首相兼外相モロトフに送った。8月20日、モロトフは駐ソ独大使に、ソ連側で作成した不可侵条約の草案を手渡した。同日午後4時30分頃、ヒトラーは不可侵条約の締結についてのソ連側の提案を了承するという電報をスターリンに届けた。8月23日午後4時過ぎ、独外相リッベントロップを乗せた飛行機がモスクワに到着し、24日午前2時頃、8月23日付の独ソ不可侵条約が調印され、世界を驚かせた。この条約には、バルト諸国はソビエトの勢力範囲であること、ポーランドを独ソで二分割すること、ベッサラビアは1918年にソビエトが奪われた領土だと認め、ドイツは同地に利権を主張しないことという秘密協定があった。

#### 開戦
8月22日、ヒトラーはベルヒテスガーデンの山荘に国防軍の将軍たちを集めて、ポーランドと戦争する決意を語り、イギリスとフランスは戦争に介入してこないであろうという楽観的な見通しを述べた。開戦の期日はさしあたり8月26日とされた。8月24日、ヒトラーはポーランド侵攻を命じたが、多方面からの要請で一旦撤回した。8月25日、ドイツ政府は駐独イギリス大使に、ドイツの要求は、ダンツィヒの回復とポーランド回廊問題の解決で十分であり、イギリスとの戦いは望まないと伝えた。
8月29日午後7時15分、ドイツ政府はネヴィル・ヘンダーソン英駐独大使に、イギリス政府が改めてポーランド政府に圧力をかけ対独直接交渉に臨むよう指導してほしいこと、ポーランド政府からの特使を8月30日にベルリンに来させるようにしてほしいことが書かれた覚書を届けた。ドイツがポーランドに求める最終条件は、「ダンツィヒはドイツが併合する、ポーランド回廊地域は住民投票によりポーランドからの分離の是非を決める、同回廊へのアクセスはポーランド人およびドイツ人ともに認める。また少数民族の交換も認める。この条件をポーランドが認めれば、軍の動員を解除する」というものであった。ドイツは30日にはポーランドが全軍に動員をかけたことを確認した。30日になってイギリスがポーランドに交渉に応じさせたと伝えてきた。ドイツはポーランドにすぐに全権特使を送るよう要請したが、ポーランドは全権特使を派遣しなかった。31日、ユセフ・リプツキー駐独ポーランド大使がリッベントロップを訪れ、ポーランドはドイツの要求を考慮したいと伝えたが、全権委任状は持っていなかった。ドイツは31日午前中まで待った。
8月31日午後、ヒトラーは全軍にポーランド侵攻を命じた。独ソ不可侵条約締結直後の9月1日にソ連との秘密協定を元にポーランド侵攻を開始した。同9月3日にはこれに対してイギリスとフランスがドイツへの宣戦布告を行い、これによって第二次世界大戦が開始された。9月15日にノモンハン事件の停戦協定を成立させたスターリンは、9月17日にポーランド東部に侵攻した。イギリスとフランスは、ソビエトには宣戦布告しなかった。ドイツ軍が独ソ不可侵条約秘密付属議定書で定められたヴィスワ川を越えて、首都ワルシャワを含むワルシャワ州の一部とルブリン州を占領したため、リッベントロップが9月27日にモスクワを訪問し、9月28日付の独ソ境界ならびに友好条約と秘密付属議定書が調印された。10月中にポーランドはほぼ制圧され、ヒトラーの視線は西に向かった。10月6日、ヒトラーは国会演説で、英仏両国に和平を呼び掛けたが、10月12日、英首相チェンバレンは英下院で、ヒトラーの演説にはチェコスロバキアとポーランドに加えられた不正を正す何の示唆も含まれていないことを指摘し、ヒトラーの和平の申し出を拒絶した。
1939年9月から1940年4月までの6か月間はドイツと英仏との間で本格的な戦闘はほとんど行われなかった。9月2日、イギリスの内務大臣は「宣戦布告が即戦闘を意味するわけではない」という考えを明らかにしており、英独間には和平のための密使が激しく往来していた。9月26日、ヒトラーは「もしイギリスが本当に和平を願っているのなら、彼らのメンツを潰さずに、二週間以内に和平を達成することができる。条件はドイツがポーランドにおいて完全な自由を得ることを、イギリスが認めることだ」と語ったが、この条件はチェンバレンが受け入れることのできるものではなかった。英独高官たちは何とか全面対決は避けようと秘密交渉を続けたが、すべて失敗に終わった。5月10日、対独強硬派のウィンストン・チャーチルがイギリス首相になって、英独全面対決が始まった。
1939年11月30日、ソ連軍がフィンランドに侵攻し、ソ連・フィンランド戦争が始まった。ソ連は苦戦し、死傷者47万人を出した。1940年3月12日に和平条約が締結され、ソ連はカレリア地峡とラドガ湖周辺を獲得した。フィンランドの死傷者は17万人といわれる。ソ連軍の弱体ぶりはヒトラーに多大な影響を与えた。
1939年12月16日、アメリカからスカンジナビア諸国に戦火を広げよという圧力を受けていたイギリスの戦時内閣は、スウェーデン産鉄鉱石がノルウェーのナルヴィク港からドイツに搬送されるのを阻止するために、ナルヴィク上陸計画を容認した。1940年2月5日、連合国最高会議は、3個師団から4個師団をフィンランド方面に派遣することを決定した。1940年4月8日午前4時半から5時に、イギリス海軍はナルヴィク港西方のフィヨルドに機雷を設置した。
1940年4月9日、ヒトラーの命令を受けたドイツ軍は北ヨーロッパのデンマークとノルウェーへの侵攻を開始し、その日のうちにデンマークを無血占領し、ノルウェーは英仏連合軍の支援を受けて抵抗したが、6月10日に降伏した（北欧侵攻）。5月10日ヒトラーはフェルゼンネスト（岩上の巣）と呼ばれる前線指揮所に移り、そこでベネルクス三国とフランスへの侵攻の指揮をとった。ヒトラーはこれ以降大半を各地の前線指揮所で過ごすことになるが、この指揮所は総統大本営と呼ばれている。ヒトラーは作戦の概要だけではなく細部にも口を出し、ダンケルクの戦いでは疲弊した連合軍の相手は空軍で十分と考え、5月24日、戦車部隊による攻撃を停止させた。ヒトラーはこの日、「6週間以内に世界に平和がやってきて、私はイギリスと紳士協定を結んでいるであろう」とコメントしている。この判断は災いし、ダイナモ作戦によって多くの連合軍将兵の脱出を許すこととなった。しかしフランス侵攻自体は順調に進み、6月6日にはヒトラーも前線に近いベルギー南部のヴォルフスシュルフト（狼の谷）に移った。
このころイギリスに敗北感が漂い、政権内部にすらヒトラーとの和平を求める声が上がっていたが、英首相チャーチルは和平交渉に断固反対の立場を押し通した。6月4日、チャーチルは下院で「イギリスは断固、最後まで戦い続ける」と語った後、「新大陸がその力をもって旧大陸の救出と解放に乗り出してくるまで」とアメリカの参戦を待ち望んだ。
6月14日にドイツ軍はパリに無血入城、6月16日にはフィリップ・ペタンを首班とするフランス政府がドイツに降伏を申し入れた。講和条約の調印は6月21日から翌22日にかけてコンピエーニュの森で行われた。会場には第一次世界大戦でドイツが降伏文書の調印した列車が用意され、初日にヒトラーは車内に乗り込みフランス代表との交渉に40分だけ立ち合い、その後パリ市内の視察を行った。
7月19日、ヒトラーはイギリスに最後の和平提案を行ったが、イギリスは直ちに拒否し、ヒトラーは大いに失望した。ドイツ海軍は、ノルウェー作戦で巡洋艦3、駆逐艦10を沈められ、巡洋戦艦2、駆逐艦8が大破させられ、残された戦力は、重巡洋艦2、軽巡洋艦2、駆逐艦4となり、ドーバー海峡を突破してイギリス本土上陸作戦を実施するのは不可能となったため、その後の対英戦ではヒトラーは空軍によって制空権を獲得した後にイギリス上陸を考えていた（アシカ作戦）。しかしバトル・オブ・ブリテンでドイツ空軍は撃退され、イギリスの抗戦意思はゆるがなかった。7月30日、ヒトラーは「ヨーロッパ大陸最後の戦争」である対ソ戦の開始を軍首脳達に告げ、「ソ連が粉砕されれば、英国の最後の望みも打破される」として対ソ戦の準備を命じた。
一方で8月30日の第二次ウィーン裁定とその後のクラヨーヴァ条約でハンガリー、ルーマニア、ブルガリアの領土問題を調停し、9月27日には1937年に締結されていた日独伊防共協定の強化を画策していた日本とイタリアとの3国の間で「日独伊三国条約」を結ぶなど親ドイツ諸国と関係を強化し、枢軸国を形成しつつあった。しかし10月22日に行われたスペインの独裁者フランシスコ・フランコとの会談は不調に終わり、味方に引き込むことはできなかった。
1940年8月、ワシントンからの極秘電報で、アメリカからイギリスへの駆逐艦50隻提供の件進行中と伝えられ、ヒトラーは1940年のうちはアメリカはおとなしくしているであろうという、アメリカの動きに楽観的な見解を持っていたが、アメリカのイギリス支援は予想よりもはるかに迅速かつ効果的な形で本格化するであろうと確信した。これに対抗する手段は、日本をドイツの同盟国として獲得して、東アジアと太平洋でのアメリカに対する強力な重しとして活用することしかないと、ヒトラーは判断した。9月9日と10日、独特使ハインリッヒ・シュターマーは東京で外相松岡洋右と会談し、まず日独伊三国間に同盟条約を成立させてその後ただちにソ連に接近するのが良い、日ソの親善はドイツが仲介にはいる以上たいした困難なく実現できる、独ソ関係は良好であるということを述べ、これはリッベントロップ外相の言葉と受け取って差し支えないと保証した。7月19日の荻窪会談以来、第二次近衛内閣は独伊との提携強化と日ソ国交の飛躍的改善を強く望んでいたため、9月27日、ベルリンで日独伊三国同盟が調印された。
独ソ関係は1940年6月以降、目立って悪化しつつあった。ソ連は1940年6月にバルト三国を占領し、同年7月には併合した。また同年6月にルーマニアのベッサラビアと北ブコヴィナを占領した。ソ連がバルト海やバルカン半島に進出したことはヒトラーを苛立たせた。特にブコヴィナは旧オーストリア帝国領であったため、多数のドイツ人が居住しており、ソ連の要求を承認することはできないと回答したが、ソ連が、北部に限ると通告してきたので、ドイツはやむなく承認したのであった。一方、ドイツが戦争を遂行するためには、ルーマニアの石油が必要であった。ソ連がルーマニアから領土を奪うと、ブルガリアもルーマニアのドブルジャ地方を要求し、ハンガリーもトランシルヴァニアを要求したため、同年8月30日、ヒトラーはソ連に何の相談もなしにウィーン裁定を行った。しかも、ソ連が南ブコヴィナについて問い合わせていたのに、ドイツは回答せず、ヒトラーは10月12日、ドイツ軍をルーマニアの首都ブカレストに進駐させ、ルーマニアをドイツの軍事的支配下に置いた。また、ドイツは9月2日、ソ連にまったく相談せずに、ドイツの軍隊がフィンランド国内を南から北へ通過してノルウェーのキルケネスへ向かうことを、フィンランドに承認させた。独ソ不可侵条約の秘密付属議定書でフィンランドはソ連の勢力範囲に入ることが明記されており、ソ連はドイツの処置に大きな不満を抱いた。
独ソ関係を打開するために、1940年11月12日と13日、ヒトラーはソ連首相兼外相のモロトフとベルリンで会談を行った。フィンランド、ルーマニア、ブルガリア、ブコヴィナとベッサラビア、ダーダネルス・ボスポラス両海峡をめぐり、両者は真正面から対立した。とくにフィンランドとルーマニアをめぐる対立は深刻であった。またヒトラーは、日ソ独伊四国で大英帝国の遺産を分割することに目を向けるべきだと述べたが、モロトフはそんな夢のような話より、ソ連にとって切実なのはフィンランドとバルカンであると切り返した。11月13日の第2回の会談では、モロトフはヒトラーの言葉に逐一反論し、ヒトラーを怒らせた。会談後、独外相リッペントロップが日ソ独伊四国協定についての自分の草案を提示すると、モロトフはモスクワに帰ってスターリンに相談してから回答すると約束して、イギリス空軍の爆撃に脅かされていたベルリンをあとにした。
1940年11月25日、スターリンはモロトフの約束通り、ヒトラーへ回答した。その内容は、ソ連政府はドイツ外相が示した日ソ独伊四国協商に、次の4つの条件つきで加盟する準備があるというものであった。
1. ドイツ軍は、1939年の独ソ不可侵条約のとおりに、ソ連の勢力圏に属するフィンランドから即刻撤退せよ。ただし、フィンランドからドイツへの、木材とニッケルの供給は、ソ連が保障する。
2. ソ連は、来る数か月以内にブルガリアと相互援助条約を結び、また、ダーダネルス・ボスポラス両海峡地方に、ソ連の陸海軍基地を設ける。このことをドイツは了承してほしい。
3. ソ連の領土的希望の中心は、バツームおよびバクーの南からほぼペルシャ湾に至る地域に存することを了承してほしい。
4. 日本は、北樺太における石油と石炭の採掘権を放棄すること。

ヒトラーはこの4条件を法外な要求であると断定して、独ソ開戦を決意し、12月18日、バルバロッサ作戦指令を発した。開戦予定日は1941年5月15日であった。スターリンは1941年2月末までヒトラーの再回答を要求しつづけたが、同年3月2日、ドイツ軍はソ連の狙っていたブルガリアに進駐した。同年3月27日、3月25日に日独伊三国同盟に加盟したばかりのユーゴスラビアで反独クーデターが起こり、4月6日、ベオグラードの新政府はソ連と不可侵条約を結び、独ソ関係は一層悪化した。
1941年3月5日、ヒトラーは「三国同盟をベースにした提携で、日本を可能な限り早く極東での戦いに参戦させなければならない。そうなれば英軍の相当部分が極東にくぎ付けになる。アメリカの関心も太平洋方面に移るだろう。今次の戦いの大方針は、イギリスを早急に敗北に導くこと、そして同時にアメリカを参戦させないことである」という秘密指令を発した。同年3月27日、ヒトラーは外相松岡とベルリンで会談し、日本の対英戦争の早期参戦を要請したが、松岡はコミットメントしなかった。
1941年4月6日、反独クーデター鎮圧のためにユーゴスラビア侵攻を行うとともに、ギリシアを占領してバルカン半島を制圧し、北アフリカ戦線ではイギリス軍の前に敗退を続けていたイタリア軍を援けて攻勢に転じた。

#### 独ソ戦

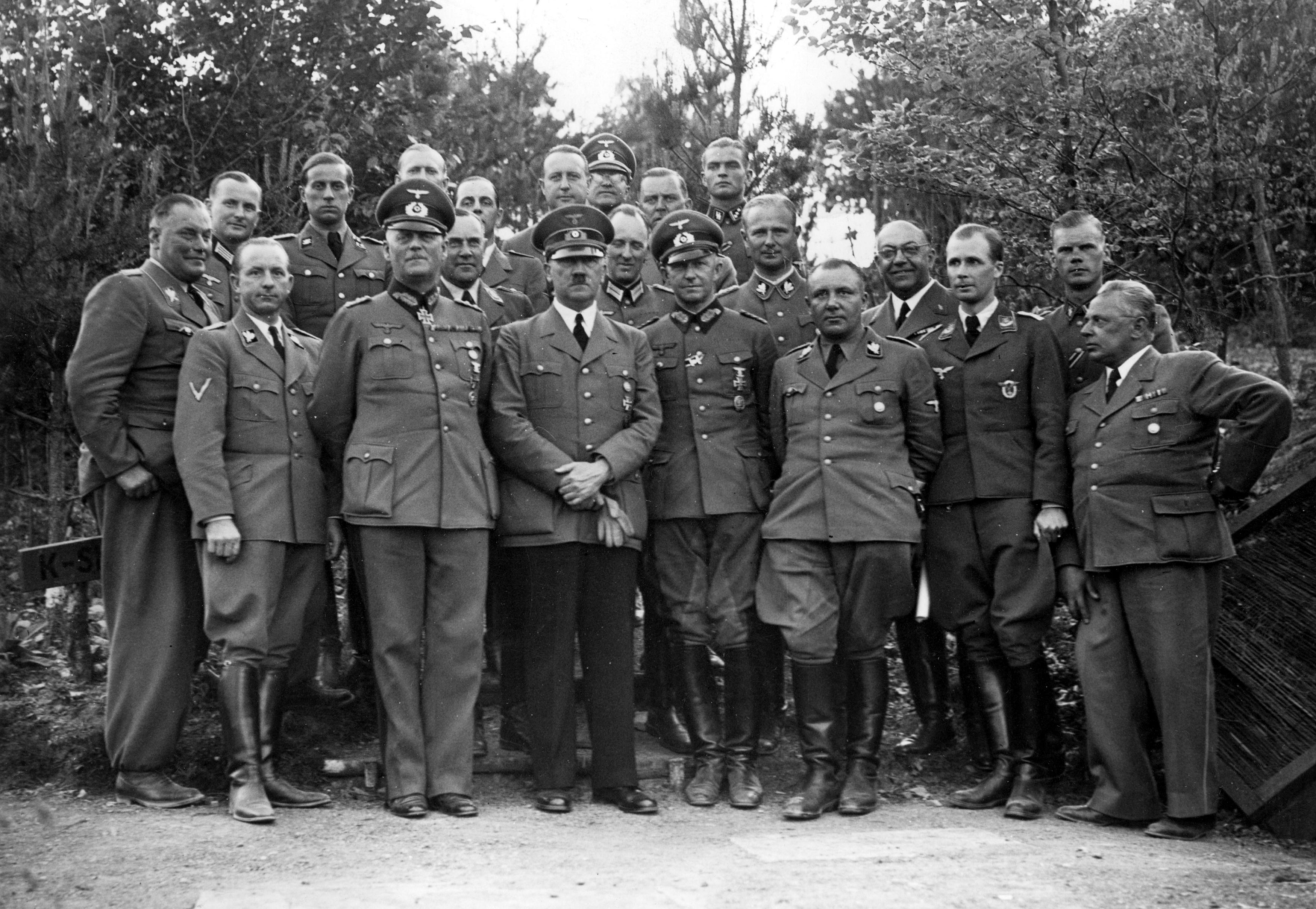
建造中のヴォルフスシャンツェで撮影されたヒトラーとその幕僚たち（1940年6月）

同年6月22日、バルバロッサ作戦が発動し、ドイツ軍はソ連に侵攻を開始した。ヒトラーは「作戦は5か月間で終了する」や「まず10週間」と、先行きについてはきわめて楽観視していた。6月22日に東プロイセンに置かれた総統大本営「ヴォルフスシャンツェ」に移り、1944年11月20日までの大半をここで過ごすことになった。ヴォルフスシャンツェは防空の観点から森の中に置かれたために昼でも薄暗く、その影響で不眠症となったヒトラーは、深夜まで秘書や側近を相手にして一方的に語るようになった。また8月には胸の痛みを訴えるようになり、冠状動脈硬化症を発症したことを知った主治医のテオドール・モレルは、ヒトラーにも秘密で心臓病薬の投与を始めた。
緒戦は順調に進み、完全な奇襲を受けて動揺した赤軍を各地で撃破した。しかし7月にはヒトラーと軍首脳の間で意見の相違が生まれた。軍首脳はモスクワ攻略を主張したが、ヒトラーはウクライナのドネツ工業地帯やレニングラードの攻略を優先させるよう命令し、モスクワ方面への攻撃を停止させた。ところが8月末には気が変わり、再度モスクワ進撃を命令した。ドイツ軍は進撃を再開したが、10月には早くも冬が到来し、降雪とラスプティツァ（泥濘）が進撃速度と補給を低下させた。そこに体勢を立て直した赤軍の反攻が開始され、現場指揮官達の間で一時後退論が高まった。ヒトラーは12月19日に陸軍総司令官ヴァルター・フォン・ブラウヒッチュ元帥など複数の将官を更迭した上に自らが陸軍総司令官を兼任し、東部戦線のドイツ軍に後退を厳禁した。このことで戦線の全面崩壊は免れた。
対ソ戦におけるドイツ軍の最初の後退が行われた直後の12月11日に、同7日に行われた日本海軍によるイギリス領マレー半島への侵攻（マレー作戦）と、それに続いて行われたアメリカの準州であるハワイの真珠湾攻撃を受けて、これまで直接対峙することのなかったアメリカへの宣戦布告に踏み切る。これに対しヒトラーは「負けたことのない日本軍の参戦は大きな力を与えてくれる」と喜んだといわれる。
1942年中盤に日本軍がイギリス軍をインド洋から放逐したことを受けて、同地における通商破壊戦を行うことを目的にUボートや封鎖突破船を派遣し、日本軍占領下のペナンの海軍基地を拠点にして日本海軍と共同作戦を行ったほか、ヒトラー自らの指示でUボートを日本海軍に提供した。また日本海軍もドイツ軍からの依頼を受けて潜水艦と特殊潜航艇をヴィシー政権軍とイギリス軍が戦っていたアフリカ南部のマダガスカル島に送り、イギリス海軍艦艇を攻撃し撃沈するなど被害を与えた（マダガスカルの戦い）ほか、遣独潜水艦作戦を行うなど、いくつかの共同作戦を展開した。
なお、これらの共同作戦のうちいくつかにはイタリア軍も参加し、ドイツの降伏に至るまで続けられることとなるものの、戦域が大きく離れていたこともあり、両国の戦況の好転に大きく貢献することはなかった。

#### 守勢転換

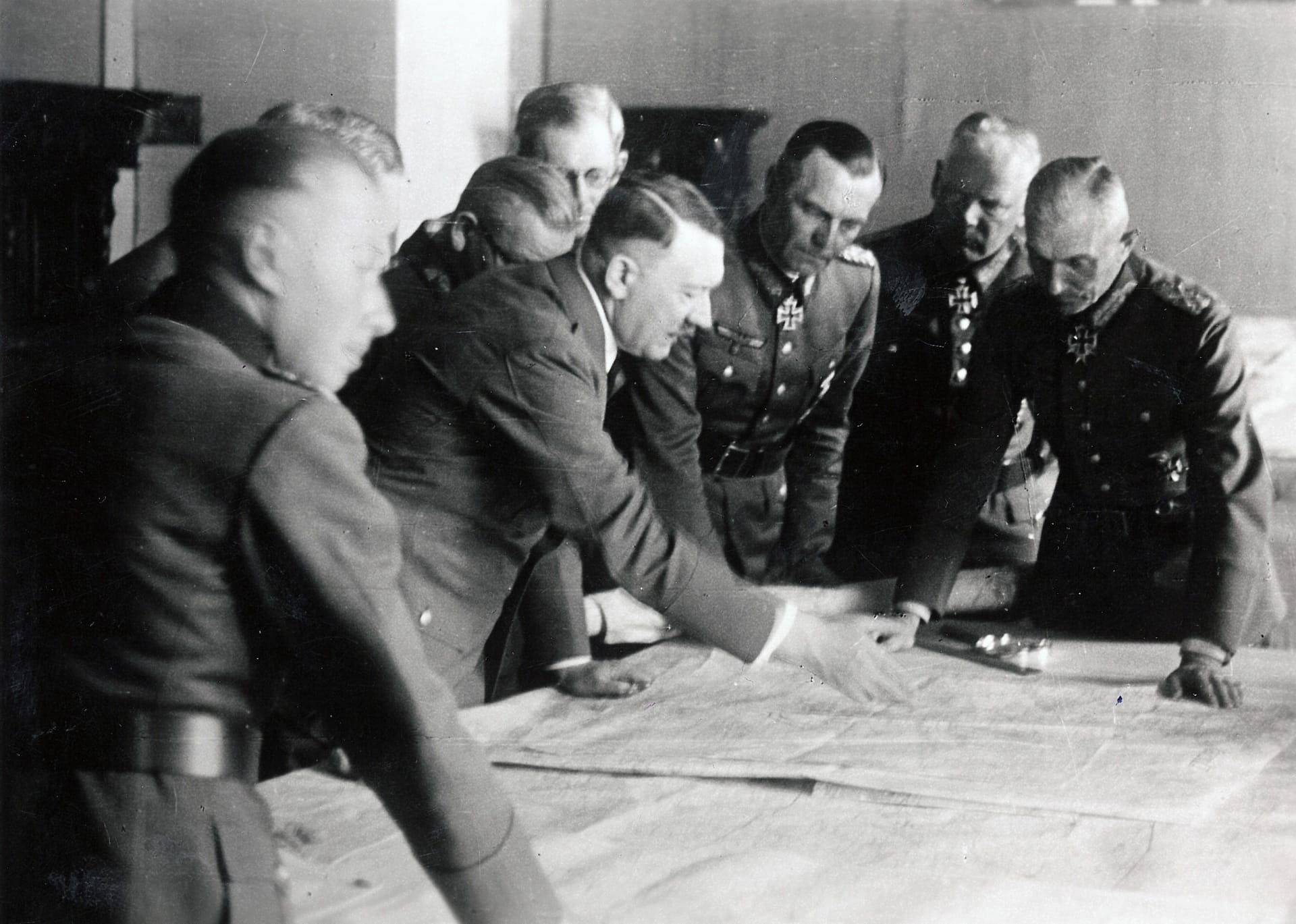
作戦指揮を行うヒトラー（1942年）

同年には東部戦線での春季攻勢が計画され、参謀本部は「ジークフリート計画」を提出した。しかしヒトラーはこの計画を修正し、主作戦に当たる部分は自ら書き替え、ヴォロネジとスターリングラードの攻略を主眼とするブラウ作戦を命令した。4月26日にはドイツにおける最後の国会が開会され、ヒトラーには既存の権利や法によらず処罰や解任を行う権利があることを承認する決議が採択された。
ブラウ作戦は当初順調に進んだものの、スターリングラードの攻略に失敗、ドイツ軍は守勢に転換せざるを得なくなった上に第6軍が包囲される事態となった（スターリングラード攻防戦）。ヒトラーは撤退や降伏も許さず、「ドイツ陸軍史上、降伏した元帥はいない」という理由で第6軍司令官の大将フリードリヒ・パウルスを元帥に昇格させ、暗に自決を求めた。しかしパウルスは1943年1月31日に降伏し、ヒトラーを激怒させた。また北アフリカ戦線においてはエル・アラメインの戦いやトーチ作戦などでの敗北により、枢軸国の勢力は一掃された。戦局の退勢が明らかになったことで、国内におけるヒトラー崇拝にも陰りが見え始めた。

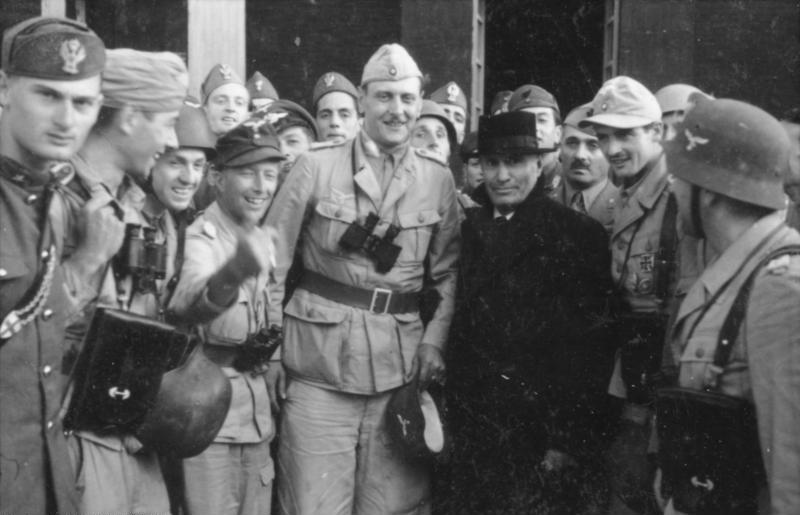
救出されたムッソリーニとオットー・スコルツェニー（1943年9月）

1943年にはクルスクで突出したソ連軍を包囲する「ツィタデレ作戦」が計画されたが、ヒトラーはこの計画を何度も延期させ、攻勢開始は7月までずれ込んだ。7月5日から開始されたこの攻撃（クルスクの戦い）は激戦となったが、7月13日に作戦の中止を命令した。7月10日、シチリア島に連合軍が上陸（ハスキー作戦）したことで、イタリアの政治情勢が不安定となったという報告を受けており、ヒトラーはその情勢に気を取られていた。また赤軍に与えた損害を過大評価していたことや、開発中の弾道ミサイル（V2ロケット）や電動Uボート（UボートXXI型）などの新兵器によって、翌年にはドイツ軍の圧倒的な優位が保たれると考えていた。
7月25日にムッソリーニが失脚、その後9月8日にバドリオ政権が休戦を発表し（イタリアの降伏）、連合国軍はイタリア本土に上陸した。しかし9月12日にオットー・スコルツェニー率いる特殊部隊によりムッソリーニを救出し（グラン・サッソ襲撃）、ドイツが支配下に置いた北イタリアに、ムッソリーニを首班とするイタリア社会共和国を成立させた。こうして南部の連合軍と北部の枢軸軍によるイタリア戦線が形成された。
連合軍によるドイツへの戦略爆撃（ドイツ本土空襲）が激しくなると、ヒトラーはドイツ上空から爆撃機が去ったことが確認されるまで眠ろうとしなかった。スターリングラードの敗戦以後は好きな音楽を聴くことも止め、側近に同じような話を連日連夜語るようになった。この頃には日本軍も完全に守勢に回るようになったこともあってヒトラーの不眠症は激しくなり、健康状態はますます悪化した。

#### 暗殺未遂事件

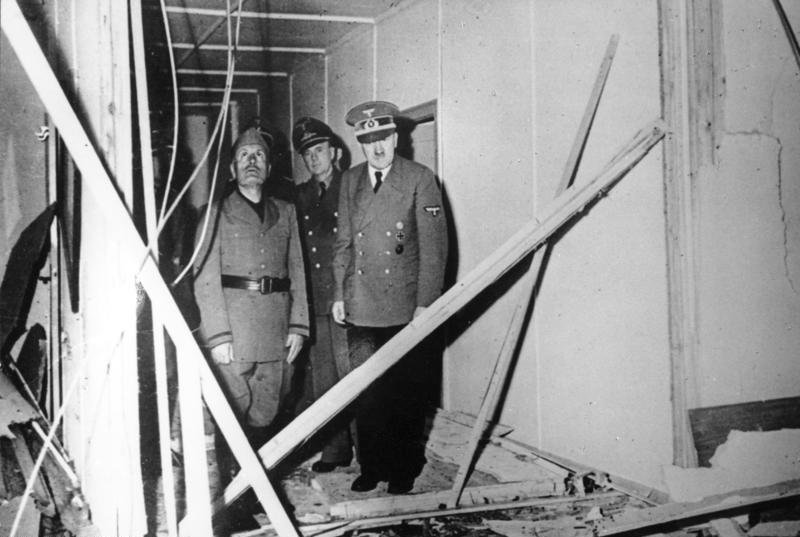
暗殺未遂事件現場をムッソリーニと訪れたヒトラー（1944年7月）

1944年6月、西部でノルマンディー上陸作戦が成功し、東部では赤軍の大攻勢（バグラチオン作戦）により中央軍集団が壊滅、第二戦線が確立し、ドイツは挟み撃ちにされる格好となった。
7月20日、陸軍の大佐クラウス・フォン・シュタウフェンベルクが仕掛けた爆弾による暗殺未遂事件が起こり、数人の側近が死亡、参席者全員が負傷したが、ヒトラーは奇跡的に軽傷で済んだ。事件直後に暗殺計画関係者の追及を行い、処罰を行った人数は、死刑となった海軍大将ヴィルヘルム・カナリス（国防軍情報部長）、元帥エルヴィン・フォン・ヴィッツレーベン、上級大将フリードリヒ・フロムをはじめ4,000名に及んだ。また、かつては英雄視された元帥エルヴィン・ロンメルも、関わりを疑われて自殺を強要された。ヒトラーが奇跡的に死を免れたことは、彼が特別な能力を持っている証拠であるとされ、国民のヒトラーに対する忠誠心もやや持ち直した。しかし、爆発のショックで極度の人間不信に陥ったと言われており、心身共に健康状態が更に悪化していった。
ドイツ軍は必死の抵抗を続けるも、連合軍は着実に北フランスの各都市を解放し、8月には遂にパリに迫った。この際にヒトラーは「パリは燃えているか？」と部下に何度も質問し、どんな手段を使ってもパリを廃墟にするよう命じたが、守備隊司令官ディートリヒ・フォン・コルティッツ大将は従わずに明け渡し、パリは4年ぶりに解放された。
その後、ヴィシー政権や東欧の同盟国は次々に脱落し、ドイツ軍は完全に敗勢に陥った。特にプロイエシュティ油田を抱えるルーマニアの脱落はドイツの石油供給を逼迫させた。労働力も不足に陥り、国内の秘密工場で働かせるために、東方の収容所やハンガリーのユダヤ人が移送され、多くの犠牲者が出た。
秋の終わりに西部戦線の連合軍がライン川西岸に迫ると、ヒトラーは大きな賭けに出ることを決断し、アルデンヌからアントワープまでドイツ軍を突進させ、連合軍の補給を断つ作戦を自ら立案した。米英軍に大きな打撃を与えれば、戦争の休戦とドイツ軍に対する援助を行い、独英米対ソ連の「東西戦争」が発生すると確信していた。ヒトラーは作戦の準備と声帯ポリープの手術のため、11月20日にヴォルフスシャンツェからベルリンの総統官邸に移った。
12月16日に開始されるドイツ軍の反攻作戦「ラインの守り」のため、ヒトラーは12月11日にフランス国境近くに設置されたアドラーホルスト総統指揮所に移った。作戦は当初成功し、連合国軍を一時的に大きく押し戻した。しかし、天候が回復すると空軍の支援を受けた連合軍に圧倒され、戦線に一時的に大きな突出部を作るに留まった。こうしてヒトラーの無謀な賭けは、ドイツ軍最後の予備兵力・資材をいたずらに損耗する結果となった（バルジの戦い）。

#### 敗戦

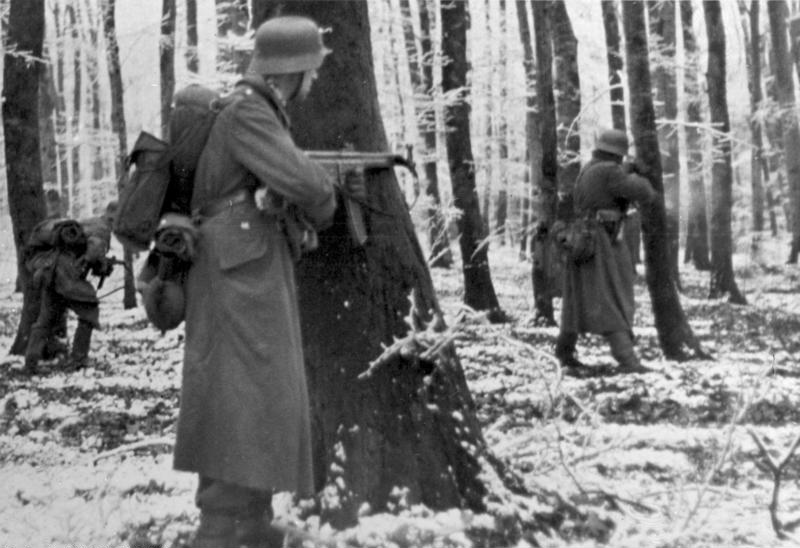
アルデンヌ攻勢で戦うドイツ兵

1945年1月から赤軍はヴィスワ＝オーデル攻勢を開始した。これを受けてヒトラーは、1月15日にベルリンの総統官邸に戻ったが有効な手は打てず、2月にはドイツ軍がオーデル川のほとりまで押し込まれた。同月にドイツ軍を作戦開始地点より東まで押し戻した米英軍は、3月にライン川を突破した（レマーゲン鉄橋）。またハンガリー戦線も危機的になり、領内の油田失陥の可能性が高まった。3月15日よりブダペストの奪還と油田の安全確保のため「春の目覚め作戦」を行うが、またしても無謀な命令を連発したために失敗し、ただでさえ消耗しきった戦力は更に減退した。ヒトラーは1月から総統地下壕で生活するようになり、3月頃からラジオ演説も止め、ほとんど庭に出ることもなくなった。視力や脚力も衰え、支え無しに30歩以上歩くことも困難になった。この頃になると利害が異なる各官庁からの意見調整もままならず、3週間の間に全く方針が異なる総統命令を出す有様であった。

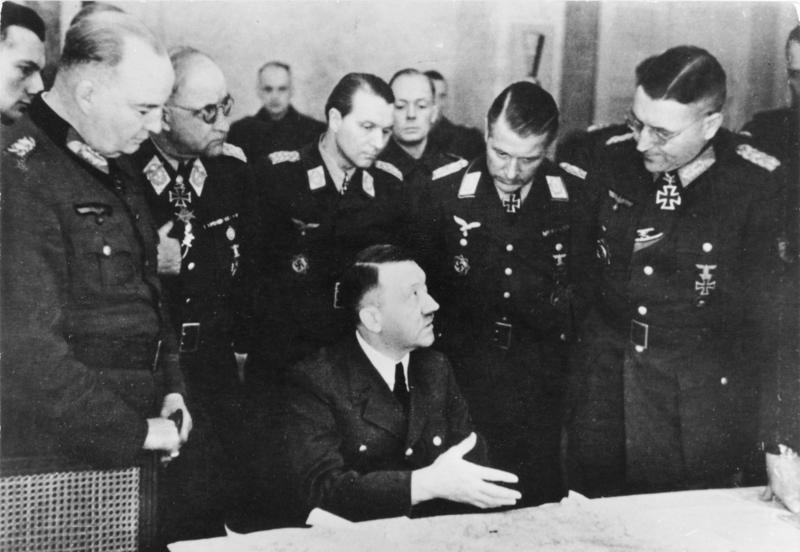
ヒトラー最後の前線訪問。 ヒトラーの後ろに立つ左から右へ：ヴィルヘルム・ベルリン砲兵大将、ロベルト・フォン・グライム上級大将、フランツ・ロイス少将、ホブ・オデブレヒト対空砲兵大将、テオドール・ブッセ歩兵大将。（1945年3月3日）

3月19日、ヒトラーは連合軍に利用されうるドイツ国内の生産施設を全て破壊するよう命ずる「ネロ指令」を発したが、戦後の国民生活に差し障ると軍需大臣のアルベルト・シュペーアに反対された。しかしヒトラーは「戦争に負ければ国民もおしまいだ。（中略）なぜなら我が国民は弱者であることが証明され、未来はより強力な東方国家（ソ連）に属するからだ。いずれにしろ優秀な人間はすでに死んでしまったから、この戦争の後に生き残るのは劣った人間だけだろう。」と述べ、国民を顧みることはなかった。結局シュペーアはこの命令を無視し、焦土作戦はほとんど実行されなかった。
4月16日、東部の最後の防衛戦を突破した赤軍はベルリンに向かった（ベルリンの戦い）。側近や高官はヒトラーに避難を勧めたが、彼は拒絶した。4月20日、56歳の誕生日を祝うために、軍とナチ党の高官が総統官邸に集まった。この日開催された軍事会議で、連合軍によってドイツが南北に分断された場合に備え、北部を海軍元帥カール・デーニッツが指揮することになったが、南部の指揮権は明示されなかった。また、各種政府機関も即時ベルリンを退去することが決まり、ゲーリングら主要な幹部も立ち去っていった。この頃になると親衛隊すら信用できなくなり、「全員が私をあざむいた。誰も私に真実を話さなかった」と言うほどであった。

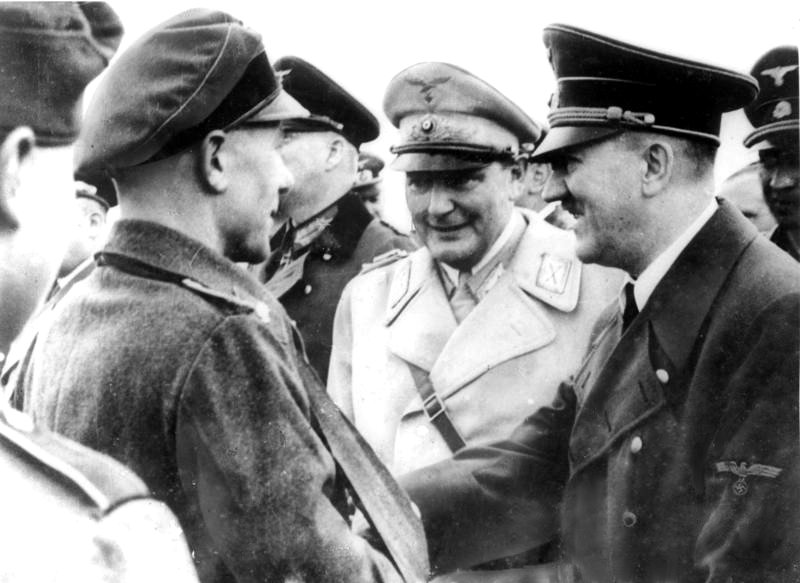
部隊を視察するヒトラーとゲーリング（1945年4月）

赤軍はベルリン市内に砲撃を加え、じりじりと迫ってきた。ヒトラーはなおもベルリンの門前で大打撃を与え、戦局が劇的に変わると言い続けていた。しかし4月22日の作戦会議で、ヒトラーはついに「戦争は負けだ」と語り、ベルリンで死ぬと宣言した。しかしその後は態度を変化させ、再び指揮を執り始めた。しかしこれを受けて4月23日には、総統地下壕を脱出したカール・コラー空軍参謀総長が、国防軍最高司令部作戦部長アルフレート・ヨードル上級大将の伝言を携えゲーリングの元を訪れる。ヨードルの伝言は「総統が自決する意志を固め、連合軍との交渉はゲーリングが適任だと言った」という内容だった。ゲーリングは不仲であったボルマンの工作を疑い、総統地下壕に1941年の総統布告に基づく権限委譲の確認を求めた電報を送る。電報を受け取ったボルマンは、「ゲーリングに反逆の意図がある」とヒトラーに告げた。これに激怒したヒトラーは、ゲーリングの逮捕と全官職からの解任、そして別荘への監禁を命じた。しかしシュペーアによると、この2時間後にヒトラーは「よろしい、ゲーリングに交渉をさせよう」とつぶやいたという。早期の降伏を考えていたシュペーアは、ゲーリングが降伏責任者となれば交渉で時間稼ぎをすると考え、飛行機に乗って連合軍と交渉しようとした際に備えて撃墜命令を出していた。

### 死

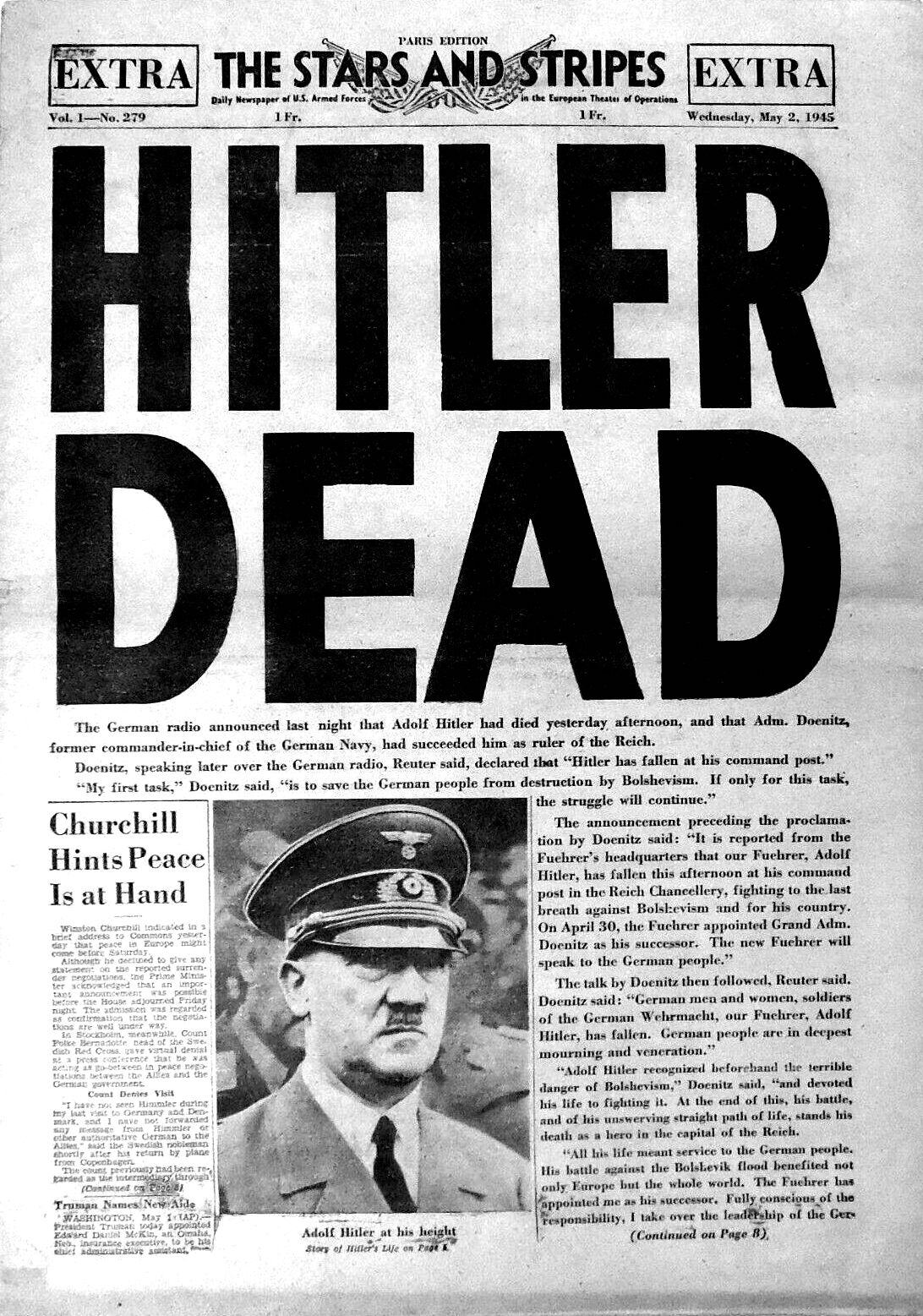
ヒトラーの死を伝える『星条旗新聞』号外

4月23日、赤軍がベルリン市内に突入した（ベルリン市街戦）。4月29日、親衛隊全国指導者ヒムラーが独断で英米に対し降伏を申し出たことがBBCで放送され、ヒトラーは激怒し、彼を全官職から解任するとともに、その逮捕命令が出されたが、もはやその執行すらできない状態であった。
ヒムラーの裏切りに最後の打撃を受け、終末が近づいたことを悟ったヒトラーは、個人的、政治的遺書の口述を行った。後者の中で戦争はユダヤ人に責任があるとした。そして大統領兼国防軍最高司令官にカール・デーニッツ海軍元帥、首相にゲッベルス、ナチ党担当大臣にボルマンをそれぞれ指名した。さらに「国際ユダヤ人」に対する抵抗の継続を訴えた。
個人的遺書では恋人エヴァ・ブラウンとの結婚と、自殺後に遺体を焼却することを希望した。この遺書をタイプした秘書トラウドル・ユンゲにヒトラーは「ドイツ人は私の運動（ナチズム）に値しないことを自ら証明した」と語り、自らの政治活動が終焉したことを認めた。
遺書をタイプした後の午前2時、エヴァと結婚式を挙げた。そして4月30日、毒薬の効果を確かめるため愛犬ブロンディを毒殺した後、午後3時にエヴァと共に自室に入り、自殺した。56歳没。
自殺の際ヒトラーは拳銃を用い（青酸カリを併用したとする説もある）、エヴァは毒を仰いだ。遺体が連合軍の手に渡るのを恐れ、140リットルのガソリンがかけられ焼却された。焼け残った遺体は後に赤軍が回収し、検死もソ連側の医師のみによるものだったこと、また側近らの証言も曖昧で矛盾したものが多かった為、長い間ヒトラーの死の詳細は西側諸国には伝わらなかった。これらのことが後年「ヒトラー生存説」が唱えられる原因となった。
ソ連によりヒトラーの死体は秘密裏に埋められたが、1970年に掘り起こされ、完全に焼却されたあとにエルベ川に散骨された。これらの情報は、冷戦終結後の1992年に旧ソ連のKGBと、後継組織であるロシアのFSBに保管されていた記録が公開されたことによって明らかになった。

## 略年表
- 1889年（0歳）：オーストリア・ハンガリー帝国のブラウナウ地方でバイエルン人の税関吏アロイス・ヒトラーの4男として生まれる。
- 1895年（6歳）：父アロイスの農業事業のためにバイエルン王国パッサウ地方に移住。
- 1897年（8歳）：父の事業が失敗し、一家はオーストリアへ戻る。アロイスとヒトラーとの諍いが始まる。
- 1900年（11歳）：小学校を卒業。大学予備課程（ギムナジウム）には進めず、リンツの実技学校（リアルシューレ）に入学する。
- 1901年（12歳）：二年生への進級試験に失敗、留年。
- 1903年（14歳）：アロイス病没。リンツ実技学校中退。
- 1904年（15歳）：シュタイアー実技学校入学。
- 1905年（16歳）：シュタイアー実技学校中退。以後、正規教育は受けず。
- 1906年（17歳）：遺族年金の一部を母から援助されてウィーン美術アカデミーを受験するも不合格。以降、下宿生活を続ける。
- 1908年（19歳）：アカデミー受験を断念。下宿生活を終えて住居を転々とする。
- 1909年（20歳）：住所不定の浮浪者として警察に補導される。独身者向けの公営住宅に入居。
- 1911年（22歳）：遺族年金を妹に譲るように一族から非難され、仕送りが止まる。水彩の絵葉書売りなどで生計を立てる。
- 1913年（24歳）：オーストリア軍への兵役回避の為に国外逃亡。翌年に強制送還されるが「不適合」として徴兵されず。
- 1914年（25歳）：第一次世界大戦にドイツ帝国が参戦するとバイエルン軍に義勇兵として志願。
- 1918年（29歳）：マスタードガスによる一時失明とヒステリーにより野戦病院に収監、入院中に第一次世界大戦が終結する。最終階級は伍長勤務上等兵。
- 1919年（30歳）：革命中のバイエルンでレーテに参加し、大隊の評議員となる。革命政権崩壊後、ミュンヘンを占領した政府軍に軍属諜報員として雇用され、ドイツ労働者党への潜入調査を担当する。
- 1920年（31歳）：ドイツ労働者党の活動に傾倒し、軍を除隊。党は国家社会主義ドイツ労働者党に改名される。
- 1921年（32歳）：党内抗争で初代党首アントン・ドレクスラーを失脚させ、第一議長に就任する。Führer（フューラー）の呼称がこの頃から始まる。
- 1923年（34歳）：ベニート・ムッソリーニのローマ進軍に触発されてミュンヘン一揆を起こすが失敗。警察に逮捕される。
- 1924年（35歳）：禁錮5年の判決を受けてランツベルク要塞刑務所に収監。12月20日、仮釈放される。
- 1926年（37歳）：『我が闘争』出版。党内左派の勢力を弾圧し、指導者原理による党内運営を確立（バンベルク会議）。
- 1928年（39歳）：ナチ党としての最初の国政選挙。12の国会議席を獲得。
- 1930年（41歳）：ナチ党が第二党に躍進。
- 1932年（43歳）：ドイツ国籍を取得。大統領選に出馬、決選投票でヒンデンブルクに敗北して落選。しかし国会選挙では第一党に躍進してさらに影響力を高める。
- 1933年（44歳）：大統領ヒンデンブルクから首相指名を受ける。全権委任法制定、一党独裁体制を確立。
- 1934年（45歳）：突撃隊幹部を粛清して独裁体制を強化（長いナイフの夜）。ヒンデンブルク病没。大統領の職能を継承し、国家元首となる（総統）。
- 1936年（47歳）：非武装地帯であったラインラントに軍を進駐させる（ラインラント進駐）。ベルリンオリンピック開催。
- 1938年（49歳）：オーストリアを武力恫喝し、併合する（アンシュルス）。ウィーンに凱旋。ミュンヘン会談でズデーテン地方を獲得。
- 1939年（50歳）：チェコスロバキアへ武力恫喝、チェコを保護領に、スロバキアを保護国化（チェコスロバキア併合）。同年に独ソ不可侵協定を締結、ポーランド侵攻を開始、第二次世界大戦が勃発する。以降大半を各地の総統大本営で過ごす。
- 1940年（51歳）：ドイツ軍がノルウェー、デンマーク、オランダ、ベルギー、ルクセンブルク、フランスに侵攻。フランス降伏後、パリを訪れる。
- 1941年（52歳）：ソビエト連邦に侵攻を開始（独ソ戦）。年末には日本に追随してアメリカに宣戦布告。
- 1943年（54歳）：スターリングラードの戦いで大敗。また連合軍が北アフリカ、南欧に攻撃を開始、イタリアが降伏する。
- 1944年（55歳）：ソ連軍の一大反攻（バグラチオン作戦）により東部戦線が崩壊、連合軍が北フランスに大規模部隊を上陸させる（ノルマンディー上陸作戦）。7月20日、自身に対する暗殺未遂事件によって負傷。
- 1945年（56歳）：エヴァ・ブラウンと結婚。ベルリン内の総統地下壕内で自殺。

## 思想

### 反ユダヤ主義
本人の著作や発言等から、ヒトラーは少年時から様々な反ユダヤ主義に影響された「生粋のアーリア人至上主義者」と見なされている。ヨーロッパ全体に広がっていた差別意識を発見し政治的に活用したとされるが、ヒトラー個人と付き合いがあった人々の証言からはヒトラーがいつそのような差別意識を身につけたのか判断するのは難しいとしている。
ヒトラーが幼い頃に母親と通った質屋の主人がユダヤ人であり、その主人がヒトラー親子の品を安値でしか買い取ってくれず、そのためヒトラーはユダヤ人に対して不信感を抱くようになったという俗説もあるが、父の恩給を受給していたヒトラー一家が経済的に困窮していた事実はない。この頃ヒトラーの母親を治療した医師エドゥアルド・ブロッホはユダヤ人であった。ブロッホは後にユダヤ人迫害が開始された後も「名誉アーリア人」として手厚く保護され、その後外国に解放されたという。ヒトラーは自分が恩義を受けた相手にはユダヤ人であっても例外的に扱ったのではないかという指摘もある。このような待遇を受けた人物としては、第一次世界大戦下でヒトラーの叙勲を推薦した上官エルンスト・モーリッツ・ヘスや、ヒトラー山荘に勤務した料理人マレーネ・フォン・エクスナー、演説時のボディ・ランゲージを指導を受けた占星術師エリック・ヤン・ハヌッセンなどがいる。エルンスト・モーリッツ・ヘスはナチ党政権掌握後、ナチス政府に迫害を受けていたが、ヒトラーに迫害の中止を訴え、待遇が改善されている。しかし1941年には強制収容所に送られたが、エルンスト・モーリッツ・ヘスは収容所を生き延び、1983年にフランクフルトで93歳で死去した。エクスナー夫人はヒトラーお気に入りの調理人であったが、ボルマンの調査によってユダヤ系の血が入っていたことが発覚し、ヒトラーは彼女を解雇する代わりに彼女と家族に「名誉アーリア人」待遇を与えた。また、ナチス政権下で、「名誉アーリア人」として航空省次官となったエアハルト・ミルヒの父親はユダヤ人であったという説がある。ドイツ海軍提督で活躍し、ヒトラーから柏葉付騎士十字章を授与されたベルンハルト・ロッゲもユダヤ系であった。
ヒトラー自身も言っていたように、ウィーン生活を送る1910年夏頃に反ユダヤ主義的思想を固めたと見られている。ウィーン時代の友人にユダヤ人がいたとされている。警察にも記録されているその友人との金銭トラブルがヒトラーに大きな影響を与えたという説を唱える者もある。また、ヒトラーの友人であったクビツェクはウィーンで同居していた頃、すでに反ユダヤ的思想を持っていたと証言している。それ以降にヒトラーと関係があったユダヤ人には、第一次世界大戦後にヒトラーがミュンヘンで住んだアパートの管理人がいる。ヒトラーは管理人が作った食事を食べながら党幹部と打ち合わせを度々行っていたが、党勢の拡大とともにヒトラーはアパートを引き払った。
いずれにせよ、入党後の1920年8月23日には『ホーフブロイハウス』で「ユダヤ人は寄生動物であり、彼らを殺す以外にはその被害から逃れる方法はない」と演説するほどの確固たる反ユダヤ主義者となっていた。一方でユダヤ人のブロニスラフ・フーベルマンやアルトゥル・シュナーベルのレコードを所持していた。
ヒトラーは「いったい、なぜドイツがかくも衰退したのであろうか？それは敵国とユダヤ人がドイツに対して仕掛けた世界大戦にまき込まれて、敗北したからである。ドイツ革命はユダヤ人と犯罪人とが起こしたものだ。ベルサイユ条約はドイツを永遠に奴隷化するための機構だ」と演説している。

### 著作

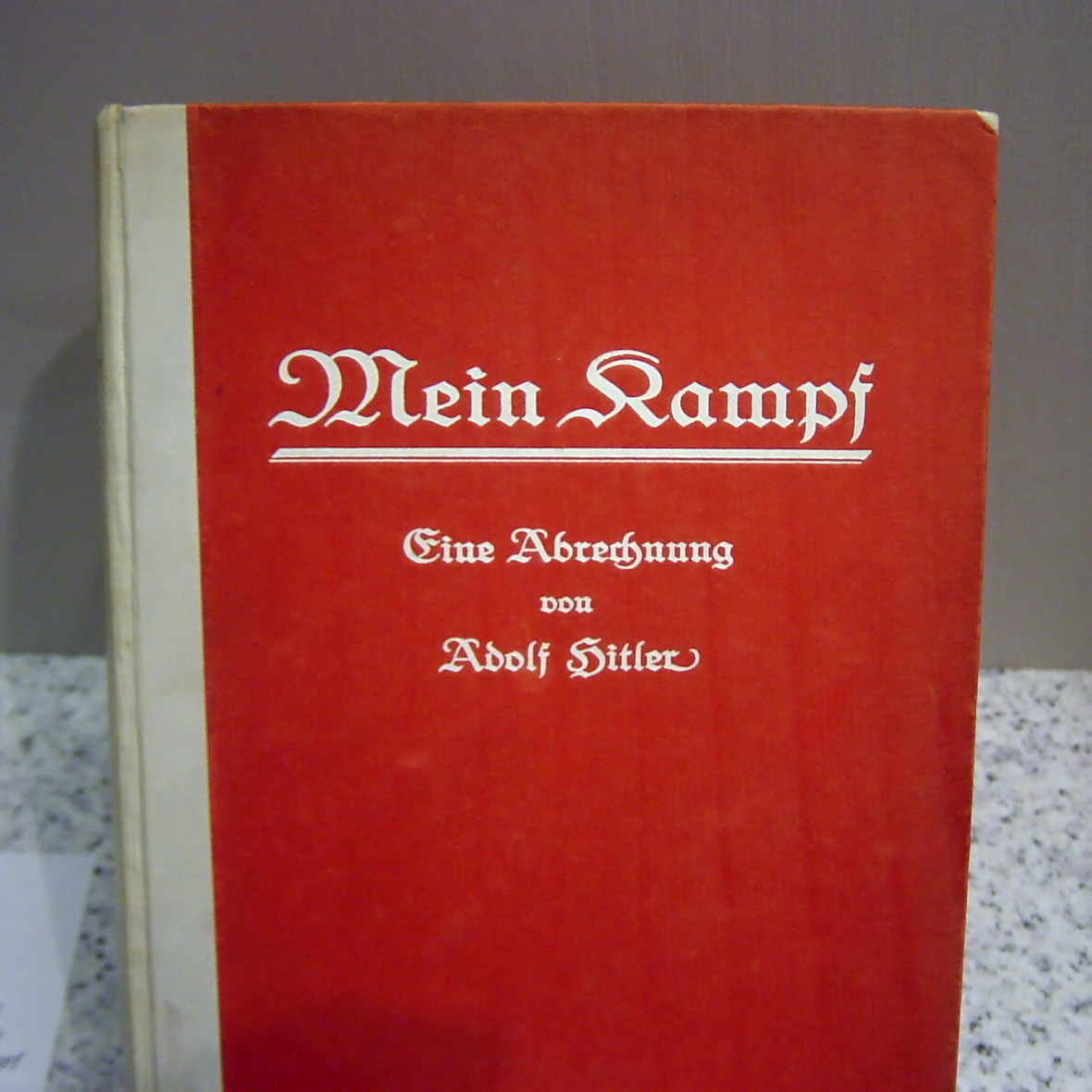
わが闘争初版本。1925年発行

ナチズムの聖典というべきヒトラーの著書『我が闘争』は、ナチ党政権時代のドイツで聖書と同じくらいの部数が発行されたともいわれている。その内容は自らの半生と世界観を語った第1部「民族主義的世界観」と、今後の政策方針を示した第2部「国民社会主義運動」の2つに分かれる。この中でヒトラーは「アーリア民族の人種的優越、東方における生存圏の獲得」を説いている。
近代ドイツ最大の哲学者ニーチェの著作である『権力への意志』の影響が強く見られ、ヒトラーの思想を、「力こそが全て」というニーチェの書からの誤読、もしくは自分なりに解釈し直しているのではないかと指摘されることが多い。ナチス政権時の発行数からは「ナチス公認の最重要文献」として扱われていたことが窺える。しかしヒトラーは後に「わが闘争は古い本だ。私はあんな昔から多くのことを決め付けすぎていた」と語っている。またハンス・フランクには「結局私は物書きではなかった」「思想は書くことによって私から逃げ出してしまった」「もしも私が、1924年にやがて首相になることを知っていたら、私はあの本を書かなかっただろう」と語っている。
1928年には、マックス・アマンに口述して執筆した第二の著作が完成した。しかし、生前のヒトラーは「ヒトラー第二の書」（続・我が闘争）と呼ばれるこの本の公表を許さず、刊行されたのは戦後になってからである。
「現在のドイツでは『わが闘争』は民衆扇動罪による発禁本のリストの中に入っている」とよく誤解されるが、実際の理由は、著作権と出版権を委ねられているバイエルン州政府がどの出版社にも著作権を渡さないことにあった。しかし保護期間は出版から90年の2015年までのため、2016年以降は出版は自由となり、歴史的意義に鑑み、注釈付きで刊行されている。
ヒトラー自身の思想を伝える物は、公の場で行われた演説、政治的文書のほかには関係者による記録が存在する。「ヒトラーのテーブル・トーク」と呼ばれる物は、1941年から1944年にかけてヒトラーが私的な場で語ったものを、マルティン・ボルマンの命令によって記録したものである。このほかにボルマンが書き留めたとされる、1945年2月と4月のヒトラーの談話が存在する（ボルマンメモ）。ただしこの文書は、ヒュー・トレヴァー＝ローパーやアンドレ・フランソワ＝ポンセが支持したものの、ドイツ語による原文が発見されておらず、イアン・カーショーなど複数の歴史家はきわめて疑わしいと考えている。
他に、幹部であったシュペーア、ヘルマン・ラウシュニング、エルンスト・ハンフシュテングル、側近である秘書のトラウデル・ユンゲや護衛兵であったローフス・ミシュなどがヒトラーの言動を記した著書を残している。

### 哲人総統・哲人王
「第三帝国」とはそもそも哲学・神学上の概念であり、物質的世界と精神的世界とを統一した「理想的な人間社会」を指す。社会哲学者イヴォンヌ・シェラットの学術書『ヒトラーの哲学者たち　Hitler's Philosophers』によると、第三帝国ナチス・ドイツは様々な形で哲学者たちと相互協力しており、ヒトラー自身も「哲人総統」、「哲人指導者」を自認して活動していた。
例えばヒトラーは1924年、ランツベルク刑務所の中で『我が闘争』の原稿執筆時に
と記している。ヒトラーいわく、哲学思想的に「新たな地質時代が到来すれば、地球の構造はすべて変わる」のであり、それは「平原」や「大洋」の新生も含む。「同じようにヨーロッパ全土の社会秩序もまた激しい爆発と崩壊に見舞われて、根こそぎにされることだろう」。同年に自分が刑務所から出所した場面について、ヒトラーは
と述べている。ヒトラーは古代ギリシア哲学やドイツロマン主義哲学を自らの指針としており、ニーチェを真似て「ギリシア精神の本質を告げ知らせるもの、それがギリシアの芸術なのだ」などと述べていた。ヒトラーの思想は、社会哲学者かつ動物学者であるエルンスト・ヘッケルのそれに酷似しているという指摘もあり、例えば以下の学説がある。
「ヒトラーの歴史、政治、宗教、キリスト教信仰、自然、優生学、科学、美術、進化などに関する観方はごたまぜ状態、情報源は多様なのだが、ヘッケルの観方とほとんど一致し、何度もまったく同じ言葉で表現されていた」。
ヘッケルは古代ギリシア文化を重視しており、「社会進化論」や優生思想の代表的な提唱者としてナチズムに影響した。彼は「自然が神なのだ」と強く主張し、適者生存においてアーリア人種こそが最高で自然な適者だとした。彼が言うには、古代ギリシアの軍事国家スパルタは「完璧なまでに健康で強い子供たち」以外を──つまり病気や障害のある子供を──抹殺することで、スパルタ人は「継続的に優れた強さと活力」を維持していたのであり、この慣習は手本にされるべきである。このような間引きは「殺される側の子供にも、殺す側の共同体にも利益のある行為」だという。
ヒトラーはドイツ思想やドイツ観念論からも多大に影響されており、1925年2月27日にミュンヘンの飲食店（ビアホール）で演説した際は、そうした哲学を自己流に要約していた。以下はその例である。
- 将来の人々は「私〔ヒトラー〕が預言者であり、未来への進展に向け、たったひとつの可能な道を示していた」と知るだろう。（ニーチェの預言者概念が元）[259]
- 「歴史に内在する力」。「歴史上、思想という点でも行動という点でも、これ〔ナチス〕ほど統一ある形を取ったことはなかったのだ」。（ヘーゲル哲学が元）[260]
- 「ドイツにこの力強い団体〔ナチス〕が生まれること、それは運動、理念の勝利であり、奇跡なのだ」。（ドイツ観念論の《世界史を活性化させる唯一の理念》が元）[261]

21世紀でも哲学における「スター」のような学者と見なされているマルティン・ハイデガーは、ヒトラーを理想的な存在として描いていた。ナチ党員としてフライブルク大学新総長となったハイデガーは1933年5月27日、古代ギリシア哲学（プラトンの『国家』）を元に、ナチズムを讃えて以下の演説を行った。
この演説からまもなくハイデガーは、自分が熱烈に「大学の画一化」を進めているという電報をヒトラーへ送った。その後ヒトラーは、「非アーリア人」を大学と公職から排除する「バーデン令」を命じ、ハイデガーはそれを実行した。

### 宗教観
ヒトラーは表面上こそキリスト教徒であるとしていたが、教会に対してはナチズムに従順な「積極的キリスト教」の立場を望んでいた。またイエス・キリストは処女懐胎のためユダヤ人の血に染まっていないとし、彼の生涯をユダヤ人との戦いと捉え、「キリストが始めたが完成できなかった仕事を、わたしが―アドルフ・ヒトラーが―実現させるのだ」と唱えた。また内々の談話では「聖書がドイツ語に翻訳されたのはドイツ人にとっての不幸」「ローマ帝国が滅んだのはフン族やゲルマン民族のせいではなくキリスト教のせいである」等とキリスト教や聖職者を批判する発言をしていた。ただしヒトラーは無神論者ではなく、自然の中に全能の存在がいると語っていた。
エリック・ヤン・ハヌッセンを専属の占い師としているなど、オカルトに傾倒していたという説がある。

### 対日本観

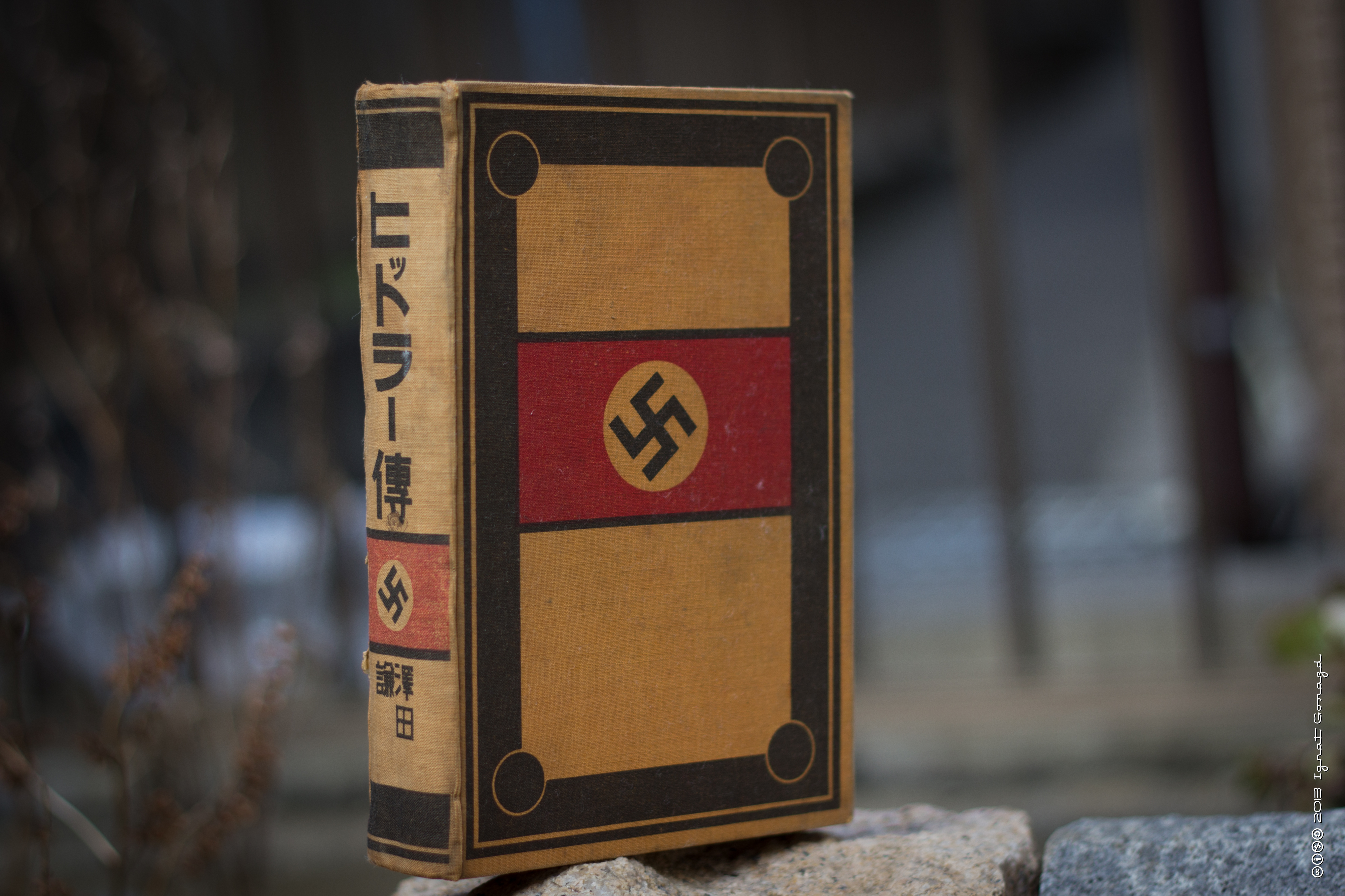
沢田謙『ヒットラー傳』

ヒトラーは『わが闘争』の中で、日本人について、「文化的には創造性を欠いた民族である」としている。『わが闘争』を原文で読んだ井上成美は「ヒトラーは日本人を想像力の欠如した劣等民族、ただしドイツの手先として使うなら小器用・小利口で役に立つ存在と見ている」として、ヒトラーやナチズムの根底には強固な反日主義・差別主義があると主張している。
しかし篠原正瑛は「心を落ちつけてよく含味してみると、ヒトラーの「日本民族の文化的能力」批判はまことに正鵠を得たものであり、理性的な、公正な論理の上に立っていると思う。当時、少数ではあったが、そのことをはっきりと指摘した日本の知識人もいた。」と語っている。
ヒトラーの遺言が記されたボルマンメモの1945年2月18日付には、「われわれにとって日本は、いかなる時も友人であり、そして盟邦でいてくれるであろう。この戦争の中でわれわれは、日本を高く評価するとともに、いよいよますます尊敬することをまなんだ。この共同のたたかいを通して、日本とわれわれとの関係は更に密接な、そして堅固なものとなるであろう。」と記述されている。
同じくボルマンメモの1945年2月13日付の記述では「私は、たとえば中国人あるいは日本人が人種として劣等などと思ったことは一度もない。 両方とも古い文化を持った国民であり、そして私としては、彼らの伝統の方がわれわれの それよりも優っていることを認めるのにやぶさかではない。彼らには、それを誇りに思うべき、りっぱな根拠がある。ちょうどわれわれが、われわれが属している文化圏に誇りをもっているように。それどころか私は、中国人や日本人が彼らの人種的な誇りを堅持していてくれればくれるほど、彼らと理解しあうことが私にとってますます容易になるとさえ信じている。」とある。
1945年4月2日付の記述では「わたしは、日本人と、中国人と、そしてイスラム諸国民とは、われわれにとって、たとえばフランスよりもつねに身近な存在であると確信している。しかもこのことは、ドイツ人とフランス人とのあいだに存在している血のつながりにもかかわらずである。」と記されている。
大日本帝国海軍によるマレー作戦と真珠湾攻撃の成功の報告を受けた際には「我々は戦争に負けるはずがない。我々は3000年間一度も負けたことのない味方ができたのだ」と語り対米宣戦を行い、当時の日本の快進撃を誇大発表と感じており、日本の発表を直接報道しない措置を承認している。『わが闘争』では、第一次世界大戦前のオーストリアを重視したドイツの外交政策を批判する際、日英同盟と日露戦争を引き合いに出し日本の外交政策を称賛している。
軍事面ではヒトラーが実権を握った後も遣独潜水艦作戦のような協力があり、レーダーなど最新技術の提供も行われている。
日本がドイツの最終的なライバルになるとの考えもしばしば口にしており、「近い将来、我々は東洋の覇者（日本）と対決しなければならない段階が来るだろう」とシュペーアたち側近に語っていたというエピソードがある。ポーランド侵攻直前にはイギリス大使ネヴィル・ヘンダーソンに対し、「大戦争が起きれば各国が共倒れになり、唯一の勝者が日本になる」と伝えている。
日独防共協定成立以降は、ヒトラーと多くの日本人が面会し、いずれもヒトラーが親日的であるという感想を持った。鳩山一郎は「彼の日本に対する憧憬は驚くべきものがある」とし、伍堂卓雄は「彼の日本に対する考え方は絶対的である」と捉え、駐独大使武者小路公共は「ヒトラーの日本贔屓は日露戦争の時からだ」と発言している。またヒトラーはポーランド戦役後大島浩大使に「貴国には『勝ってかぶとの緒を締めよ』という諺のあることを承知したが、これは誠に意味の深い言葉である。われわれは今こそ兜の緒を締めるべき時である」この日本の諺を好んで口にしている。
1939年にベルリンで開かれた「伯林日本古美術展」では、美術展を公式訪問したヒトラーが雪村の風濤図を含めた数点の美術品に深く興味を示したという報道が日本では行われたが、ドイツではヒトラーが興味を持った作品についてはほとんど報道されなかったことからも、ヒトラーの美術展訪問はあくまで儀礼的なものであったと安松みゆきは主張している。。
ヒトラーは「ユダヤ人は日本人こそが彼らの手の届かない相手だと見ている。日本人には鋭い直観が備わっており、さすがのユダヤ人も内から日本を攻撃できないということが分かっているのだ」と述べ、イギリスとアメリカが日本と和解すれば多大な利益を得られるが、その和解を妨害しているのがユダヤ人だと語っている。
日本人が「名誉アーリア人」としての扱いを受けたという説もあるが、帝国市民法などヒトラーが裁可した人種差別法では、日本人が明示的に厚遇を受けたわけではない。1934年に日本人が関わった事件の報道の際、人種法について触れないようにするという通達が行われたように、あくまで政治的配慮によって手心を加える範囲のものであった。また「我々ドイツ人は日本人に親近感など抱いてはいない。日本人は生活様式も文化もあまりにも違和感が大きすぎるからだ」とも述べている。

### ホロコースト

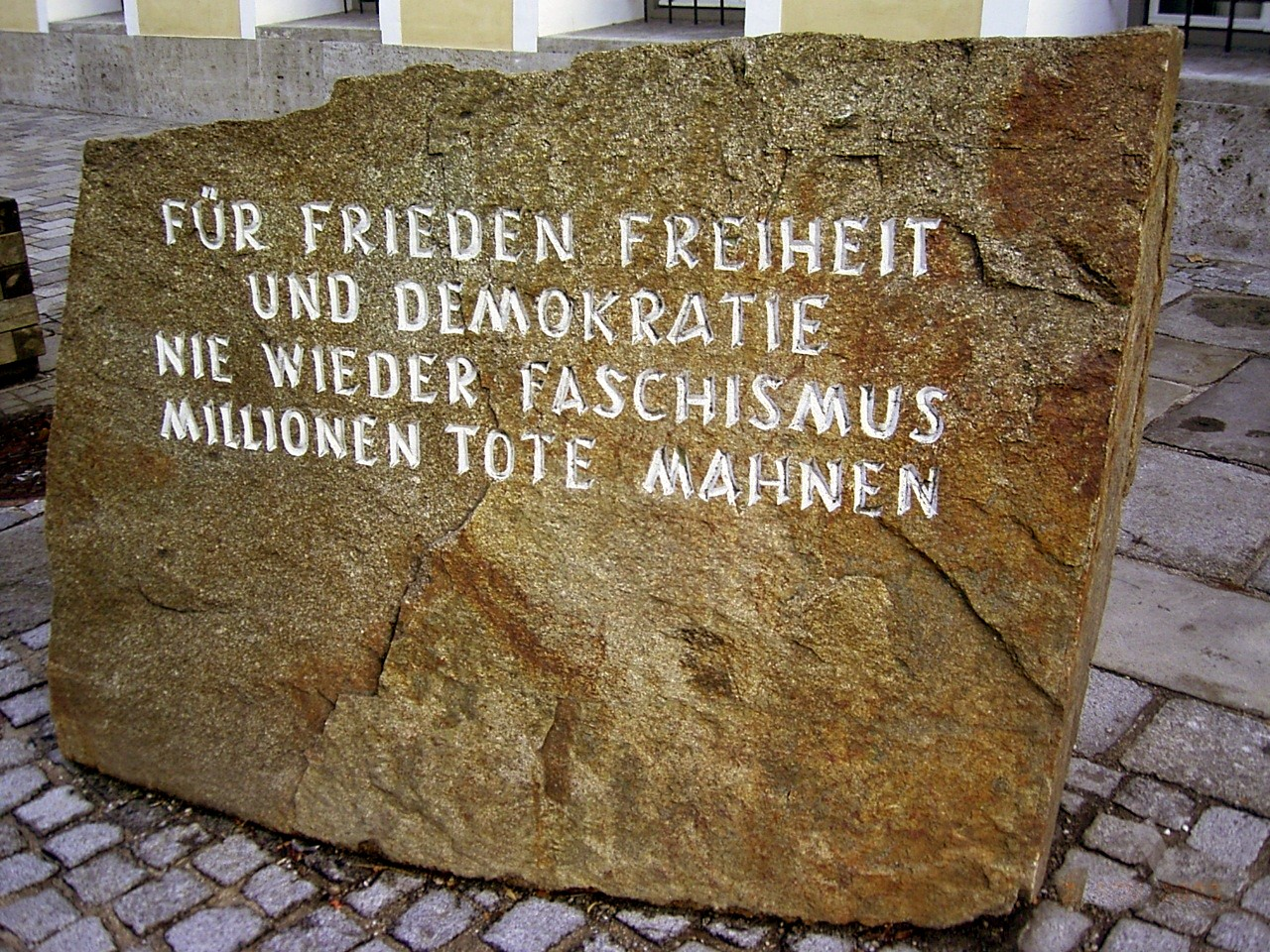
ヒトラーの生家の前の歩道に建てられた戦争とファシズムに反対する記念碑。「平和、自由、そして民主主義のため 二度とファシズムを繰り返すな 数百万人の死者は警告する」と刻まれている。石はマウトハウゼン強制収容所の採石場にあったものが使われている。

1940年にヒトラーは、ドイツ国内のユダヤ人をマダガスカルに移送させる計画（マダガスカル計画）を検討させた。これはドイツの影響下からユダヤ勢力を排除するための作戦であり絶滅作戦ではなかったが、戦局の悪化により移送は不可能になった。1942年1月にはドイツ国内や占領地区におけるユダヤ人の強制収容所への移送や強制収容所内での大量虐殺などの、いわゆるホロコーストの方針を決定づける「ヴァンゼー会議」が行われた。しかしながら、文章上では「絶滅」や「殺害」と言った直接的な語句は使われず、「追放」や「移民」と言った語句が最後まで使用された。
政権奪取以降、ユダヤ人迫害政策を指揮、指導していたヒトラー自身が、ユダヤ人絶滅自体を命じたという書類は現存していない。このため、ホロコーストの命令に関しては「ヒトラーが包括的・決定的・集中的な一回限りの絶滅命令を口頭で指令した」というジェラルド・フレミング、クリストファー・ブロウニングらの説、「正規の集中的絶滅命令は存在せず、軍政・民政・党・親衛隊の各部局が部分的絶滅政策を行った。ヒトラーはこれらの政策に同意や支持を与えていた」とし、絶滅政策が一貫したものではなく即興性を持つものであるというミュンヘンの現代史研究所所長マルティン・ブロシャート、ハンス・モムゼン、ラウル・ヒルバーグらの説がある。
しかし、1941年12月12日に全国指導者や大管区指導者を集めて行われた会議(en)においてヒトラーは「ユダヤ人の絶滅は必然的結果でなければならない」と演説しており、その演説はゲッベルスの日記に記録されている。内々でも「この戦争の終結はユダヤ民族の絶滅を意味する」と語っている。
党写真家ハインリヒ・ホフマンの娘でヒトラー・ユーゲント指導者バルドゥール・フォン・シーラッハの夫人であったヘンリエッテ・フォン・シーラッハの回想は、ヒトラーがホロコーストに関してそれを指示し、賛同する立場であったことを証明するものとされている。ヘンリエッテは、ドイツ占領下の地に住むユダヤ人が次々と逮捕され、列車に詰め込まれ収容所に送られていることを知り、ヒトラーに直訴することを考えた。1943年4月7日にパーティの場でヘンリエッテがそのことを告げると、ヒトラーは激怒して「あなたはセンチメンタリストだ！いったいあなたと何の関係がある！ユダヤ女のことなどほっといてもらいたい！」と怒鳴りつけた。その後、ヘンリエッテは2度とヒトラーから招待を受けることはなかったという。

### 健康政策
ヒトラーはドイツ民族の健康を守ることにも強い関心を持っていた。特に、1907年に母親クララを乳癌で失ったヒトラーにとって、癌の治療は特別な意味を持っていた。厚生事業のスローガンとして「健康は国民の義務」を定め、喫煙に対しても反タバコ運動を積極的に行った。環境や職場における危険を排除し（発癌性のある殺虫剤や着色料の禁止）、早期発見を推奨した。医師達はとくにタバコの害を熱心に訴え、彼らは世界で最も早く喫煙を肺癌と結び付けた。
「健全な民族の未来は女性にある」として女性の体育を奨励したことでも知られる。そのため現在のドイツでは、政府による過度の健康問題への介入や禁煙・禁酒運動を「ナチズムを彷彿させるもの」としてタブー視する傾向にある。

## 政治手法

### 演説
ヒトラーは「人を味方につけるには、書かれた言葉よりも語られた言葉のほうが役立ち、この世の偉大な運動はいずれも、偉大な書き手ではなく偉大な演説家のおかげで拡大する」と演説の力を極めて高く評価していた。
ヒトラーは若年の頃から演説をする癖を持っており、親友であったクビツェクもその演説をたびたび聴かされている。第一次世界大戦直後に軍の情報員として働いていたころから初めて多くの人々の前で演説することになり、大きな喝采を得た。ヒトラーは「私は演説することができた」と回顧している。ナチ党の指導者になってからも「大衆を興奮させ、感激させる術を心得ており、」「俗物の大きなうなり声と金切り声で大衆を魅了した」。またヒトラー自身も『我が闘争』において、「大学教授に与える印象によってではなく、民衆に及ぼす効果」によって演説の価値が量られるとしている。ヒトラーの演説は一見その場のアドリブのように見えるが、実際には詳細なメモ書きによって構成されていた。一見変わった言い方をしている場合にも、大衆の興味をひく意図があってあえて変更していることもあった。ミュンヘン一揆後にはバイエルン州などによって演説を禁じられ、アドルフ・ヴァーグナーに演説を代読させることもあった。対比法、平行法を駆使し、修辞的な面でにもヒトラーの演説は1925年頃にすでに完成の域に達していた。
しかしヒトラーの発声術は独学によるものであり、1932年頃には声帯を損傷する恐れもでてきた。そこでヒトラーはオペラ歌手パウル・デフリーントの指導を受け、声帯に負担をかけずよく通る発声術や、効果的なジェスチャーを身につけた。デフリーントはヒトラーがプロパガンダのために、同じ内容の演説を繰り返すことに辟易していた様を記録に残している。またエリック・ヤン・ハヌッセンからボディ・ランゲージの指導を受けたとする説がある。
政権獲得後にはラジオによる演説も行われるようになったが、大衆が飽きるのも早く、1934年頃からヒトラー演説の放送は次第に減少し、娯楽番組が多く流されるようになった。亡命ドイツ社会民主党指導部の通信員も、ヒトラー演説の聴取を義務づけられた大衆が冷たい反応を示している様を記録に残している。
戦局が苦しくなると、ヒトラーの演説は次第に減少し、大規模なラジオ演説は1940年に9回、1941年に7回、1942年に5回、1943年には3回にまで減少した。迫力のある演説も減少し、原稿をただ読み上げるだけの演説が、聴衆の無い会場で収録されたものが放送されるようになった。1945年1月30日に放送された、ドイツ国民にむけた演説が最後のものとなった。

### 部下の支配
ヒトラーは自身の行動を評価する組織の存在も許さなかったし、制約する規範や法律の制定を認めなかった。また部下が決定を迫ることで自らに圧力をかけることも嫌い、そのような事態が起きればわざと決定を延期することもしばしばあった。軍事に関してもそうであったが、もともと記憶力には優れたものがあったヒトラーは会議の前に統計や文書を暗記し、会議が始まると膨大なデータ量で聞き手をうんざりさせ、早く終わらせたいと思わせて自分があらかじめ考えていた案を呑ませることを行っていた。

### ヒトラーと軍事

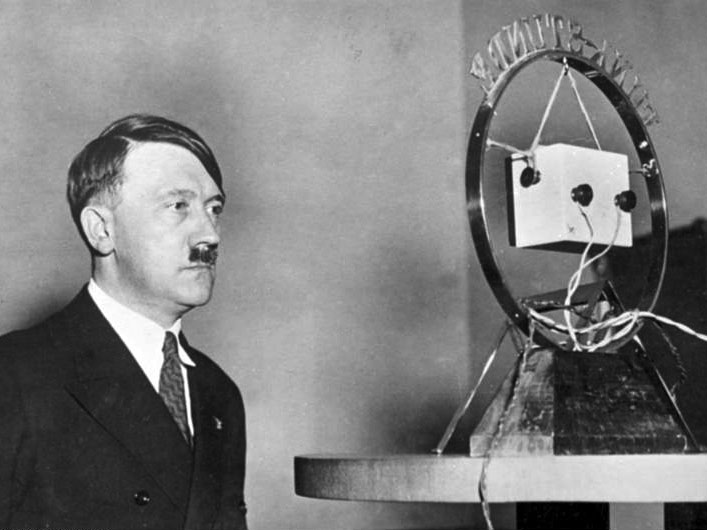
ラジオ放送を行うヒトラー。1933年2月

ヒトラーは軍事力を極めて重視しており、「世の中に武力によらず、経済によって建設された国家など無い」と、軍事力こそが国家の礎であると主張していた。また政権掌握直後には国防軍首脳といち早く協議を行い、突撃隊を押さえ込んで協力体制を構築しようとした。ヒトラーは膨大な資産と、国家の財産から将軍達に個人的な下賜金、土地の供与を行い、彼らの歓心を買おうとした。ヒンデンブルクは所有していたノイデック荘園が2倍の規模になるほどの優遇措置を受け、元帥アウグスト・フォン・マッケンゼンも広大な荘園の贈与と優遇措置を受けている。一方でブロンベルク罷免事件以降は軍の権力を押さえることにも力を入れるようになった。
ヒトラーは軍事指導に異常な程の熱意を注いだことも、他の独裁者に比べて顕著であった。大戦中期間、ほとんどを前線に近い総統大本営で好んで過ごした。また1942年からは自ら陸軍総司令官を兼任、1942年9月から11月までは前線のA軍集団司令官を兼任して指揮するなど元首として異例の行動を採った。またアルデンヌ反攻作戦など自ら作戦を発案するなど、作戦の細部にまで関わった。その中でヒトラーは退却や降伏を徹底して嫌い、精神論に基づいた考えを軍に強要した。同様に自らの直感を重視してラインハルト・ゲーレンのような不利な報告を行う者、戦略的撤退や防御など「退嬰的」な提案をする参謀本部との関係が険悪になった。そればかりか敗戦が続くのは自らの命令を正確に行わない将軍達の「裏切り」が原因であるとし、側近や軍幹部に当たり散らした。1944年7月20日の暗殺未遂事件は参謀本部を形成する高級軍人達への不信感を決定的なものとした。1945年4月30日という自殺の日になっても、独ソ戦敗因は堕落した参謀本部と将軍にあると語り、官邸内や地下壕内にスパイがいるとして、自らの責任については言及することはなかった。
しかし、イタリアのムッソリーニやソ連のスターリンなどの独裁的指導者が大元帥に叙されたのに対して、ドイツには伝統的にそうした習慣がなかったため、ヒトラーは最後まで親衛隊のものを含め階級を称することはなかった。

### 芸術やメディアの政治利用
当時の最新メディアであったラジオやテレビ、映画などを活用してプロパガンダを広めるなど、メディアの力を重視していた。情報を素早く伝達させるため、ラジオを安値で普及させた（国民ラジオ）。また、これらの一環としてベルリンオリンピックでは、女性監督のレニ・リーフェンシュタールによる2部作の記録映画『オリンピア』を制作させている。
若年期芸術家を志して挫折した過去があるためか、ヴェルナー・フォン・ブラウン、ハンナ・ライチュ、フェルディナント・ポルシェをはじめとした若く才気あふれると認めた人物には大いに援助をした。

## 人物像

### 体格

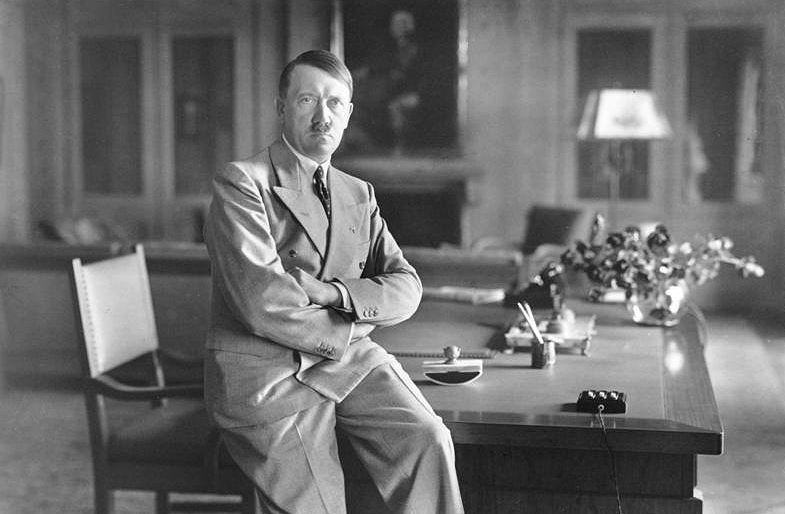
ベルクホーフ山荘執務室での撮影（1936年）

身長については中肉中背である。172cmから173cmなどとされている資料がしばしば見受けられるものの、1914年のザルツブルクでの徴兵検査で175cmと記されているため、これが正確な数字であると見られている。「ヒトラーは自分の身長が高官たちに比して低いことに劣等感を抱いており、靴の中に細工をして身長を高く見せようとしたり、自分の机は段差の上に置いていた」などの話はあるが、これは戦後ヒトラーを小物として印象づけるために成されたデマの一つである（もっとも車については多くのパレード用リムジンと同じように、同乗者より自身を目立たせるために座っていた座席と車の床のかさ上げが行われていた）。遺体検証の際、後述する病の影響で萎縮した体格から「推定163cmほど」と記録されたことが小柄というイメージにより拍車をかけたと思われる。体重は時期によって大きく変わるが、運動不足から1944年1月には体重が230ポンド（約104kg）に達したという。
瞳は青色で髪も幼少時までは金髪であったが、長じるに従い色素が沈着して青年期には黒髪になった。現実のナチス高官は理想的な「アーリア人種」の体格（金髪碧眼かつ大柄で健康的）とはほど遠い人物が多く、当時流行ったジョークにも「理想的アーリア人とはヒトラーのように金髪で、ゲーリングのようにスマートで、ゲッベルスのように背が高いこと」（エーミール・ルートヴィヒ）と皮肉られている。
他に口元に小さく髭を蓄えていた事は有名である。元々ヒトラーは鼻の穴が他の人より大きく見えることに劣等感を抱いていたとされ、青年になって髭が生えるようになるとこれを隠すために伸ばすようになった。当初は横に伸びたカイゼル髭であったものの、第一次世界大戦に従軍中、ガスマスクを装着するにあたって不便が生じたため、髭の両端を切り落として真ん中で揃えたスタイルに変え、以降この「チョビ髭」を終生保った。小柄なイメージと相まって「チビのチョビ髭」というイメージがチャーリー・チャップリンの映画『独裁者』以降定着するようになった（なおヒトラーは『独裁者』を二度鑑賞しているが、感想は残されていない）。エヴァ・ブラウンはヒトラーと出会った当時、おかしな口髭と思っていたようである（エヴァ・ブラウン#ヒトラーとの出会い）。第二次大戦中に連合国軍はヒトラーに女性ホルモンを摂取させて女性化した彼にヒゲを剃らせてしまおうと計画した（ヒトラー女性化計画）。七三に分けた髪形も特徴的だが、ヒトラーは遺伝的に薄毛で前頭部から生え際が後退していることが写真で確認できる。

#### 記録
テレビ番組などでは彼の映像はもっぱら白黒が用いられるが、実際にはカラー映像も数多く残されている（例：ベルリンオリンピック開会式やエヴァがベルヒテスガーデンで撮影したプライベートフィルム等）。ただし、当時はカラーフィルム黎明期で価格も高く、技術的に未成熟でまだまだ珍しく、彼の登場する公的記録映像（演説シーンなど）のほとんどは信頼性が高い白黒で撮影されている。

### 健康状態

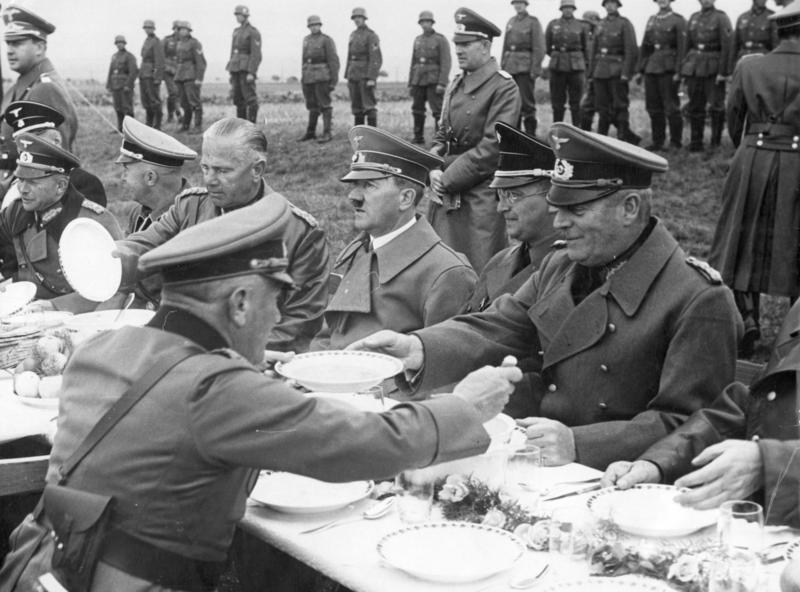
ズデーテンラント進駐の際、現地の野外で軽食を摂るヒトラーと関係者たち（1938年）

ヒトラーは病弱ではなかったが、母親ががんで苦しむのを見ていたため、自らもがんで死ぬのではないかという不安にとりつかれていた。父親も脳卒中で亡くなっており、遺伝的な病気に神経質なほどに気を遣っていたが、その不安自体が悪循環に精神の病（不安障害）として体調不良につながっていった。第一次世界大戦時に敵軍が投下した化学兵器に動揺して、ヒステリーによる失明症状を起こして精神科医による治療を受けている。1928年頃、不安による強迫観念から逃れるため、精神科に通院して治療を試みているがうまくいかなかった。
衛生面への気遣いも人一倍で、一日に何回も風呂に入っては念入りに体を洗うのが日課だった。しかし、口内衛生については極めて悪く、ヒトラーの歯は黄ばんでおり、口臭があったと当時の秘書が回想している。ヒトラーの遺骸を調査したマルク・ベネッケによれば、ヒトラーの歯の状態は他に類を見ないほど悪く、虫歯と歯周病が口臭の原因であった可能性が高い。歯科医が1945年に記録したカルテでは下顎の前歯をはじめとした5本を除いてほとんどが金属製あるいは陶器製の義歯やブリッジ、あるいは被せ物を施されており、上顎の奥歯は全て抜け落ちて放置されたままだった。これは伴侶のエヴァの歯の状態が治療の必要性がないと評されるほど良好であったのとは対照的だった。
ウィーンを深夜徘徊するなど青年時代からすでに不眠症気味で、乱れた生活を送っていた。夜型であったため、独裁者になってからも主に深夜に会議を行うことも多く、会議がない時でも明け方近くまで側近達を集めてティー・パーティを開いた。側近達はヒトラーが眠るまで退席を許されなかった。このため昼間の業務も行わなくてはならない側近達は非常に苦労したという。ヒトラーが眠りにつくと、なにがあろうと起こすことは許されなかったが、これが災いしてノルマンディー上陸作戦の対応に遅れたとも言われている。
1933年頃になると消化器官の不調に悩まされ、50歳に近づいた1936年頃には胃けいれん、不眠、とめどない放屁に加え、足の湿疹にも悩まされるようになる。持病の治療に悩んでいたヒトラーに恋人であるエヴァ・ブラウンが紹介したのがテオドール・モレル医師であった。モレルの処方した薬には劇物が多かったため依存性や副作用が強く、ヒトラーの症状は一時的に改善されたが、次第に副作用が心身をむしばんでいった。モレルの診断や処方する劇薬に他の医師達は懐疑的であり、紹介したエヴァをはじめとする側近達も次第に不信感を強めたが、症状回復を望んでいたヒトラーの信頼は厚く、最期を迎える寸前までモレルは主治医を務めた。モレルの個人的メモにはヘロインなどの記録があり、ジャーナリストのノーマン・オーラーが唱えるようにヒトラーが薬物中毒の状態にあったという主張もある。ただし、モレルのメモには量や頻度に関する記載がほとんどなく、あったとしてもごく僅かな頻度にとどまっている上、イアン・カーショーが指摘したように、モレルとの出会いの前後でヒトラーの性格が変化したということもないため、ヒトラーが麻薬中毒状態にあったという説は多くの歴史家から否定されている。
大戦中の1942年頃から、ヒトラーの左手が震えるようになった。この震えは、徹底した撮影アングルの規制と検閲によって記録フィルムからカットされたが、検閲に漏れたニュース・フィルムと、カットされたものの破棄されずに残った一部のフィルムによって確認されている。映像を見た小長谷正明などの神経科医や、晩年のヒトラーと接見した親衛隊大佐兼国防軍軍医のエルンスト＝ギュンター・シェンク教授はパーキンソン病と断定している。当時は対処法がなく、症状は確実に進み、肉体と思考能力を低下させていった。食事の際も震えは止まらず、右手も次第に不自由になったため、しばしばスープをこぼして服にしみが付いた。1941年頃から発症したこのパーキンソン病により、かつての柔軟な外交政策を取った頃と異なり、頑迷で無理な戦争指導が引き起こされたとも言われる。
1944年頃になると手の震えに加えて猫背になり、歩行にも影響が出始めた。まだ55歳であったにもかかわらず、衰えた容貌から70代の老人に見えたという。精神的にも戦局の悪化などで癇癪を起こすような出来事が多くなり、不眠症に拍車を掛けた。そのため体力も急速に衰えはじめ、数十メートルほどしか歩けなくなり、従者の体に寄りかかったり、専用のベンチに座って休憩をしなければならなくなった。シュペーアの証言では、晩年には美術学生時代の技術は失われ、対面した際地図に直線を引くつもりが線は次第に曲がっていったという。署名も判読できなくなり、ボルマンに悪用されることになった。視力も衰え、専用の通常より3倍も大きな文字で書かれた書類ですら大きな虫眼鏡で目を通さなければならなかった。青年期からの誇大妄想やパラノイアも悪化して、周囲をほとんど信用しなくなった。

#### 健康法
一般的な健康法である運動は好まず、色白で汗をかかない姿から不健康な人物という印象を与える事もしばしばだった。本人は運動不足を心配した医者に「私にとっての最大のスポーツは演説だ」と反論したように、あまりにも激しい熱弁を振るった後の体重は数キロも減少していたという。ただし、第一次世界大戦時の戦傷や、ミュンヘン一揆での肩の脱臼などで激しいスポーツができなかったという部分もあった。運動嫌いのヒトラーは食事を菜食中心に努め、飲酒や喫煙も控える事で健康的な生活を試みている。後に宿敵となるスターリンやチャーチルが大酒飲みでヘビースモーカーであったのとは対照的であった。
ウィーンを放浪していた時期を知る人物によると、若い時代からヒトラーはあまり酒やたばこは好まなかったという。禁煙についてボルマンが聞いた内容によれば、青年時代には喫煙していたものの、金が底をついた為に止める決意をし、たばこを川に捨てたというヒトラー自身の回想が触れられている。母親が嫌煙家でかつ癌で亡くなった事も影響したという見方もある。部下や党高官が喫煙するのを見た時には、健康のため禁煙を勧めるほどであったという。エヴァ・ブラウンを含め、ヒトラーの部下や周辺人物のほとんどが喫煙者であったが、ヒトラーの前や彼が使用する部屋では全面禁煙が敷かれていた。しかし、敗戦間際の総統地下壕ではその威厳も薄れ、ヒトラーが近くを通っても皆平然とたばこを吸い、彼もそれを厳しく咎めることはなくなっていたとされる。禁酒については、上記の父が飲酒している時に脳卒中になった事から避けるようになった。一方でバルジの戦いの初期、軍の攻勢が順調に進んでいることを祝い、ヒトラーがワインを口にするのを見て驚いたという側近の証言が残されている。
菜食主義については溺愛していた姪のゲリ・ラウバルの自殺後になったともされるが、実際にはレバーのダンプリングや、ソーセージ、鶏肉を食べることもあり、それほど徹底してはいなかった。伝記作家のロバート・ペインによると、ヒトラーはソーセージが好物であり、彼が厳格な菜食主義者であったとする神話は、ゲッベルスによる印象操作であると主張している。一方で、戦時中に菜食主義者団体を弾圧したという説については、アメリカベジタリアン協会歴史アドバイザーのリン・ベリーらに否定されている。

### 対人関係

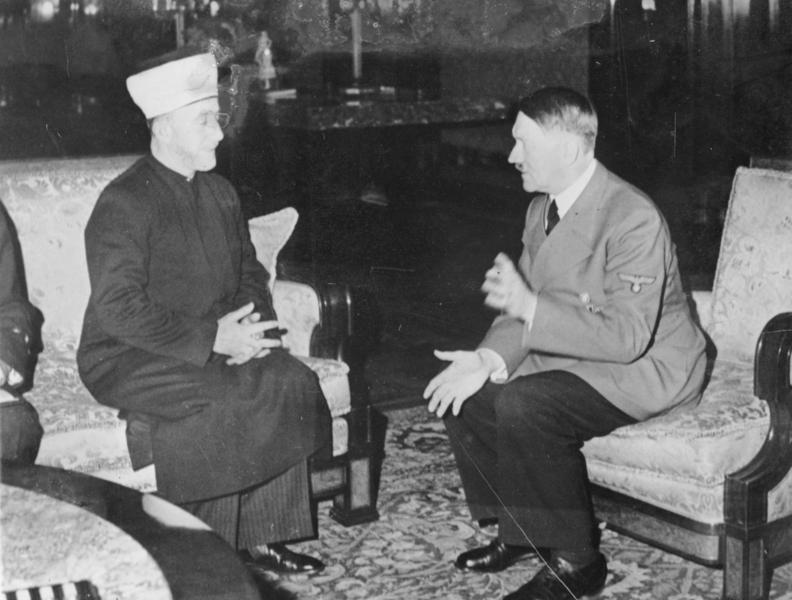
パレスチナの指導者のハーッジ・アミーン・フサイニーと会見するヒトラー（1941年）

ヒトラーはコミュニケーション能力にいささか問題があったようで、シュペーアによれば「彼は気取らないリラックスした会話ができなかったようだ」と観察し、「不機嫌な時の言葉は学童とほぼ同じ程度だった」と証言した。粛清されたエルンスト・レームも「彼は批判されるのが嫌いで、党内で彼の提案が疑問視されるとすぐさまその場から消え、自分が通じていない話をするのも嫌がった」と記している。
ただし客として面会した人間を魅了することはよく知られており、多くのドイツ人や、デビッド・ロイド・ジョージといった外国人もヒトラーと面会した際には好印象を持ったと語っている。しかしいったん敵となった人物に対しては口をきわめて罵った。たとえば1933年のニューヨーク・タイムズのインタビューでは、アメリカ大統領フランクリン・ルーズベルトに対して「共感を覚える」「ヨーロッパにおいて大統領の方法や動機に理解をしめした唯一の指導者」などと語っていたが、アメリカの参戦以降の評価はきわめて辛辣なものとなった。また枢軸国の首脳などには高額な贈り物を行い、ホルティ・ミクローシュは65万ライヒスマルクの機関付きヨットの贈与を受けている。
学者や官僚などの高等教育を受けた知的エリートを「知識はあるが感性のない連中」と嫌うなど、自らの教育水準（中等教育の途中放棄）にコンプレックスを抱いていたことが複数の人物から証言されている。青年期に図書館で書物を読み漁って独学に励んだり、後年にも専門的な議論へ必要以上に口を挟みたがった。地政学を提唱した学者のカール・ハウスホーファーは自身の理論を積極的に引用していたヒトラーと面会したが、「正規の教育を受けた者に対して、半独学者特有の不信感を抱いている」とする感想を残している。独学で学んだ知識については確かにある程度は博識なものの、独学者にありがちな偏った知識や表面的な理解のみという部分があり、先のハウスホーファーも「地政学を全く理解できていなかった」と指摘している。
こうしたヒトラーを特徴付ける劣等感は学識だけではなく、軍歴においてもそうであった。軍隊での最終階級が低かったため、元帥である大統領のヒンデンブルク、現役軍人においてもゲルト・フォン・ルントシュテットやエーリヒ・フォン・マンシュタインら国防軍将官からは「ボヘミアの伍長」としばしば蔑視されていた（実際には、下士官である伍長ですらなかった）。逆にヒトラーのお気に入りの軍人は、ドイツが攻勢であった大戦前半は、華々しい攻勢作戦を指揮したロンメル、マンシュタイン、ハインツ・グデーリアンらであったが、守勢に立たされて以降は、頑強な守備作戦の指揮に定評のあった、ヴァルター・モーデル、フェルディナント・シェルナーらがこれに代わった。また、元帥のゲルト・フォン・ルントシュテットはその旧プロイセン軍人風の威厳が好まれて、何度も解任されてはまた重要な立場に再起用された。
社会階級的にもいわゆる貴族階級やユンカーなどの上流階級を憎み、自身が「プロレタリアート」であることを演説において強調した。このことは党内で家柄ではなく生物学的な条件で選抜した親衛隊を指導層に置いたり、帝政ドイツ時代の皇帝ヴィルヘルム2世の会見要請にも応じないなどの姿勢に現れている。プロイセン軍時代からの伝統を引き継ぐ国防軍において、ユンカーとの対立は上記の経緯と共に軍上層部との対立を生んだ。戦争中には参謀本部に対する不信をあらわにして何度も参謀総長を更迭した。さらに平民出身者が多数を占める親衛隊の武装部門（武装親衛隊）を巨大化させ、国防軍上層部から党へと軍権力を分散させようとした。大戦末期にはヒトラー暗殺計画の関係者に多くのユンカーが加わり、ヒトラーの側も敗戦の責任をユンカーが多数を占める陸軍参謀本部が原因としている。

#### ベニート・ムッソリーニ

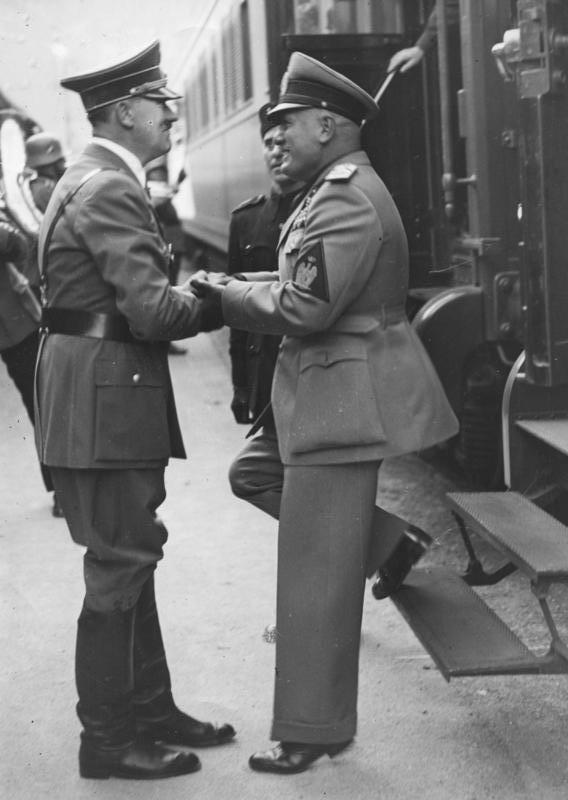
列車から降りるムッソリーニを迎えるヒトラー

同時代の政治家では政界入りを志してから政権獲得まで、イタリアのベニート・ムッソリーニに心酔に近い感情を抱いていたことで知られている。教師出身で豊富な学識から新しい政治思想「ファシズム」を理論化し、政治家としてもイタリアでの独裁権獲得と経済立て直しに成功していたムッソリーニをヒトラーは自らの手本としていた。バイエルン時代には自らが設計した党本部の執務室にフリードリヒ大王の絵画と共に、ムッソリーニの胸像を掲げていたという。同盟国の要人を表彰するべくドイツ鷲勲章（ドイツ鷲騎士団）を自ら創設すると、その最高等級である「ダイヤモンド付ドイツ金鷲大十字勲章」(Grosskreuz des Deutschen Adlerordens in Gold und Brillanten) をムッソリーニのみに授与している。ハンガリーのホルティ、ルーマニアのアントネスク、フィンランドのマンネルヘイムら他の枢軸国の元首・軍首脳への授与が他の等級に留まっていることとは明らかに対照的である。

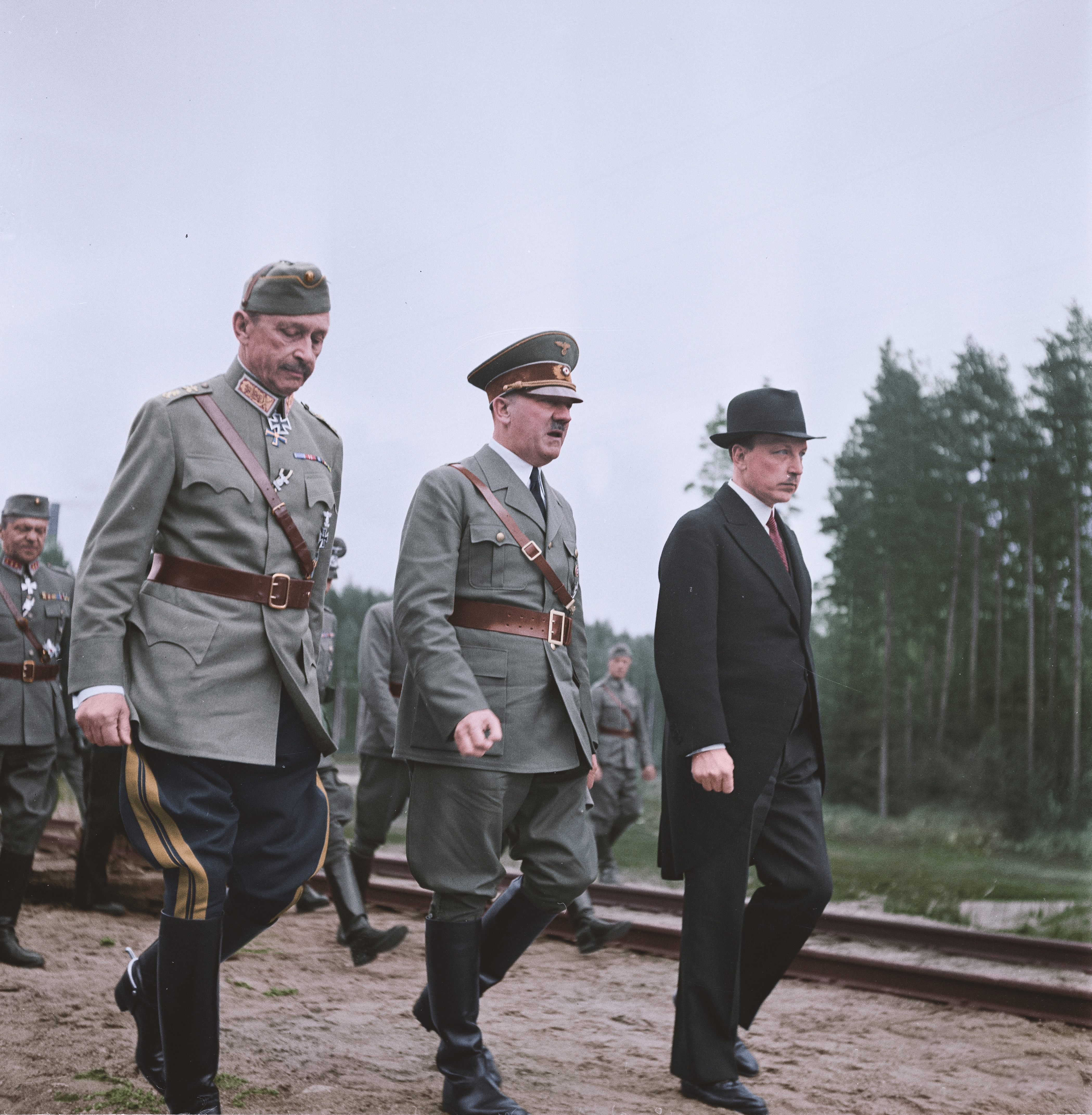
カール・グスタフ・エミール・マンネルヘイム（左）、リスト・リュティ（右）とともに。1942年にマンネルヘイム生誕75周年を祝福するためフィンランドを訪れた際のヒトラー。

こうした熱烈なヒトラーからの親愛とは裏腹に、ムッソリーニの側はヒトラーを「無学な新参者」と見下している向きがあった。「私は二流国の一流指導者だが、彼は一流国の二流指導者だ」と皮肉る発言をし、また北方人種論や反ユダヤ主義などの人種主義にも嫌悪感を抱いていた。初会談の席を設けられた時もヒトラーを「道化者」と酷評しており、むしろ彼と敵対するオーストリアのエンゲルベルト・ドルフースの方に好感情を抱いていた。しかし、独伊両国が侵略政策で孤立し始めると、急速に接近するようになり、ムッソリーニもヒトラーの親愛に応じるようになった。公式に開かれた独伊首脳会談だけで16回も行われ、歴訪についてもムッソリーニがドイツに一回、ヒトラーがイタリアに二回赴いて行っている。その中でもムッソリーニの第一次ドイツ歴訪でのヒトラーの歓待ぶりは良く知られているが、ムッソリーニもヒトラーへの心配りを忘れなかった。
ヒトラーの第二次イタリア歴訪ではローマ、ナポリ、フィレンツェなどを周遊したが、最後に訪れたフィレンツェでヒトラーの古典芸術趣味を知っていたムッソリーニが街中の美術館を全て貸し切りにし、公式行事を全て後回しにしてヒトラーと芸術鑑賞をするというサプライズを用意した。ヒトラーの喜びようは尋常ではなく、ミケランジェロの絵画を陶酔した目で眺め、フィレンツェの街並を一望した時には笑いながら「とうとう、とうとう私はベックリンとフォイエルバッハが分かった!」と叫ぶ有様だった。ムッソリーニは想像を超えるヒトラーの上機嫌さはともかく、どの美術館でも最後に必ず「ボリシェヴィキが到来すれば、この世界全てが破壊される」と同じ台詞を口にするのには呆れた様子だった。ミケランジェロの聖家族を見た後にヒトラーが「ボリシェビキが来れば…」と言いつつ振り返ると、ムッソリーニは「全てが破壊される」と苦笑いしながらドイツ語で答えている。
第二次世界大戦勃発後は目覚しい圧勝を重ねるドイツに対して、軍事的に従属するイタリアの発言権は弱まっていった。これに従いヒトラーとムッソリーニの間柄も主導権が入れ替わり、クーデターでムッソリーニが失脚すると立場は完全に逆転した。一方でヒトラーの友情や尊敬の念は変わらず、イタリア社会共和国を建国する際、親独的な姿勢から当初予定されていたロベルト・ファリナッチがムッソリーニを批判する発言をしたことに激怒して決定を撤回している。ヒトラーにとってムッソリーニはただの傀儡ではなく紛れもない友であった。ムッソリーニがパルチザンに処刑された報告を聞いた際、ヒトラーは激しい動揺を示している。

#### クーデンホーフ＝カレルギー
パン・ヨーロッパ連合主宰者の日系オーストリア人貴族リヒャルト・ニコラウス・栄次郎・クーデンホーフ＝カレルギー（伯爵、博士）に対しては、「全世界的な雑種のクーデンホーフ」（= Allerweltsbastarden Coudenhove アラーヴェルツバスターデン・クーデンホーフ）であると1928年執筆（死後の1961年出版）の自著『第二の書（続・我が闘争）』で形容して嫌っていた。クーデンホーフ＝カレルギーは根無し草、コスモポリタン（世界人）、エリート主義の混血で、ハプスブルク一味であった過去の失敗を大陸規模でやるというのが、ヒトラーにとってのクーデンホーフ＝カレルギー像であった。
クーデンホーフ＝カレルギーの側からもヒトラーへの批判があり、その後、表立ってのさまざまな応酬を繰り返してクーデンホーフ=カレルギーを米国亡命に追い込んだ。

### 女性関係

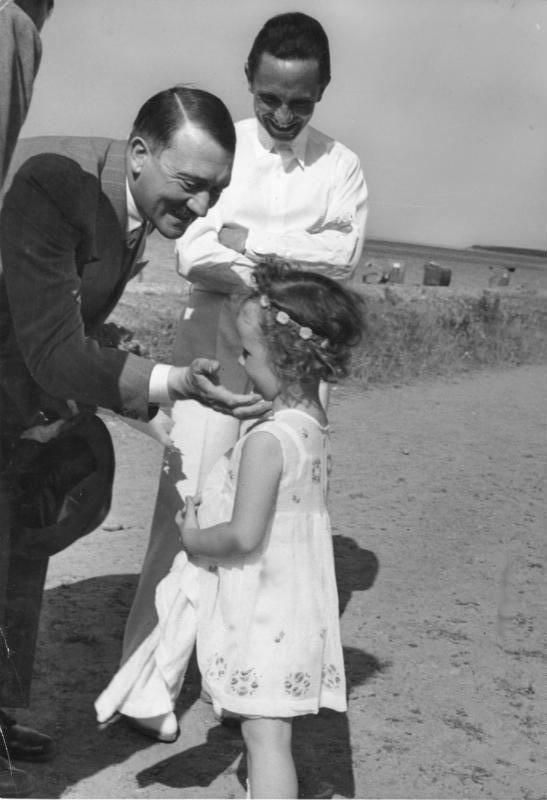
ゲッベルスの子供とヒトラー（1933年8月）

ヒトラーは死の直前まで結婚しなかった。これについては色々な理由があるが、基本的にはヒトラーが女性に対して紳士であろうと努めていたことに加え、「結婚すれば多くの婦人票を失うことになる」と恐れていた為であるという。ミュンヘン時代の下宿先であるアンネ・ポップ婦人は当時のヒトラーについて彼が夫妻の部屋に入る時は必ずノックし、入室を許可しても「入っていいですか」と重ねて尋ねた。「そんな堅苦しい礼儀はいい」と夫妻が言ってもヒトラーはそれを続け、ヒトラーの顔がやせていることを気にした夫が食事をさせようとしても断った。それを見て彼女はヒトラーのことを「これほど礼儀正しい青年はなかなかいない」と感じたと証言している。ヒトラーは身近な女性や子供に対しては親切で寛容であったという。秘書や使用人のミスに怒声を上げたこともなく、専属の調理婦には常に敬意をもって接していた。恰幅の良い女性に弱かったという証言もある。この傾向は敗戦が近づくにつれ顕著になっていった。個人的に接した子供たちからは「アディおじさん」と呼ばれて親しまれ、ヒトラー自身も子供を可愛がった。たとえば、ゲッベルスに対しては常に、彼とマクダ夫人との間に生まれた6人の子供の近況を話すように求めたという。
ただし恋人エヴァの前で「インテリは単純な愚かな女をめとるほうがいい」と語るほど女性の知性を信頼していなかったヒトラーは、女性が政治に関与することは認めていなかった。「女性の部屋にいて、政治的なことに干渉されるのはまっぴらだ」と公言していたこともあり、女性関係がヒトラーの政策に影響を与えることはほとんど無かった。また、ヒトラーには戦場で鼠径部を負傷した際に生殖能力を失っていたという説も根強く存在している。睾丸が一つしかなかったともいわれるが、ヒトラーの主治医らはこれを否定している。しかし実際にヒトラーの睾丸を確認したかは定かではなく、またソ連軍の遺体検証では左睾丸がなく、わざわざ恥骨に引っ込んでいるのではないかと調査しても見つからなかったという記録がある。
女性恐怖症であった事はなく、私生活では男性より女性と会話する事を好み、ジョークや物真似といったくだけた会話も行っていたという。ヒトラーの女性の好みは単純明快で、ふくよかな丸顔と脚線美を持つ女性を美人と見なした。青年期の友人であったアウグスト・クビツェクによると、リンツ時代のヒトラーはシュテファニーという背の高い美しい女性に一目惚れしたが、声をかける勇気が無く彼女が決まって散歩をする道を2人で待ち伏せして見つめたり、あわただしい行動をとって関心をひこうとしたにとどまった。この時ヒトラーはなかなか踏み込めない自分に嫌悪感を持ち相当落ち込んでいたようで、クビツェクに「俺は彼女にどう話しかけたらいいんだ」としばしば助言を求めていたという。ヒトラーからアプローチを受けたと称する女性や、ユニティ・ヴァルキリー・ミットフォードやヴィニフレート・ワーグナーなど噂になった女性も少なからず存在している。中でもヴィニフレートは、ワーグナーの息子ジークフリートの未亡人であり、ワグネリアンとして有名であったヒトラーの強い後援を受けていたため、彼女の主宰するバイロイト音楽祭は国家行事化していた。当時もヒトラーとヴィニフレートの結婚の噂が何度も流れている。姪のゲリ・ラウバルには通常の叔父と姪の関係を超えた愛情を注ぎ、近親相姦関係にあったという説も唱えられている。しかしラウバルは1931年に自殺し、ヒトラーに大きな衝撃を与えた。

#### エヴァ・ブラウン

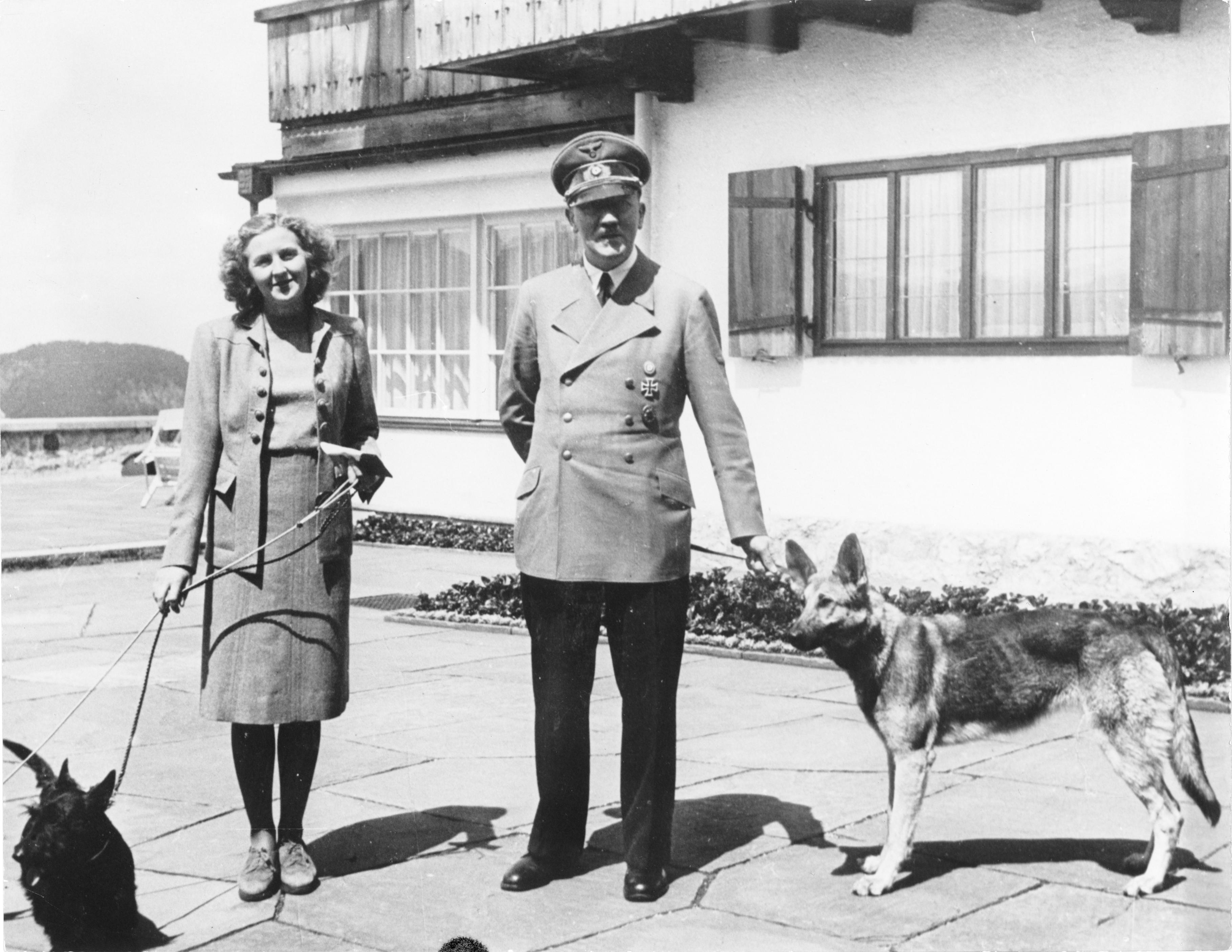
ベルクホーフにて、エヴァ・ブラウンとヒトラー、愛犬ブロンディ（1942年6月14日）

確実にヒトラーと恋人関係になったといえるのは最期を共にしたエヴァ・ブラウンのみである。エヴァ・ブラウンとヒトラーが知り合ったのは1927年10月初めのことで、ナチ党専属写真師ハインリヒ・ホフマンの写真館に勤めるエヴァに魅かれたヒトラーが食事や映画に誘うようになったという。ヒトラーは秘書のクリスタ・シュレーダーに「エヴァは好ましい女性だ。しかし、私の生涯で本当に情熱をかき立てさせられたのは、ゲリだけだ。エヴァとの結婚は考えられない。生涯を結びつけることができる女性は、ただ一人、ゲリだけだった」と語るなど、この時点ではまだエヴァとの結婚を考えていなかった。1932年11月1日、政治に没頭しなかなか会いに来ないヒトラーに痺れを切らしたエヴァはピストル自殺を図ったが未遂に終わり、このとき自殺に失敗したエヴァが呼んだ医師は写真師ホフマンの義弟だったためにこのスキャンダルは内密に収まった。一般の病院に連絡しなかったという配慮にヒトラーはいたく感動し、以後2人の関係はいっそう深まった。しかし彼女は首相として多忙となったヒトラーの愛情を疑い、1935年5月28日にもう一度自殺未遂を行っている。
オーバーザルツベルクのベルクホーフの女主人となってからのエヴァは、一転してヒトラーの恋人としての立場を確かなものにしていった。オーストリアにて故郷のリンツで熱狂的に歓迎されたヒトラーは、そこからエヴァに電話をかけてウィーンに同行させている。イギリスがドイツに宣戦布告した際にユニティが帰国し、1940年の夏以降にはバイロイト音楽祭に通わなくなっていたヒトラーはベルクホーフを頻繁に訪れるようになり、戦争は二人をより親密にした。エヴァは次第に表に顔を出すようになり、ヒトラーの誕生祝いやムッソリーニの栄誉を称えるレセプションにも招かれた。ヒトラーはゲーリングに「エヴァは私にとって生涯の女性で、戦争が終わったら私は引退してリンツの町へ行き、そこで彼女を妻にすることに決めている」と語った。絵を描き回想録を綴りながら余生を送ろうと考え、「エヴァと私は結婚してリンツの美しい家で暮らすことになるだろう」と請け合った。エヴァの姉妹によると彼は引退後エヴァと暮らすための住居として、リンツだけでなくエヴァの故郷であるミュンヘンにも土地を買っていた。
1945年に戦局が悪化してベルリンの陥落が間近に迫った時、エヴァはヒトラーの反対を押し切り、ベルリンの総統地下壕にやって来た。ヒトラーは彼女に報いるため4月29日に結婚し、正式な夫婦となった。エヴァは周囲の人々に、とうとう結婚できたことを喜び、「可哀そうなアドルフ、彼は世界中に裏切られたけれど、私だけはそばにいてあげたい」と語ったという。翌日、ヒトラー夫妻は心中した。結局、二人が正式な夫婦であったのは48時間に満たなかった。

### 趣味

#### 芸術

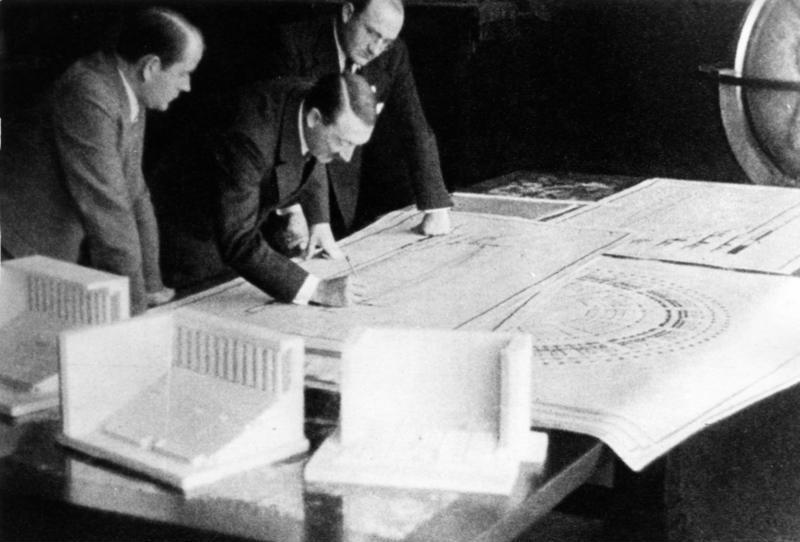
設計図に手を入れるヒトラーとシュペーア（1934年）

ヒトラーは「自分の本質は政治家ではなく芸術家である」と信じており、「（第一次世界大戦がなかったら）ドイツ一のとまでは行かないまでもドイツ有数の建築家になったと思う」と答えたこともあった。そして気に入った芸術家（特に建築家）に対しては敬意を持って接した。閣僚陣では建築家でもある軍需相アルベルト・シュペーアへの態度が格別で、シュペーアと建築の話をし出すと何時間でも熱中し、その間は政治的決裁は全て後回しにされて側近を困らせた。ナチ党唯一の知識人を自認していた宣伝相ヨーゼフ・ゲッベルスも、ヒトラーとの話の中には、芸術の話題を散りばめてヒトラーを楽しませることに心を砕いた。フェルメールの大ファンだったという。音楽においてはワーグナー信仰者だった。
ただし芸術的な感性はかつてウィーン美術アカデミー受験に再三失敗していたことからも明らかなように先進的とは言いがたく、また古典主義者としても洗練されてはいなかった。ナチ政権時代の芸術の多くは映画など近代的な分野での成功が多く、また工業デザインは生産性に適したモダンデザインが採用されており、必ずしもヒトラーの好みが反映されていない分野に集中した。逆にヒトラーが新古典主義の復活を謳って推進した絵画や彫刻などはほとんど名が残らなかった。現代における古典主義の再評価の流れにおいてすら、これらの粗悪な模倣品が顧みられることはあまりない。むしろ頽廃芸術展やバウハウスの強制閉鎖などドイツにおける芸術の自由を押し留める行為を繰り広げた。
側近達とのピクニックや散歩を好み、戦局がかなり悪化してからもティータイムを取ることを欠かさなかった。

#### その他
犬
ヒトラーが愛犬家であったことは有名である。側近に「犬は忠実で主を最後まで裏切らない」と常々語っていた。第一次世界大戦に従軍した時、戦場でテリア犬を拾い、「フクスル」と名付け、餌を与え芸を仕込むなど可愛がった。その後盗まれたとの説があるが、ヒトラー自身が語るところによると大戦中陣から出たフクスルを追ってヒトラーが飛び出した直後、陣に砲弾が直撃してヒトラーは助かったが、フクスルは死んだという。ヒトラーは後年、犬が命を賭して助けてくれたと語っている。
政治家に転身した後も、ヒトラーは数頭の犬を飼っている。大成した後のヒトラーの愛犬はアルザス犬の「ブロンディ」である。ブロンディは数匹の子犬を産み、ヒトラーの側近くで飼われ続けたが、自殺前の1945年4月末に自殺用の青酸カリの効能を確認するため薬殺された。
馬
ヒトラーは大の生きた馬嫌いで競馬場へ一度も足を運んだことはない。
乗用車
ヒトラーは乗用車愛好家（カーマニア）でもあった。ナチスが弱小政党だった1920年代初頭にナチス党財政の金策に私財を投じて質素な生活を送っていた中で車に執着し、自分の資産で買える範囲として初めて購入した車が天蓋がない中古車であった（ただし、ヒトラー自身が車を運転をすることはなかった）。
1933年にヒトラーは首相時代に自動車設計者のフェルディナント・ポルシェがナチスに送った高性能小型大衆車構想に興味を示して、ポルシェと会談を行った。その後に、ベルリン自動車ショーの席上でアウトバーン建設と共に、国民車構想計画を打ち出して具現化が進む。しかし、ヒトラーはポルシェに対して国民車について低価格、頑丈性、低燃費、高速性能、空冷など条件を突きつけたことで難航する（もっとも、ヒトラーの条件は価格を除けばポルシェの目指していた国民車コンセプトに多く合致していた）。しかし1938年には最終プロトタイプが完成し、1939年に工場建設も終了目前になり量産化目前になったが、第二次世界大戦勃発によって軍用車生産が優先となったため、この計画による大衆車生産が中止となった。しかし、この大衆車構想は戦争の中でも工業基盤が残り、最終プロトタイプは1945年に戦争が終了した後でフォルクスワーゲン・ビートルとなってドイツの国民車として浸透した。ビートルは2003年に生産終了となるまで65年の長期にわたって生産され続ける伝説的大衆車となった。なお、ヒトラーがビートルの試作車に乗っている写真が存在する。
ディズニー
政治家になる前、画家を目指していたヒトラーはディズニー作品のファンであったことはあまり知られていない。政治家になった時も国税を遣い、「ディズニーを倒せ」とばかり国営アニメーションスタジオも立ち上げている。2008年2月23日付けの英テレグラフ紙の記事において、ヒトラーが描いたとされるディズニーキャラクターの水彩画4点がノルウェー北部の戦争博物館で発見されたと報じられた。この水彩画は1937年公開の『白雪姫』のキャラクターをスケッチしたもので、同館長はドイツのオークションで300ドルで落札。スケッチの一つには「A.H.」のイニシャルが明記されていた。
巨大な物への関心
画家を目指していた頃からヒトラーは、人物画に対して関心を抱かず、建築物を主題とした絵を数多く残している。その傾向は政治家になってもかわらず、建築家出身のシュペーアを寵愛したことからも窺える。また、ヒトラーは巨大な物に対し並々ならぬ執着心があり、首都ベルリンに巨大な建築物と道路の建設を計画したゲルマニア計画だけではなく、V2ロケットやドーラという大型で破壊力のある兵器の開発を求め、将兵が消耗している中、生産性が高く使い勝手の良い兵器を求めていた現場の声を無視していた。

### 資産
ヒトラーは『我が闘争』などで困窮したことをアピールしているが、第一次世界大戦後には軍や、ナチ党の党首となってからはパトロンの支援もあり、運転手付きの自動車を乗り回すなど、経済状態はかなり良かった。『我が闘争』の出版などで一定の財産ができると、税務当局はヒトラーに納税を促した。しかし、ヒトラーは1924年から1925年にかけては完全な無収入であったと弁明したほか、政治的な経費が掛かるとして、税務署の要求に従わなかった。1933年に首相になった時点でヒトラーが滞納していた額は40万ライヒスマルクに上る。
1933年2月、『フェルキッシャー・ベオバハター』は、ヒトラーが首相の給与を受け取っていないという記事を掲載し、財産より清貧さを求める人物としてアピールした。しかし、1934年の国家元首就任の際には彼の首相としての給与を扱う事務処理が行われており、ヒトラーは国家元首と首相としての給与を受け取るようになった。また、1933年の1年間には『我が闘争』の莫大な印税が発生し、ミュンヘン税務署は所得額の半分を控除して60万ライヒスマルクの納税を求めた。しかしヒトラーとナチ党は納税しようとしなかった。1934年12月、ミュンヘン税務署は「総統は非課税となる」という措置を行った。1935年には中央の税務当局とも合意が行われ、3月12日にヒトラーの名前は納税者リストから削除された。
ヒトラーの首相兼国家元首としての給与は年額4万5000ライヒスマルク程度であったが、自治体が新婚家庭に贈るために購入するなど、半ば強制的に販売された『我が闘争』の印税は、ヒトラー死亡時の時点の総額で800万ライヒスマルクに及ぶと見られている。その他に帝国郵政が印刷する自らの肖像切手の肖像使用料も受け取っていた。前任者であるヒンデンブルクはこうした使用料を受け取っていなかったが、ヒトラーは額面の1%に当たる金額、多い年には5000万ライヒスマルクを受け取っていた。ゲッベルスはその日記に「ヒトラーが大金（viel Geld）を手にするだろう」と記述している。1943年にヒトラーは遺言書を書いているが、その際に処理するべき財産は550万ライヒスマルクに上っていた。また、ヴァイマル時代に大統領が自己の裁量で利用できる基金が存在していたが、ヒトラーはこの基金に積み立てられた金を会計検査院や国会の審査無しに使用することもできたほか、財界から拠出された献金で設立されたドイツ産業のためのアドルフ・ヒトラー基金もヒトラー自身の裁量で自由に使用できる性質の基金であったため、事実上ヒトラーの個人財産であった。その総額は700万ライヒスマルクに及ぶ。さらにヒトラー山荘や総統官邸での暮らしは党や政府によって支弁されていた。こうした財産や基金からヒトラーは軍の将軍たちや党内外の有力者に「贈り物」を行い、彼らの忠誠を保とうとしていた。
ヒトラーの死後、財産はバイエルン州が管理することとなった。ヒトラーの妹パウラが相続権を主張し、1960年2月17日に不動産の3分の2を相続する決定が行われたが、まもなくパウラが死去したため、その後もバイエルン州が財産の管理を続けている。

## 親族

### シックルグルーバー家
マリア・シックルグルーバーの生涯と出産、そしてアロイスの改姓や母方の一族を避けるという謎の多い行動は「何かを隠している」として噂の対象となった。父アロイスが10歳の時に祖母マリアは亡くなったが、彼女の出産経緯は息子のアロイスだけでなく、孫のヒトラーにも「出自の謎」として付いて回る事になる。顧問弁護士であり、ポーランド総督でもあったハンス・フランクは、1930年に異母兄アロイス2世の子である甥のウィリアム・パトリック・ヒトラーから「ヒトラーがユダヤ人の私生児であるという話に新聞が興味を持っている」と脅しをかけられた事にヒトラーが動揺し、家系調査を行わせていたと証言している。
フランクの調査結果は「マリアはグラーツのユダヤ人資産家、フランケンベルガー家に奉公に出ていた時期にアロイスを産んでおり、子息レオポルト・フランケンベルガーから14年間養育費を受け取っていた」として、アロイスの父親がレオポルトであると見られるというものであった。フランクの「フランケンベルガー実父説」は1950年代まで広く信じられていたが、次第に史学上の根拠に欠けると指摘されるようになった。またフランクは「ヒトラーは由緒正しいアーリア系である」と矛盾する証言もしている。
1932年にはオーストリアの首相エンゲルベルト・ドルフースがヒトラーの家系を調査させ、「ハイル・シックルグルーバー」という記事を載せた新聞を配布し、攻撃材料としたこともある。またニコラウス・フォン・プレラドヴィッチはアロイス出生時のグラーツでユダヤ系住民がすでに追放されていたことからこの説を否定し、1998年には歴史学者でヒトラー研究の第一人者であるイアン・カーショーも「政治的な攻撃材料以外のものではない」と結論している。
2010年には、ヒトラーの近親者から採取したDNAを分析した結果、西ヨーロッパ系には珍しく、北アフリカのベルベル人やソマリア人、ユダヤ人に一般的に見られる形の染色体があるという調査結果が発表されたと報道されたが、当の記事が報じた研究者からこの報道内容に疑義が呈されている。むしろこの研究の結果、父アロイスがヒトラー家の血を引いていることが確実となった。

### ペルツル家
父方のシックルグルーバー家と並んでヒトラーの悩みの種であったのが、母方のペルツル家であった。祖母と同名であるために、ヒトラー家からは「ハンニおばさん」の渾名で呼ばれていた母の妹ヨハンナ・ペルツルは重度の猫背（くる病）で精神疾患も患っていた。ハンニは妹一家から家事手伝いや甥や姪の面倒を任され、特に姉からは頼りにされていたが、ヒトラー家の家政婦ヘルルからは「頭のいかれたせむし女（ハンニ）」と陰口を叩かれている。ハンニを診察したブラウナウの医師は現代的な呼称で言えば統合失調症に相当する症状が出ているとの診断を下し、ヒトラー家かかりつけの医師エドゥアルド・ブロッホもヒトラー家はヨハンナを周囲から隠していたと証言し、「恐らく軽度の精神薄弱である」と診断している。
後年にT4作戦で劣等人種や障碍者と並んで精神患者を抹殺しようとしたナチスやヒトラーにとって、その親族に精神患者が存在したという過去は隠さねばならなかった。ナチ政権下の歴史家たちはヒトラー家の顕彰に努めたが、ペルツル家の存在だけはほとんど触れられていない。なお、ペルツル家以外にも低地オーストリアのヴァルトフィアテル地方にはペルツル家の親族が幾らか点在しているが、一族という概念を嫌うヒトラーからはその存在をほとんど無視されていた。それにもかかわらず彼ら一族郎党は後年「アドルフ・ヒトラーの血族」として迫害を受ける事になった。

### 長兄アロイス2世のヒトラー家
長兄アロイスはブリジット・ダウリングという女性と結婚してウィリアム・パトリック・ヒトラーを儲けたが、離婚している。後にハインリヒ・ヒトラーを儲けた。ウィリアム・パトリックは後にヒトラーの血縁者として米英のメディアに紹介され、第二次世界大戦では連合国側に従軍している。ハインリヒはドイツ軍に従軍し、東部戦線で1942年に死亡している。

### 長姉アンゲラの血縁
長女アンゲラは父と同じ税務官であったレオ・ラウバルと結婚し、アンゲラことゲリ・ラウバル、レオ、エルフリードを儲けた。アンゲラは夫と死別後、建築家のマルティン・ハミッチュと再婚している。レオもハインリヒ・ヒトラー同様第二次世界大戦に従軍し、スターリングラードの戦いで捕虜となった。ソ連側からスターリンの息子ヤーコフ・ジュガシヴィリとの捕虜交換を持ちかけられたが、ヒトラーは拒否している。レオは捕虜となりながらも生き延び、戦後に帰還している。

## 勲章
第一次世界大戦時に軍人だったこともあり数々の勲章を受けているが、普段佩用していたのは黄金党員章、一級鉄十字章、戦傷章の3つだけだった。

### ドイツ国内
- 一級鉄十字章
- 二級鉄十字章
- 戦傷章（黒章）
- 前線戦士名誉十字章
- 三等剣付バイエルン戦功章（英語版）
- ドイツ鷲勲章（騎士団長）
- 血盟勲章
- 黄金党員名誉章（番号1番）

### ドイツ国外
- 紅矢勲章（スペイン語版）（スペイン）

## 逸話

### 生存説
ヒトラーの遺体が西側諸国に公式に確認されなかった上、終戦直前から戦後にかけて、アドルフ・アイヒマンなどの多くのナチス高官がUボートを使用したり、バチカンなどの協力を受け、イタリアやスペイン、北欧を経由してアルゼンチンやチリなどの中南米の友好国などに逃亡したため、ヒトラーも同じように逃亡したという説が戦後まことしやかに囁かれるようになった。
- 1945年7月17日、ポツダム会談の席上、スターリンが連合国の首脳たちに「ヒトラーは逃亡した」と伝えられたことが最初とする説もある。
- その上、副官のオットー・ギュンシェやハインツ・リンゲらをはじめとするヒトラーの遺体を処分した側近たちの証言が、それぞれ「拳銃で自殺した」「青酸カリを飲んだ」「安楽死」とまったく異なることも噂に火をつけた。
- 戦後アルゼンチンで降伏した潜水艦「U977（ドイツ語版）」のハインツ・シェッファー (Heinz Schäffer) 艦長は、ヒトラーをどこに運んだかを尋問されたことや、当時の新聞でのいい加減な生存説の報道ぶりを自伝の戦記に書き残している。アメリカやイギリスなどの西側諸国もこの可能性を本気で探ったものの、後に公式に否定した。FBIは、ヒトラー自殺に関する捜査を1956年で終了している。
- それらの噂の他に、「まだ戦争を続けていた同盟国日本にUボートで亡命した」という説[367]や、「アルゼンチン経由で戦前に南極に作られた探検基地まで逃げた」という突飛な説、果ては「ヒトラーはずっと生きていて、つい最近心臓発作のため103歳で死亡した」という報道（1992年。フロリダ州で発行されているタブロイド新聞より）まで現れた。
- その他、東機関（TO諜報機関とも）のアンヘル・アルカサール・デ・ベラスコの証言の中に、「ヒトラーは自殺せず、ボルマンに連れられて逃亡した」というものもある。この生存説を主題にした作品の一つに落合信彦の『20世紀最後の真実』がある。

ヒトラーの頭蓋骨
俗説の一つに、「晩年のスターリンが『ヒトラーが生存しているのではないか』という噂が立つたびに、自宅の裏庭から木箱を掘り起こし中の頭蓋骨を確認して埋め戻した」というエピソードがある。
2009年9月29日、アメリカのコネチカット大学の考古学者ニック・ベラントーニ (Nick Bellantoni) が、それまでヒトラーのものであるとされてきた頭蓋骨を鑑定し、頭蓋骨が女性としての特徴を示したためにDNA鑑定を行ったところ、ヒトラーのものではなく非常に若い女性の頭蓋骨であると結論付けられている（en:MysteryQuest#Notable case findings参照）。
また、ヒトラーが自殺した時に座っていたソファーの断片に付着した血痕からDNAを抽出することに成功したが、アメリカ在住のヒトラーの近親者（兄アロイス2世の子孫）から比較サンプルの提供を拒否され、同定に至っていない。ただし同年12月8日に先の報道についてロシア連邦保安庁 (FSB) は現存している顎の骨をコネチカット大学が入手したことはないと否定しているとインタファクス通信で報道された。
CIA元極秘文書
2015年11月15日付の英紙デイリー・メール等によると、コロンビアのジャーナリスト、ホセ・カルデナスが1990年代に機密指定解除されたCIA元極秘文書の中にヒトラーに関する資料があることを発見、ツイッターで公開したことでヒトラー生存説が注目を集めている。
同文書にはヒトラーが戦後、コロンビアに逃亡し、元ナチス党員のコミュニティを形成しているという情報が載せられており、1954年にコロンビアのトゥンハで撮影されたとされる写真も同封されているという。そこにはインフォーマントであるフィリッピ・シトロエンとともにヒトラーらしき人物が写っている。
同文書によると、シトロエンは鉄道会社に勤務していた時、トゥンハの“レシデンシエス・コロニアス（殖民住居）”で“長老総統”と呼ばれるヒトラーに酷似した人物を紹介された。トゥンハには元ナチス兵士や党員と思われるドイツ人が多数居住しており、長老総統にナチス式敬礼をしていたという。シトロエンはCIAエージェントに長老総統の写真を見せたが、真剣に取り合ってもらえなかった。
しかし、1955年に「Cimelody-3」というコードネームの男がエージェントに接触し、シトロエンの話は真実であり、今も定期的に長老総統と連絡を取り合っているが、長老総統自身は1955年にコロンビアからアルゼンチンに渡り、すでにトゥンハにはいないと語った。この話に興味を抱いたエージェントは上司に報告したが、「確実な証拠を掴むためには多大な努力を要する」との理由で闇に葬られた。

### 子供
ヒトラーが第一次世界大戦に従軍した際、部隊の駐屯地であったフランス北部サン＝カンタンで現地の女性と親しい関係になり、男の子が生まれたという説がある。
この説は1978年6月にミュンヘン現代史研究所のヴェルナー・マーザーが発表した。マーザーはその子供を、現地でドイツ兵の私生児として知られていたジャン＝マリー・ロレ (Jean-Marie Loret) と推定した。ロレは母親が死ぬ際に父親がヒトラーであると語ったと証言していた。ロレの証言によると、ロレが生まれた時にはヒトラーは目の負傷により後方に送られていたため、ロレの存在は彼に伝えられなかったとしている。また、ロレは第二次世界大戦時には対独レジスタンスに加わり、ドイツ軍に逮捕されたこともあるが出自への同情からか釈放され、後は経済的支援を受けたと主張していた。
このニュースは世界中で話題となり、日本にもTBSのテレビ番組に出演するためにロレが訪れている。同年TBSブリタニカから『ヒトラー・ある息子の父親』という書籍も発売されている。
しかし、ロレの叔母はロレの母親の相手であるドイツ兵はヒトラーではないと主張しており、ロレの母親が『ドイツ人の息子』と言っただけであるのに『ヒトラー』と勘違いしたとしている。その他多くの矛盾点も見つかり、マーザーの説を支持する者は少数派となった。1979年にアシャッフェンブルクで開かれた歴史討論会においてこの問題が議論された際、マーザーは当初は静かだったが、突然「ヒトラーに非嫡出子がいたかどうかが問題」だと宣言し、以降の議論において完全に沈黙した。マーザーは経済的な理由でロレとも衝突し、以降ロレに言及することは無くなった。ロレはその後自叙伝を出したが、1985年に死亡した。
2008年になりベルギーのジャーナリストジャン＝ポール・ムルダーはヒトラーの血縁者のDNA、およびロレのDNAを専門機関に送り比較検査させた。その結果として「ロレはヒトラーの子供ではない」という結論を発表している。
この他に、エヴァ・ブラウンが書き残したとされるタイプ打ちの日記の記述から、1942年の夏にエヴァがドレスデンで男児を出産しており、その男児はこれまで実子がいないとされてきたヒトラーの子供ではないかとする説がある。

### 戦後の西ドイツ国内の評価
1975年、西ドイツのアレンスバッハ世論調査所が「ドイツにもっとも貢献した人物」のアンケートを取ったところ、ヒトラーと回答したものが 3%に及んだ。割合は少ないものの6200万人の西ドイツ国民のうち約200万人はヒトラーを高く評価していたこととなる。

## 創作作品

### 小説
- 星新一『ほら男爵現代の冒険』（1970年）[377] - ある場所で潜伏しているヒトラーと主人公が出会う。
- 川田武『五月十五日のチャップリン』（2005年）[378] - 政権を取る以前のヒトラーが訪独したチャールズ・チャップリンと出会い、以後も深く関わっていく歴史ミステリー。
- ティムール・ヴェルメシュ『帰ってきたヒトラー』（2012年） - 2011年のドイツにタイムスリップしたヒトラーが、コメディアンとして有名になりながらも再び政界への復帰を目指していく姿を描いた風刺小説。

### 映画
- 『You Nazty Spy!』- 1940年。日本未公開。三ばか大将主演。ジュールズ・ホワイト（英語版）監督。リーダーのモーがヒトラーを思わせる役を演じている[379]。ヒトラーのパロディーを演じているのはチャップリンより早い。
- 『独裁者』- 1940年。チャールズ・チャップリン演・監督。ヒトラーを風刺した作品。ただし劇中における正確な役名は「トメニア国（Tomainia）」の「アデノイド・ヒンケル（Adenoid Hynkel）」。
- 『I'll Never Heil Again』- 1941年。日本未公開。三ばか大将主演[380]。ジュールズ・ホワイト監督。
- 『権力の虜』- 1944年。ボビー・ワトソン演。ジョン・ファロー監督。
- 『ベルリン陥落』- 1949年。V.サヴェリエフ演。ミハイル・チアウレリ監督。
- 『大冒険』- 1965年。アンドリュー・ヒューズ演。古澤憲吾監督。クレージーキャッツ結成10周年記念作品。
- 『パリは燃えているか』- 1966年。ビリー・フリック演。ルネ・クレマン監督。
- 『Which Way to the Front?』 - 1970年。日本未公開。シドニー・ミラー（英語版）演。ジェリー・ルイス監督。
- 『ヨーロッパの解放』- 1972年。フリッツ・ディーツ演。イーゴリ・スラブネヴィチ監督。
- 『アドルフ・ヒトラー/最後の10日間』- 1973年。アレック・ギネス演。エンニオ・デ・コンチーニ監督。原題:HITLER: THE LAST TEN DAYS。
- 『ヒトラー最期の日』- 1981年。アンソニー・ホプキンス演。ジョージ・シェーファー監督。原題:THE BUNKER。
- 『メル・ブルックス/珍説世界史PARTI』- 1981年。メル・ブルックス演。パロディ映画。
- 『インディ・ジョーンズ/最後の聖戦』- 1989年。マイケル・シェアード演。スティーヴン・スピルバーグ監督。
- 『帝都大戦』- 1989年。ビョウーム・ルーライ演。藍乃才、一瀬隆重監督。
- 『モレク神』- 1999年。レオニード・マズガヴォイ演。アレクサンドル・ソクーロフ監督。
- 『アドルフの画集』- 2003年。ノア・テイラー演。第一次世界大戦後のヒトラーの画家時代を描いた映画。
- 『ヒトラー 〜最期の12日間〜』- 2004年。ブルーノ・ガンツ演。ヨアヒム・フェストとトラウドゥル・ユンゲ原作、オリヴァー・ヒルシュビーゲル監督によるドイツ語映画。
- 『わが教え子、ヒトラー』- 2007年。ヘルゲ・シュナイダー演。ダニ・レビ監督。
- 『ワルキューレ』- 2009年。デヴィッド・バンバー演。ブライアン・シンガー監督。
- 『イングロリアス・バスターズ』- 2009年。マルティン・ヴトケ演。クエンティン・タランティーノ監督。
- 『我が闘争 若き日のアドルフ・ヒトラー』 - 2009年。トム・シリング演。ウルス・オーダーマット監督。
- 『ガンディー・トゥ・ヒトラー』 - 2011年。日本未公開。ラグビール・ヤーダヴ演。ラケシュ・ランジャン・クマール監督・脚本。
- 『帰ってきたヒトラー』 - 2015年。オリヴァー・マスッチ演。デヴィット・ヴェント監督・脚本。
- 『ジョジョ・ラビット』 - 2019年。ここでのヒトラーは主人公の少年のイマジナリーフレンドとして登場。タイカ・ワイティティ監督がヒトラーを演じた。
- 『アフリカン・カンフー・ナチス』 - 2020年。セバスチャン・スタイン演。セバスチャン・スタイン、ニンジャマン監督。
- 『お隣さんはヒトラー?』 - 2022年。ウド・キア演。レオン・プルドフスキー監督。
- 『ゲッベルス ヒトラーをプロデュースした男』 - 2024年。フリッツ・カール演。ヨアヒム・A・ラング監督。

### ドキュメンタリー映画
- 『アドルフ・ヒトラーの肖像』 - 1940年、イギリス。監督：ノーマン・リー
- 『わが闘争』 - 1960年、スウェーデン。監督：エルウィン・ライザー
- 『ヒトラー』 - 1977年、西ドイツ（当時）。監督：ヨアヒム・フェスト、クリスチャン・ヘンドェルフェル
  - ヒトラーの生涯とナチの盛衰を描いた、典型的なヒトラーのドキュメンタリー。

### テレビ映画
- 『トワイライト・ゾーン』「暗闇の男」 - 1963年。ルドウィヒ・ドナート演。スチュアート・ローゼンバーグ監督。
- 『戦争の嵐』 - 1983年。ギュンター・マイスナー演。ダン・カーティス監督。原題：The Winds of War。
- 『戦争と追憶』 - 1988年。スティーヴン・バーコフ演。ダン・カーティス監督。原題：War and Remembrance。
- 『ファーザーランド〜生きていたヒトラー〜』 - 1994年。ルドルフ・フライシャー演。クリストファー・メノール監督。原題:FATHERLAND。
- 『ヒットラー』 - 2003年。ロバート・カーライル演。クリスチャン・デュゲイ監督。二部構成。

### テレビドラマ
- 『いだてん〜東京オリムピック噺〜』 - 2019年。ダニエル・シュースター演。

### テレビ番組
- ジョン・クリーズ『空飛ぶモンティ・パイソン』『フォルティ・タワーズ』など（ただしヒトラーなど象徴されるナチズムそのものをカリカチュア化している）
- NHKスペシャル 映像の世紀 第4章〜ヒトラーの野望〜
- NHKスペシャル 新・映像の世紀 第3章〜時代は独裁者を求めた〜

### テレビドキュメンタリー
- 『放浪者と独裁者』(The Tramp and the Dictator)[381] - 2001年、英独合作。監督：マイケル・クロフト、ケヴィン・ブラウンロウ
  - 誕生日が4日違いのヒトラーとチャップリンの生涯を、「独裁者」完成までのストーリーを織り交ぜつつ対比させているドキュメンタリー。
- 『死因検証ファイル アドルフ・ヒトラー』 - 2003年、（ディスカバリーチャンネル）アメリカ
  - ヒトラーの持病と噂されてきたパーキンソン病や梅毒について検証。
- 『ザ・ヒトラー ヒトラー家の人々』 - 2005年、ドイツ
  - ヒトラーの家系・家族に焦点を当てたドキュメンタリー。
- 『ヒトラーの山荘』(Exploring Hitler’s Mountain) - 2005年、ドイツSpiegel TV。監督：マイケル・クロフト
  - 1945年までベルヒテスガーデンにあったヒトラーの山荘「ベルクホーフ」を中心に、ヒトラーが構想した戦略を扱ったドキュメンタリー。
- 『ヒットラーと将軍たち』 - 2005年、ドイツ
  - ヒトラーとカイテル、ロンメル、カナリス、パウルス、マンシュタインら元帥との関係から、ヒトラーと国防軍の人物に迫った5部作のドキュメンタリー。
- 『葬られた歴史の真相』シリーズ 第1回『ヒトラーの死』 - （ナショナルジオグラフィックチャンネル）アメリカ
  - 第二次世界大戦終結直後、ヒトラーの遺体と自殺の事実を隠蔽し、生存説を流布させ続けた旧ソ連スターリン書記長の思惑を解説。
- 『ノストラダムス・エフェクト〜予言と黙示録〜』シリーズ 第6回『ヒトラーの呪い』（ヒストリーチャンネル）- ヨハネの黙示録に記されている反キリスト、および諸世紀に記された「ヒスター」がヒトラーを指したものなのか、否かについて検証。他、国家社会主義ドイツ労働者党の新興カルト宗教団体的側面、人種政策に見られるナチスドイツ国策の特異点などを解説。
- 『世界10大ミステリーを追え#9 ヒトラー生存説』 - （ヒストリーチャンネル）

### 舞台
- 『わが闘争』-（主演：日下武史）
- 『わが友ヒットラー』-（原作：三島由紀夫。主演：村上冬樹。1968年）

### 漫画
（発表年代順）
- 藤子不二雄A『ひっとらぁ伯父サン』 - 小学館『ビッグコミック』（1969年）、虫プロ商事『COM』（1971年）掲載。連載を考えていたが実現せず。作者は他の作品にもヒトラーを取り扱った作品の回を執筆している。
- 水木しげる『劇画ヒットラー』 - 実業之日本社『週刊漫画サンデー』（1971年）に連載。
  - 水木しげる『劇画 ヒットラー』筑摩書房〈ちくま文庫 み-4-12〉、1990年7月31日。ISBN 978-4-480-02449-7。
- さいとう・たかを『ゴルゴ13』 - 小学館『ビッグコミック』第178話「ジーク・ハイル！」（1981年）[382]
- 手塚治虫『アドルフに告ぐ』 - 文藝春秋『週刊文春』連載（1983年1月 - 1985年5月）。
- 寺沢武一『コブラ』 - 集英社『週刊少年ジャンプ』連載（1984年）。あるエピソードの核心的人物として登場する。
- 原作：小池一夫 作画：叶精作 - 『BROTHERS-ブラザーズ』（小学館『GORO』連載（1985年 - 1990年）』[383]）、『オークション・ハウス』（集英社『ビジネスジャンプ』連載（1990年 - 2003年））。いずれも現代まで生存していたヒトラーが登場する。
- 皆川亮二『スプリガン』 - 小学館『週刊少年サンデー』連載（1989年 - 1996年）。第6巻にクローン技術で蘇り、生前の魂を入れられたヒトラーが登場する。
- 大和田秀樹『ムダヅモ無き改革』 - 竹書房『近代麻雀オリジナル』『近代麻雀』連載（2006年 - 2015年）。月に建国された、ナチスによる「ノイエス・ドイッチュラント（新たなるドイツ）」の総統として登場。ベネディクト16世と麻雀で対峙することとなり、「人和禁止」のハンデ戦で人知を超えた力を見せつける。
- 平野耕太『ドリフターズ』 - 少年画報社『ヤングキングアワーズ』連載（2009年 - ）。作中時間の60年前、異世界にて民衆を「手慣れた物のように」煽動し、「オルテ帝国」を建国後に謎の自殺を遂げる。ナチス同様の露骨な侵略政略および、人類以外の知的生物への断種政策を国是とさせた。
- 髙橋ツトム『NeuN』 - 講談社『週刊ヤングマガジン』連載（2017年 - 2020年）。相手の意識を洗脳し取り込む同期能力を有した「完成された人種」（ジンクロニザトアー）として登場。その後継者として自身のDNAを人工的に引き継ぐ12人の子供達の粛清を目的とした「12Feld作戦」を計画・実行する。
- Sean McArdle・Jon Judyc『The Führer and the Tramp』（2021年） ISBN 978-1954412064 - 歴史改変グラフィックノベル。チャップリンが『独裁者』の撮影中にヒトラー・ナチスと戦う物語。

### アニメ
- 『トラップ一家物語』（1991年、フジテレビ） - 終盤でナチスがオーストリアへ侵攻したこと、ミュンヘンで主人公たちが偶然ヒトラーを目撃したことが描かれている。福田信昭演[384]。

### ゲーム
- 『ゴルゴ13 第一章神々の黄昏』 - ネオナチの最新技術で脳だけで生きており、ラストボスとなる。
- 『ヒットラーの復活 トップシークレット』 - 表題通り、敵勢力である帝国軍がヒトラーの復活を画策しており、最終的には復活したヒトラーが帝国軍の総統を殺し、飛行戦艦に乗り込んでラストボスとなる。
- 『ダウンロード2』 - ラストボスとして登場。データ上の意識として再構成されたものを民族評議会が盗んで利用しようとしたものの、逆に彼らを壊滅させてネットワーク上を暴走する。名前は出ず「第二次世界大戦の時の独裁者で、悪の帝王と呼ばれた人物」としか語られない（スタッフロールでの表記は「EMPEROR」）が、外見はヒトラーに基づいている。
- 『ペルソナ2〜罪』 - 物語の鍵を握る奇書「イン・ラケチ」により広まった噂に基づき、物語の舞台である珠閒瑠市にラスト・バタリオンを率いて襲来してくる。本人というわけではなく、物語の黒幕・ニャルラトホテプの化身の一つ。PSP版では顔グラフィックに一部修正がされ、「フューラー」と名乗り登場する（またムービー「ラスト・バタリオン襲来」も一部修正されている）。
- 『ウルフェンシュタインシリーズ』-「Wolfenstein3D」ではボス敵として人造人間姿で登場するほか。「Wolfenstein II: The New Colossus」では金星の居住地に登場する(ドイツ版では一部修正している)。

## 関連書籍
- 著書・語録・書簡集
  - 完訳わが闘争 （角川文庫 上下、初版1973年、改版2001年） ISBN 404322401X、ISBN 4043224028
  - 続 わが闘争―生存圏と領土問題（角川文庫、2004年） ISBN 4043224036
    - 別訳 「ヒトラー第二の書」―自身が刊行を禁じた続・わが闘争（成甲書房、2004年）

  - ヒトラーの遺言 1945年2月4日-4月2日 （篠原正瑛訳・解説、原書房、1991年、新版2011年） ISBN 4562047070
  - アンドレ・フランソワ＝ポンセ編 『ヒトラー＝ムッソリーニ秘密往復書簡』（大久保昭男訳、草思社、1996年）ISBN 4794207255
  - ヴェルナー・マーザー編 『ヒトラー自身のヒトラー』（西義之訳、読売新聞社、1974年）
  - アイバンホー・プレダウ編 『ヒトラー語録』（小松光昭訳、原書房、2011年／旧版『ヒットラーはこう語った』、初版1976年）ISBN 456204702X

回想・証言
  - アルベルト・シュペーア 『第三帝国の神殿にて ナチス軍需相の証言』（品田豊治訳、中公文庫（上下）、新版2020年）
  - アウグスト・クビツェク 『アドルフ・ヒトラーの青春 親友クビツェクの回想と証言』（橘正樹訳、三交社、2005年）
  - ゲルハルト・エンゲル 『第三帝国の中枢にて 総統付き陸軍副官の日記』（八木正三訳、バジリコ、2008年）
  - トラウデル・ユンゲ 『私はヒトラーの秘書だった』（足立ラーベ加代・高島市子訳、草思社、2004年） ISBN 4794212763
  - ローフス・ミッシュ 『ヒトラーの死を見とどけた男 地下壕最後の生き残りの証言』 （小林修訳、草思社、2006年）
  - エレーナ・ルジェフスカヤ 『ヒトラーの最期 ソ連軍女性通訳の回想』（松本幸重訳、白水社、2011年）
  - 『ヒトラー・コード』 ヘンリク・エーベルレ、マティアス・ウール編（高木玲訳、講談社、2006年）
  - 『KGB秘調書 ヒトラー最期の真実』（佐々洋子・貝澤哉・鴻英良訳、光文社、2001年）
  - 『ヒトラーは語る 1931年の秘密会談の記録』 カリック編（鹿毛達雄訳、中央公論社、1977年）
  - 『君はヒトラーを見たか―同時代人の証言としてのヒトラー体験（ワルター・ケンポウスキ編、到津十三男訳、サイマル出版会、1973年）

伝記（研究伝記の主要な著作、上記も以下も品切絶版を含む）
  - 第三帝国の興亡 （全5巻、2008年-2009年（新訳版）、東京創元社） ウイリアム・シャイラー著
  - ヒトラーとスターリン 対比列伝 （全3巻、草思社、2003年／全4巻、草思社文庫、2021年） アラン・ブロック著
  - ヒトラーとスターリン 死の抱擁の瞬間 （上・下、2001年／新装合本、2021年、みすず書房）
 アンソニー・リード／デーヴィッド・フィッシャー共著
  - ヒトラーの秘密図書館 （2010年、文藝春秋、2012年、文春文庫） ティモシー・ライバック著
  - アドルフ・ヒトラー 五つの肖像 （2004年、原書房） グイド・クノップ著
  - ヒトラー 権力掌握の二〇カ月（2010年、中央公論新社） グイド・クノップ著
  - ヒトラーという男 史上最大のデマゴーグ （1998年、講談社選書メチエ） ハラルト・シュテファン著
  - ヒトラーとは何か （2013年、草思社（新訳版）、のち草思社文庫） セバスチャン・ハフナー著
  - ヒトラー ある<革命家>の肖像 （2002年、三交社） マーティン・ハウスデン著
  - ヒトラー伝 人間としてのヒトラー／政治家としてのヒトラー
 （全2巻、1976年、サイマル出版会）、ヴェルナー・マーザー著
  - ヒトラー最期の日 （1975年、復刊1985年、筑摩叢書） ヒュー・トレヴァー＝ローパー著
  - ヒトラー最期の日 50年目の新事実 （1996年、原書房） エイダ・ペトロヴァ／ピーター・ワトソン著
  - ヒトラー検死報告 法医学からみた死の真実（1996年、同朋舎出版） ヒュー・トマス著
  - ヒトラー 最期の12日間 （2004年、岩波書店） ヨアヒム・フェスト著 ISBN 4000019341

- 戦前戦中期の文献
  - 『ヒトラーの獅子吼 復興独逸の英雄ヒトラー首相演説集』滝清訳（日本講演社、1933年）
    - （Das junge Deutschland will Arbeit und Frieden 1933年）

  - 『ナチとは何か』佐藤荘一郎訳（青年書房、1939年）
    - （Adolf Hitlers Reden 第二版 1933年）

  - 『わが闘争』 大久保康雄訳 （三笠書房、1937年） 抄訳
  - 『ヒットラー語録』西村隆三郎編訳（ヘラルド雑誌社、1939年）
  - 『青年に檄す』近藤春雄編訳（三省堂、1940年）
  - 『ヒトラー総統演説集』工藤長祝訳（鉄十字社、1940年）
  - 『我が新秩序（上巻）』堀真琴訳（青年書房、1942年）
  - 『我が新秩序（下巻）』堀真琴・内山賢次・村上啓夫訳（高山書院、1944年）
    - （My New Order :Raoul de Roussy De Sales編 1941年）

  - 『独逸の決戦態度 ヒトラー総統最近の宣言』工藤長祝訳（鉄十字社、1943年）

研究書
  - 石田勇治 『ヒトラーとナチ・ドイツ』（講談社現代新書、2015年）
  - 大澤武男 『ヒトラーとユダヤ人』（講談社現代新書、1995年）
    - 『青年ヒトラー』（平凡社新書、2009年）ISBN 978-4582854558

  - 芝健介『ヒトラー 虚像の独裁者』岩波書店〈岩波新書〉、2021年9月。ISBN 9784004318958。全国書誌番号:23608987。
  - ヒトラーとは何者だったのか? 厳選220冊から読み解く （学研M文庫 2008年）、阿部良男編著
    - ヒトラーを読む3000冊 （刀水書房、1995年）、阿部良男編著 - 上記の続篇

  - Christin-Désirée Rudolph 『ヒトラーの論文のリーク: Eine Psychopathographie』（ルドルフ 2016）ISBN 978-3-00-053332-7